# ルーヴル美術館
ルーヴル美術館（ルーヴルびじゅつかん、仏: Musée du Louvre）は、パリにあるフランスの国立美術館。世界最大級の美術館（博物館）であるとともに世界最大級の史跡のひとつで、パリ中心部1区のセーヌ川の右岸に位置する。収蔵品38万点以上。先史時代から19世紀までのさまざまな美術品3万5,000点近くが、総面積6万600平方メートルの展示場所で公開されている。世界でもっとも入場者数の多い美術館で、毎年800万人を超える入場者が訪れ、2018年は初めて1,000万人を超えた。フランスの世界遺産であるパリのセーヌ河岸にも包括登録されている。
そのコレクションの一部は、日本を含め海外へ貸し出されることも多い。

## 概要
ルーヴル美術館は、フランス王フィリップ2世が12世紀に、もともとは要塞として建設したルーヴル城（ルーヴル宮殿）に収容されている。現在の建物にも要塞として使用されていた当時の面影が一部残っているが、幾度となく増改築が繰り返されて、現在のルーヴル宮殿の建物となっている。フランソワ1世の改築計画以来、歴代フランス王の王宮として使用されていたルーヴル宮殿だったが、1682年にフランス王ルイ14世が、自身の王宮にヴェルサイユ宮殿を選び、ルーヴル宮殿の主たる役割は、1692年以来収集されてきた古代彫刻などの王室美術品コレクションの収蔵、展示場所となった。1692年にはルーヴル宮殿に、フランス学士院碑文・美文アカデミーと王立絵画彫刻アカデミーが収容され、1699年に最初のサロンが開催されている。アカデミーはその後100年にわたってルーヴル宮殿に設置されていた。そして、フランス革命下の憲法制定国民議会で、ルーヴル宮殿をフランスが保有する優れた美術品を展示する美術館として使用することが決定された。
美術館として正式に開館したのは1793年である。このときには、王室所有だった、あるいはキリスト教の教会財産から没収された絵画を中心として、537点の絵画が展示されている。しかしながら、建物の構造上の問題から1796年にいったん閉館されており、1801年に再度開館した。フランス皇帝ナポレオン1世が、諸国から美術品を収奪したことにより所蔵品は増大していき、美術館も名前を「ナポレオン美術館 (Musée Napoléon)」と改名したこともあった。その後、ワーテルローの戦いの敗戦でナポレオン・ボナパルトがフランス皇帝位を追われ、ナポレオン軍が収奪していた美術品の多くが元の持ち主たちに返還されている。王政復古でフランス王となったルイ18世、シャルル10世の統治時代、さらにフランス第二帝政時代でルーヴル美術館の所蔵品はさらに増え続け、2万点を超える美術品が集められた。その後に成立したフランス第三共和政の時代にも、ルーヴル美術館の所蔵品は遺贈や寄贈などによって着実に増えていった。2003年に「イスラム美術部門」が創設され、所蔵品が「古代エジプト美術部門」「古代オリエント美術部門」「古代ギリシア・エトルリア・ローマ美術部門」「イスラム美術部門」「彫刻部門」「工芸品部門」「絵画部門」「素描・版画部門」の8部門に分類されることとなった。

## 沿革

### 12 - 20世紀

#### 中世・ルネサンス期・ブルボン王朝期

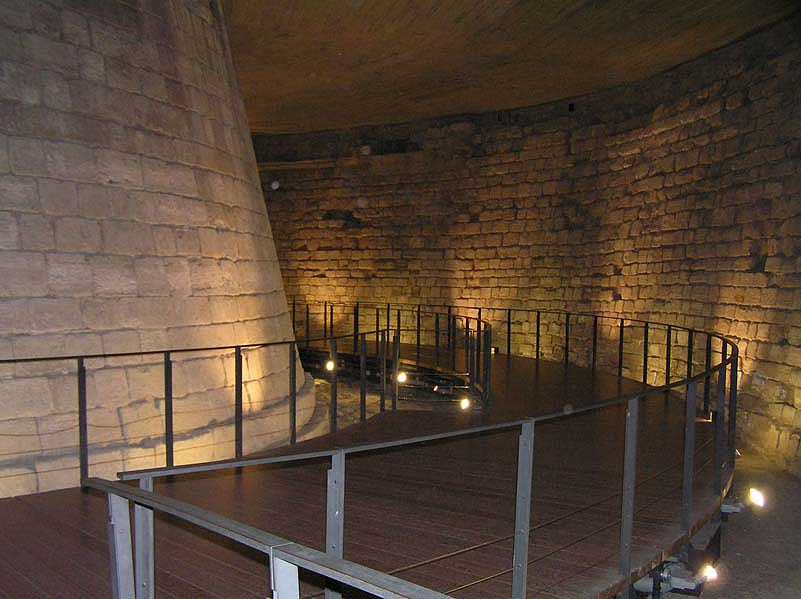
ルーヴル宮殿地下室。中世ルーヴル城の面影が残る唯一の場所。

現在ルーヴル美術館として使用されているルーヴル宮殿は、12世紀にカペー朝第7代のフランス王フィリップ2世（在位1180年 - 1223年）が要塞として建設したルーヴル城をもととしており、当時の建物の面影が現在も地下室に残っている。ただし、ルーヴル城が、すでに存在していた別の建造物を増改築した要塞だったのか、一から建てられた要塞だったのかどうかは伝わっていない。セーヌ川の中洲であるシテ島は、中世においてもパリの中心地であった。都市の防衛という面で、街の中心を流れるセーヌ川自体が防御の弱点となっていたため、防衛要塞たるルーヴル城が建設された。円筒形で、径約15メートルのドンジョン（主塔、天守）の周囲に方形の城壁（約78×72メートル）を巡らした要塞は、20年余の歳月を要して完成した。この城壁は、現代のルーヴルのシュリー翼の位置にあたり、シュリー翼の中庭（クール・カレ）の南西側4分の1の面積に相当する。当時のルーヴルは宮殿ではなくまさに要塞であり、建物の役割は大部分が牢獄や人質の監禁場所にあてられていた。パリ市の防衛のために建造されたルーヴル城であったが、この城が英国など外国からの攻撃にさらされることは結局なかった。当時のルーヴルの遺構は、のちのナポレオン3世の時代、1866年にも発掘調査が行われているが、本格的・学術的な発掘調査が行われたのは1984年から1986年のことである。また、1991年に発掘された城壁の一部は、地下のショッピングセンターの大ホールで一般に公開されている。
「ルーヴル (louvre)」 の語源については複数の説がある。12世紀後半のパリで最大の建築物だったことから「偉大な」を意味するフランス語「L'Œuvre」からという説、森の中に建てられたことから「オーク」を意味するフランス語「rouvre」からという説、『ラルース百科事典』の「狼狩り」と関係するラテン語「lupus」が変化した、ビザンチン帝国で使われていたラテン語「lupara」から派生したという説などがある。また、7世紀フランスのモーの女子大修道院長聖ファーレは「パリ地方にルーヴラ (Luvra) と呼ばれる邸宅がある」という記録を修道院に残しているが、この記述の「パリ」はおそらく現在のパリとは違う地域を指していると考えられる。

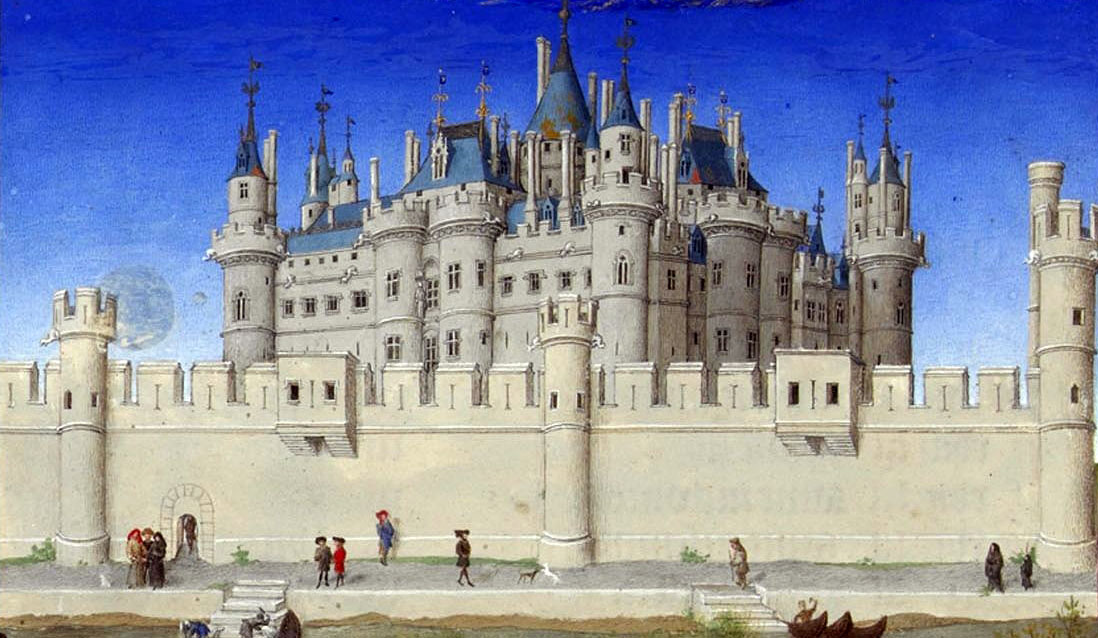
シャルル5世時代のルーヴル（『ベリー公のいとも豪華なる時祷書』より）

ルーヴル宮殿は中世時代を通じて何度も改築されている。14世紀にはフランス王シャルル5世（在位1364年 - 1380年）が、レーモン・デュ・タンブルに命じてルーヴル城を改修し、「要塞」のイメージが強かったルーヴルを、規模は従来のままで、華やかな「城館（シャトー）」へと造り替えた。1546年にはフランソワ1世が、ルネサンス様式の壮麗な建物への改築を決定した。このフランソワ1世が収集した美術品、たとえばレオナルド・ダ・ヴィンチの『モナ・リザ』などが、ルーヴル美術コレクションの中核となっていった。フランソワ1世は、1528年にルーヴル城のドンジョン（主塔）を取り壊した。1546年には建築家ピエール・レスコに命じて、旧城を取り壊し新たな宮殿を建築する工事を開始したが、その翌年フランソワ1世が死去したため、ルーヴル城の改築は息子のアンリ2世（在位1547年 - 1559年）に引き継がれた。アンリ2世の死後、その妃カトリーヌ・ド・メディシスが、ルーヴルの西約500メートルのところに新たな宮殿の建築を始めさせた。かつて瓦（テュイル）製造工房があったことからテュイルリー宮殿と呼ばれるこの宮殿は、フィリベール・ドロルムの設計で、1563年から建築が開始され、完成には約1世紀を要した。
ヴァロア王朝の終焉後、ブルボン王朝の初代の王であるアンリ4世（在位1589年 - 1610年）は、旧ルーヴル城の部分を4倍の面積に広げ（現代のシュリー翼に相当）、セーヌ河に沿ってルーヴルと西のテュイルリー宮殿を直接結ぶ、長大な回廊（現在の「大展示室 (Grande Galerie)」）を建設させた。グランド・ギャルリの建設やクール・カレ（方形中庭）の拡張を含む「グラン・デッサン（大計画）」はアンリ4世の時代に開始されたが、造営は次のルイ13世（在位1610年 - 1643年）の時代にも引き継がれた。太陽王ルイ14世（在位1643年 - 1715年）もさらなる拡張計画を進め、1657年からは建築家ルイ・ル・ヴォーが中心となって、クール・カレ（方形中庭）の拡張、ならびにルーヴル宮殿とテュイルリー宮殿を結ぶ建物の工事が進められた。しかしながら、1682年にルイ14世が自身の宮殿に、それまでの歴代フランス王が宮廷としていたルーヴル宮殿から、ヴェルサイユ宮殿へと宮廷を移すことを決めた。宮廷の移動にともなうヴェルサイユ宮殿の改築工事は遅れがちではあったが、遷宮は予定どおりに行われ、王族が不在となったルーヴル宮殿は、芸術家たちの住居兼アトリエとして提供されることとなった。
1747年に出版された美術評論家ラ・フォン・ド・サン＝ティエンヌの著作がきっかけで、18世紀半ばに王室美術コレクションを公開展示するギャラリーを設置しようという気運が高まった。1750年10月14日にルイ15世がギャラリーの設置を承認し、リュクサンブール宮殿に「王室絵画ギャラリー (Galerie royale de peinture)」を設け、王室コレクションが所蔵する96点の絵画作品を展示することを許可した。ギャラリーの開館には、ル・ノルマン・ド・トゥルヌエム (en:Charles François Paul Le Normant de Tournehem) と、マリニー侯爵アベル＝フランソワが立会っている。「王の絵画 (Tableaux du Roy)」は、毎週水曜日と土曜日に一般公開された。公開された王室絵画コレクションには、ルネサンス期のイタリア人画家アンドレア・デル・サルトの『慈愛』をはじめ、ルネサンス期イタリア人画家ラファエロ、ティツィアーノ、ヴェロネーゼ、バロック期オランダ人画家レンブラント、ヴァン・ダイク、バロック期フランス人画家プッサンらの絵画作品が含まれていた。1778年にルイ16世がリュクサンブール宮殿をプロヴァンス伯爵ルイに与えたため、この絵画ギャラリーは1780年に閉館された。しかしながら、ルイ16世のもとでリュクサンブール宮殿に代わる王立美術館の設置は国の政策となっていった。そして、王室建造物長官で王立絵画彫刻アカデミーにも関わっていたダンジヴィレ伯シャルル・クロード (en:Charles-Claude Flahaut de la Billaderie, comte d'Angiviller) が美術コレクションを拡張し、1776年にルーヴル宮殿を「巨大なギャラリー (Grande Galerie)」として、美術館へと転用する案を提出した。ルーヴル宮殿を美術館へと転用するというこの提案には多くの賛同者が現れたが王室からの許可は下りず、本格的にルーヴル宮殿が美術館として使用されるようになったのはフランス革命以降のことだった。

#### フランス革命期
フランス革命下で、ルーヴル宮殿は大衆に開かれた美術館へと姿を変えた。1791年5月に憲法制定国民議会がルーヴル宮殿を「あらゆる科学、芸術が集められた場所」とする法案を可決した。1792年8月10日にルイ16世が投獄され、ルーヴル宮殿に所蔵されていた王室美術コレクションは私有財産ではなく、国有財産となった。市民による美術コレクションの破壊や略奪を恐れた国民議会は、8月19日にルーヴル宮殿の美術館化を至急推し進めるという声明を出している。10月には国有財産保存委員会が設置され、美術コレクションを一般展示するための準備が進められた。

##### 開館

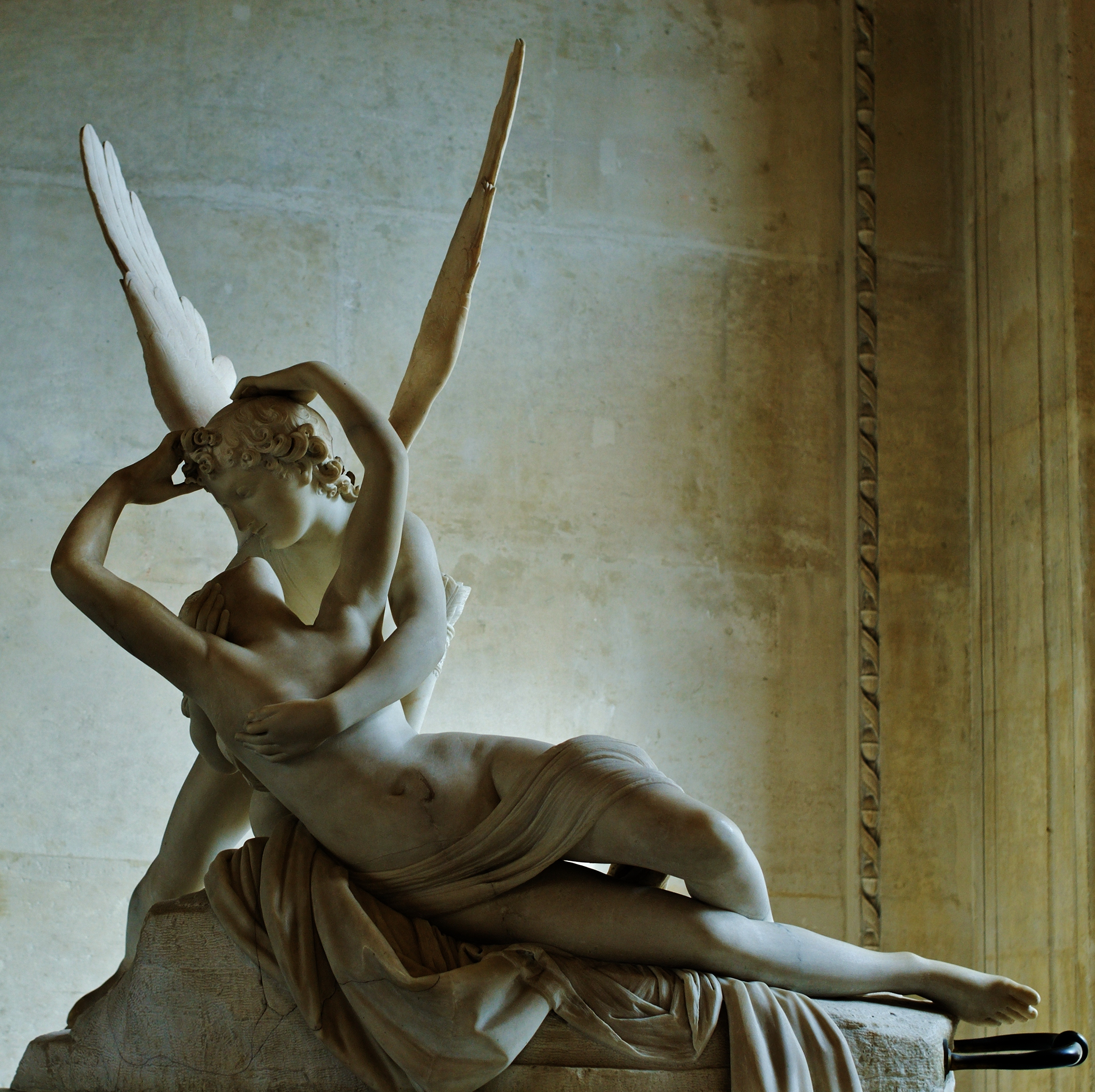
『エロスの接吻で目覚めるプシュケ』（アントニオ・カノーヴァ）
1787年に制作依頼、1824年に完成。

ルーヴル美術館の開館は1793年8月10日で、この日は前国王ルイ16世の処刑一周年にあたる日だった。週のうち3日間大衆に解放されたルーヴル美術館は、大いなる成果であるとして高く評価された。開館当時のルーヴル美術館には、537点の絵画と、184点のその他の美術品が収蔵されていた。コレクションのうち4分の3ほどが王室美術コレクション由来で、残りはフランス革命で他国へ亡命した上流階級、ローマ・カトリック教会からの押収美術品を国有財産化したものだった。コレクションを拡張、系統立てて整理するために、毎年10万リーヴルの献金が集まった。1794年から、フランス革命軍が北ヨーロッパ諸国から美術品を押収し始め、1797年2月にフランスとローマ教皇との和平条約であるトレンチノ条約 (en:Treaty of Tolentino) が締結されてからは、古代ローマ彫刻『ラオコーン像』や『ベルヴェデーレのアポロン』などの美術品が、ヴァチカンから押収されてフランスへと持ち込まれた。これらはルーヴル美術館を「国民主権の象徴」たる一流の美術館とすることを目的としていた。
開館初期のルーヴル美術館は混沌としたものだった。特権を受けた芸術家がいまだに美術館内に住んでいただけでなく、絵画の展示方法もまったく分類されておらず、「床から天上まで所狭しと」作品がかけられているだけだった。その後、1796年5月に建物の構造上の問題からいったん閉館され、1801年7月に、作品を年代順に配置したうえで新たな照明が追加されて再度開館している。

#### ナポレオン1世と第一帝政期
ナポレオン1世がフランスの実権を握り、ヨーロッパ諸国との戦争に勝利し続けたことによって、フランスの美術品コレクションは、諸国からの略奪美術品で溢れかえっていった。1798年から1801年のエジプト侵攻後、ナポレオン1世はルーヴル美術館の初代館長にドミニク・ヴィヴァン (Dominique Vivant) を任命した。これにちなんで、1803年にルーヴル美術館は「ナポレオン美術館」へと改名され、スペイン、オーストリア、オランダ、イタリアなどの美術品が収蔵された。これらの美術品は、トレンチノ条約などの和平条約を無視して諸国から略奪された美術品だった。1815年のワーテルローの戦いでフランスが敗北し、略奪された美術品の元の所有者たちはその返還をフランスに求めた。しかしながら、ルーヴル美術館の上層部はこの要求にほとんど応じず、略奪美術品の多くを自分たちのプライベート・コレクションに紛れこませて、隠匿しようとした。進まない返還交渉に憤った諸国は、ワーテルローの戦いで勝利したイギリスに特使を送り、美術品返還への協力を求めた。この結果多くの美術品が返還されたが、そのままルーヴル美術館に残された美術品も存在している。返還されずにルーヴルに残った主要な美術品に、マンテーニャの『慈愛』、ヴェロネーゼの『カナの婚礼』、ロヒール・ファン・デル・ウェイデンの『受胎告知』などがある。王政復古後の1815年に、フランス王ルイ18世とイタリアとの間に、未返還の略奪美術品についての協定が交わされた。たとえば、現在もルーヴル美術館が所蔵するヴェロネーゼの『カナの婚礼』は、この時の協定でフランス人画家シャルル・ル・ブランの一大コレクションと交換され、元の所有者であるローマの美術品収集家アレッサンドロ・アルバーニ (en:Alessandro Albani) にも賠償金が支払われている。

#### 王政復古期、第二帝政期

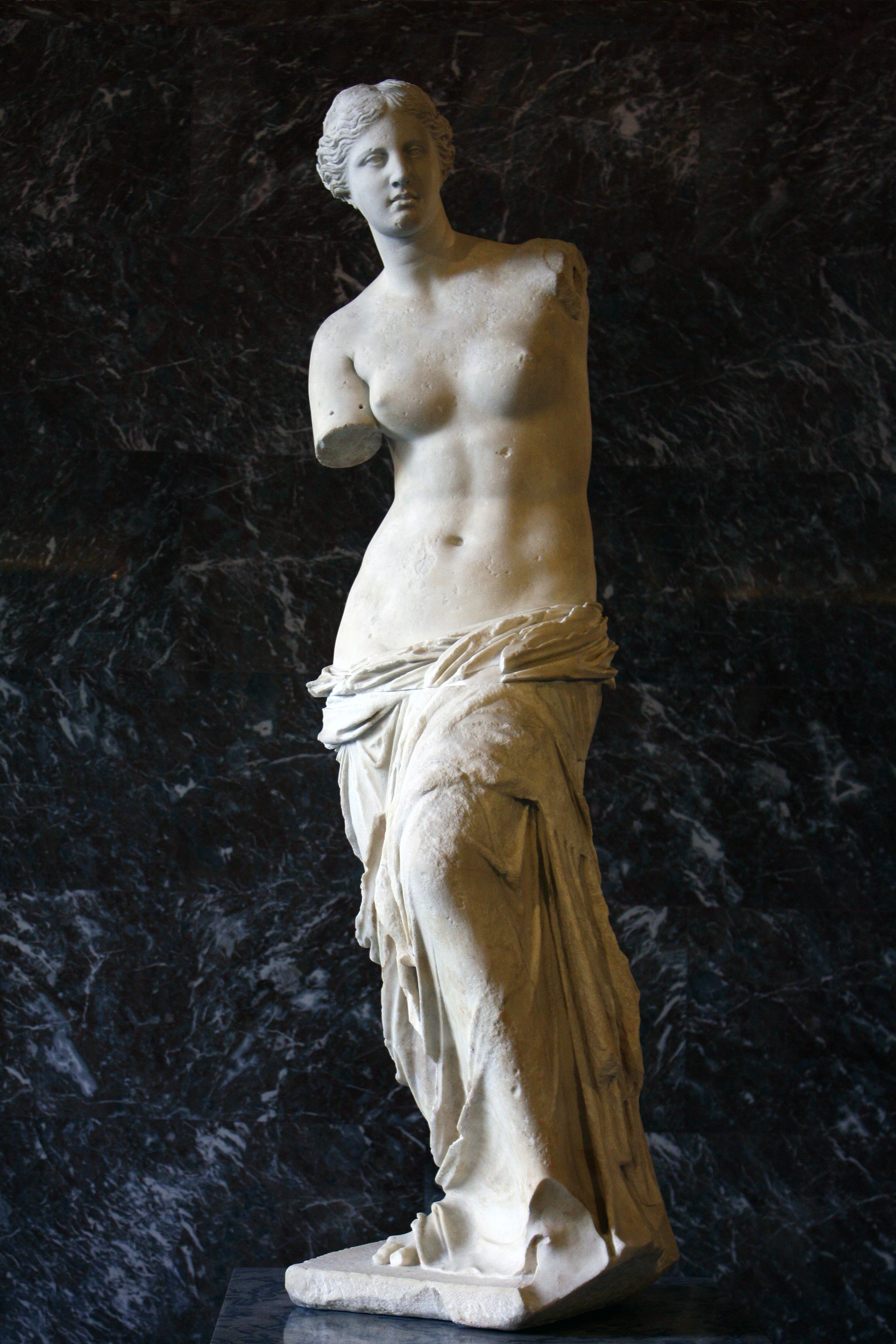
『ミロのヴィーナス』はルイ18世の時代にルーヴル美術館に収蔵された彫刻である。

ナポレオン1世が失脚し、フランスはルイ18世が王位に就いて、王政復古期（1814年 - 1830年）に入る。ルイ18世と次王のシャルル10世の治世下で、72万フランをかけてルーヴル美術館に135点の美術品が追加された。さらに、古代エジプト学者ジャン＝フランソワ・シャンポリオンの指揮の下、古代エジプト美術品の専門部局が編成され、イギリス人画家、エジプト学研究者ヘンリー・ソルト (en:Henry Salt (Egyptologist)) やイタリア人古美術品収集家ベルナルディーノ・ドロヴェッティ (en:Bernardino Drovetti) らのコレクションから、7,000点以上の古代エジプト美術品を購入している。ただし、この時代に追加された美術品の数よりも、王権を回復するためという名目でルーヴル美術館からヴェルサイユ宮殿へと持ち出された美術品のほうが多かった。1848年に第二共和制が成立すると、共和政府は美術品の修復費用として200万フランを供出し、さらに美術品の展示場所である「アポロン・ギャラリー (Galerie d'Apollon)」、「サロン・カレ (Salon Carré)」、「大展示室 (Grande Galérie)」の完成を推進した。1858年にフランス第二帝政が成立し、フランス皇帝となったナポレオン3世は、1861年に641点の絵画、古代ギリシアの金貨、ジャンピエトロ・カンパーナ侯爵の美術品コレクション (en:Campana collection) 由来の古美術品など、1万1,835点の美術品を購入した。1852年から1870年にわたるフランス第二帝政下でフランス経済は拡大し、ルーヴル美術館は1870年までに2万点にのぼる美術品を新たに収蔵している。また、「花の展示室 (en:Pavillon de Flore)」と「大展示室」が、建築家ルイ・ヴィスコンティとヘクター・ルフェル (en:Hector Lefuel) によって改装されたのもこの時期である。

#### 第三共和制期と世界大戦期

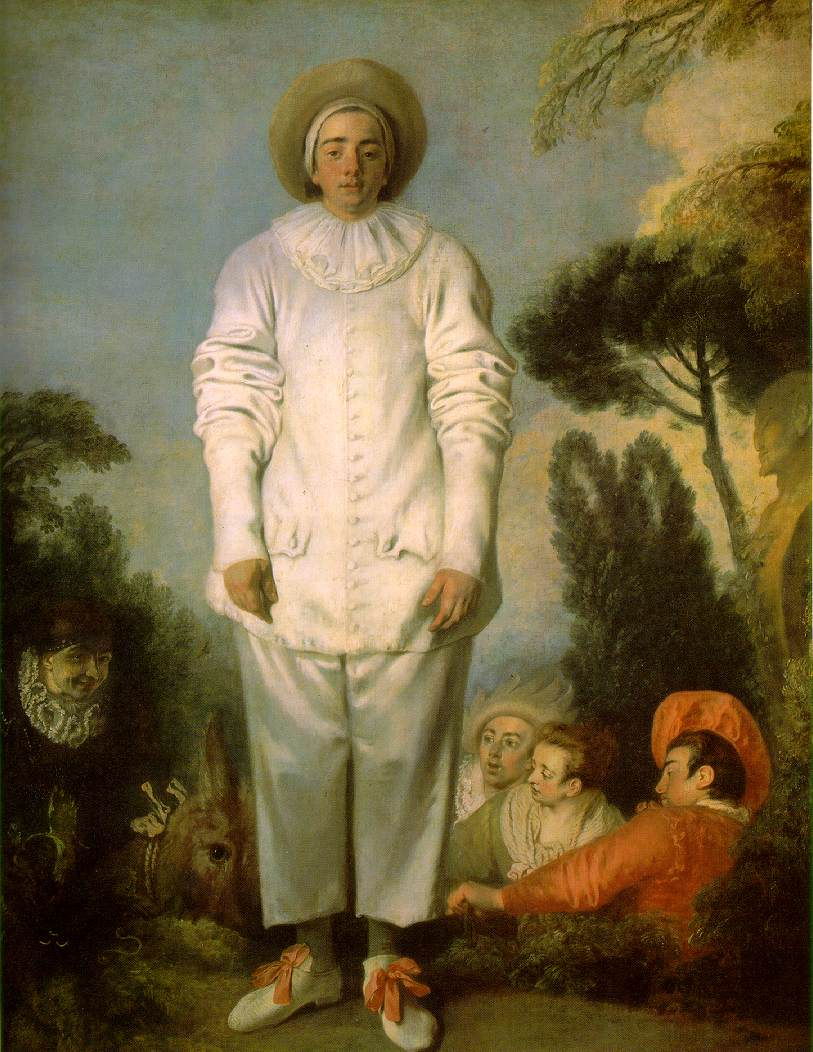
ヴァトーの『ピエロ』。1718年 - 1719年ごろの作品で、旧称『ジル』と呼ばれていた。

フランス第三共和政の時代にルーヴル美術館に新たに収蔵された美術品は、遺贈、寄贈によるものが多かった。アンゲラン・カルトン (en:Enguerrand Quarton) 作といわれる、15世紀の油彩画『ヴィルヌーヴ＝レザヴィニョンのピエタ』は「ルーヴル友の会 (Société des Amis du Louvre)」が寄贈したもので、1863年に発掘された古代ギリシア彫刻『サモトラケのニケ』は、同年にルーヴル美術館へと収められたものである。『サモトラケのニケ』は、頭部、左腕が存在しないなどのひどい損傷があるが、1884年の展示以来、ルーヴル美術館が誇る主要な古代彫刻となっている。1869年に美術品収集家の医者ルイ・ラ・カーズ (en:Louis La Caze) が遺贈した583点の美術品からなる「ラ・カーズ・コレクション (Collection La Caze)」には、ロココ期のフランス人画家シャルダン、フラゴナールらの絵画が含まれており、その他ラ・カーズ・コレクション由来の著名な作品として、バロック期のオランダ人画家レンブラントの『ダビデ王の手紙を手にしたバテシバの水浴』、ロココ期のフランス人画家ヴァトーの『ピエロ（旧称『ジル』）』などがある。
ルーヴル美術館の拡大は、第一次世界大戦後ゆるやかになっていき、重要な作品の購入はほとんどなされていない。例外といえる作品として、バロック美術期のフランス人ラ・トゥールの『聖トマス』と、遺贈された大規模なコレクションとして、1935年にエドモンド・ベンジャミン・ロスチャイルドが遺贈した、4,000点の版画（エングレービング）、3,000点の絵画、500点の装飾本が挙げられる。
第二次世界大戦時には、多くの美術品がルーヴル美術館から避難した。第二次世界大戦直前にドイツ軍がチェコのズデーテン地方を併合した時には、『モナ・リザ』などの重要な作品が、ロワール＝エ＝シェールのシャンボール城へと移された。1939年後半に第二次世界大戦が勃発すると、『サモトラケのニケ』や『ミロのヴィーナス』といった重要な彫刻作品がアンドルのヴァランセ城 (en:Château de Valençay) へと移されている。所蔵美術品の梱包に2日かけ、1939年8月27日に一団のトラックがルーヴル美術館を離れた。12月28日までには、あまりに巨大で重量がかさむ作品と「地下室に所蔵されていた重要ではない絵画作品」を除いて、主要な作品はすべてルーヴル美術館から姿を消している。1945年初頭、それまでドイツに占拠されていたフランスが解放されると、各地に分散していた美術品が元通りルーヴル美術館へと戻されていった。

#### 大ルーヴル計画とルーヴル・ピラミッド
1874年までにルーヴル宮殿は現在の構成となった。ほぼ正方形の宮殿本体、中庭 (Cour Carrée) の東に面する最古の建築物シュリー翼 (Aile Sully)、ナポレオン広場 (Cour Napoléon) の北に面するリシュリュー翼 (Aile Richelieu) と、広場の南に面するセーヌ川沿いのドゥノン翼 (Aile Denon) である。1983年に、当時のフランス大統領ミッテランが推進した「パリ大改造計画 (en:Grands Projets of François Mitterrand)」の一環である「大ルーヴル計画 (Grand Louvre)」で建物が改築されるとともに、それまでルーヴル宮殿内にあった財務省が移設され、宮殿施設全体が美術館となった。そして建築家イオ・ミン・ペイから、ナポレオン広場に設けられた新たなエントランスにガラス製のピラミッド (en:Louvre Pyramid) を建築する提案がなされた。このピラミッドと直下の地下ロビーが落成したのは1988年10月15日のことである。そして大ルーヴル計画の第二段階として、1993年に地下のカルーゼル・ショッピング・モールに、採光用途を兼ねる逆ピラミッド (en:La Pyramide Inversée) が完成した。従来の宮殿入口には、多数の来館者をさばききれないため行列ができるという問題があったが、ナポレオン広場の広大な地下エントランスがその問題を解決した。2002年以降のルーヴル美術館入場者数は、この大ルーヴル計画以前に比べて約2倍に増加している。

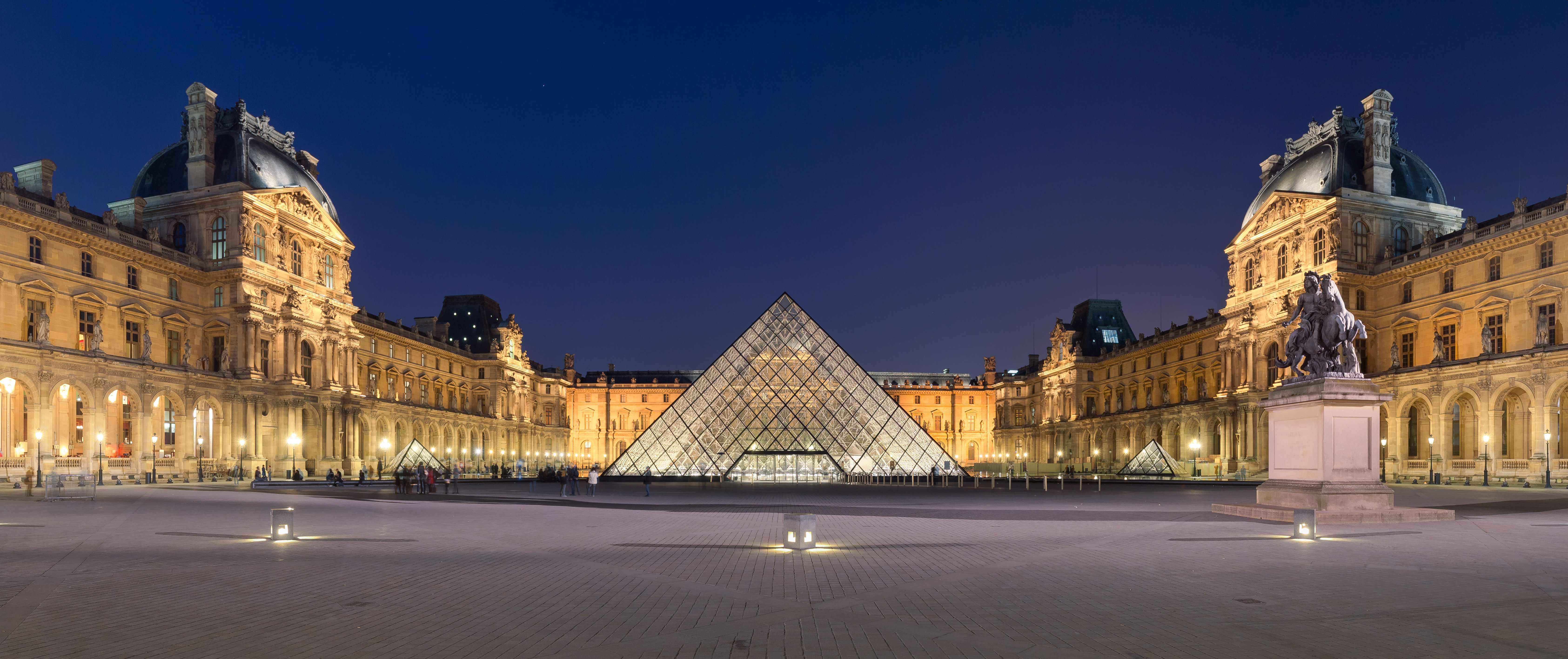
ルーヴル美術館とルーヴル・ピラミッド（夜間）

### 21世紀
ルーヴル美術館には、38万点以上の収蔵品がある。そのうちおよそ3万5,000点が8部門に分かれて展示されており、常設展示室の総面積は6万600平方メートル以上となっている。ルーヴル美術館に展示されているのは、彫刻、工芸品、絵画、ドローイング、古代美術品などである。世界でもっとも入場者数の多い美術館・博物館であり、一日平均1万5,000人の入場者数のうち約65パーセントが外国人観光客となっている。
イタリア人建築家マリオ・ベッリーニ (en:Mario Bellini) とルディ・リキオッティが国際コンペに勝ち残り、両者の設計による、イスラム美術品を展示する3,000平方メートルの新たなギャラリーが2012年に開館した。当初2009年の開館が期待されていたこのギャラリーは、美術館南のドゥノン翼中央にある新古典様式の「ヴィスコンティの中庭」に位置する2階建ての建物で、天頂が金色の起伏ある屋根と、蜘蛛の巣のように張り巡らされる9,000本近い鉄管で構成された内装を持っている。このギャラリーは、1989年に設置されたルーヴル・ピラミッド以来、21世紀に入って最初の大きな建造物となっている。
また、近年のルーブル美術館は日本との関係もある。一例では2010年からルーヴル美術館が進めている照明改修では、日本の東芝が照明システムを提供しており、従来の照明よりも明かりを特定の範囲に均一に照らしている。結果、絵画の濃淡を忠実に再現されている。

#### 運営

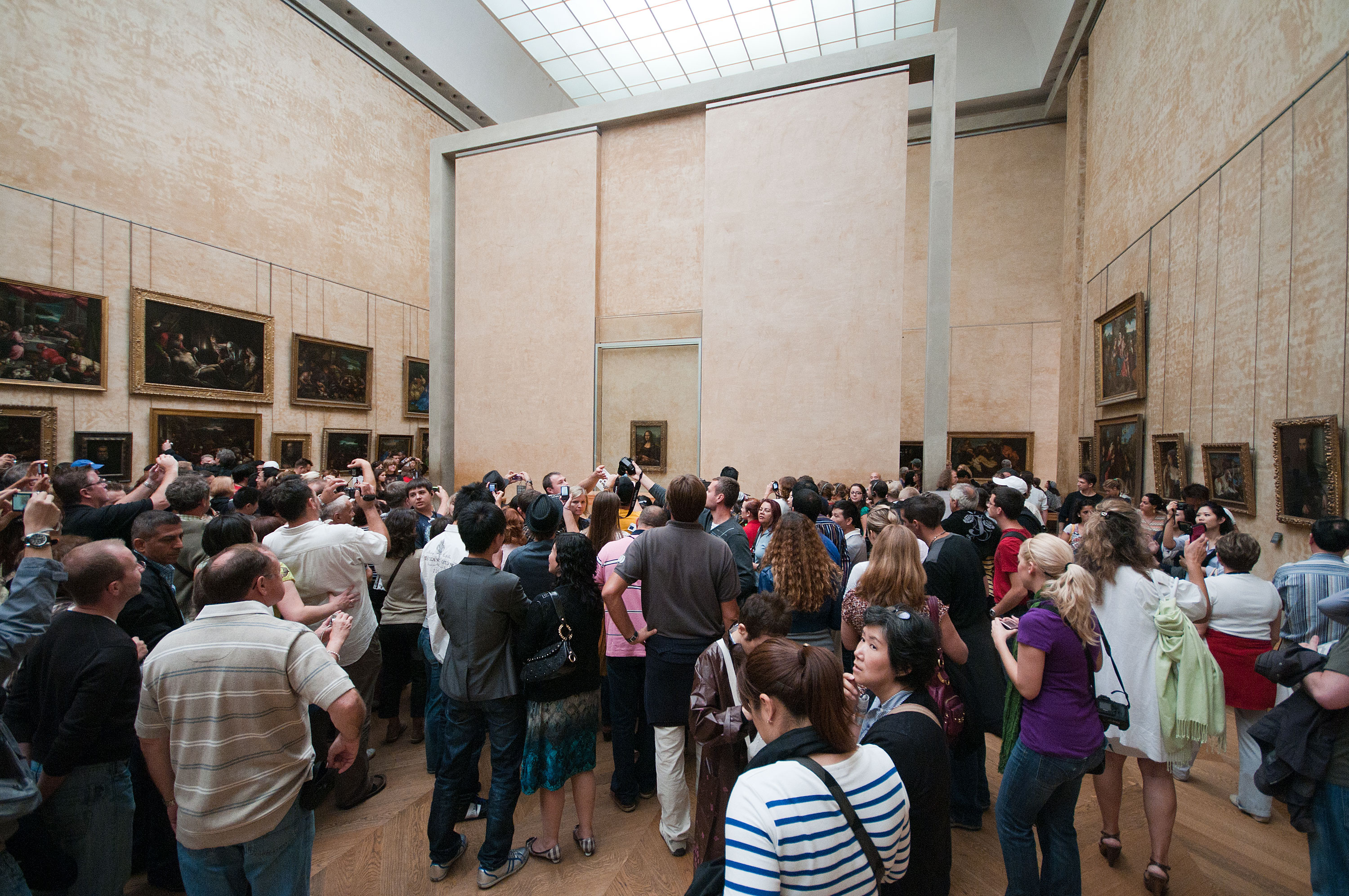
ルネサンス期の巨匠レオナルド・ダ・ヴィンチが描いたモナ・リザは、ルーヴルでもっとも集客力がある作品となっている。

ルーヴル美術館は国立の美術館ではあるが、1990年代からその独立性を強めつつあり、2003年以降は政府から運営予算を捻出するための独自基金を創設することが求められている。2006年には、全予算のうち国が負担する割合がそれまでの75パーセントから62パーセントまで低下した。2003年に出版された小説『ダ・ヴィンチ・コード』をもとにした、2006年の同名の映画『ダ・ヴィンチ・コード』制作時に撮影場所としてギャラリーを提供し、250万ドルの収入を得たこともあった。2008年には、年間予算3億5,000万ドルのうち国が負担するのはおよそ半分の1億8,000万ドルとなり、残りは寄付金と入場チケットの売上金でまかなわれた。
前ルーヴル美術館長ピエール・ローゼンベール (en:Pierre Rosenberg) の後を継いで、2001年からアンリ・ロワレット (en:Henri Loyrette) が館長となった。ロワレットはそれまでの館長とは異なり、所蔵美術作品の貸し出しに積極的な方針をとっている。2006年に、1,300点の作品が他施設に貸し出され、その貸出料金が新たな美術作品の購入資金に充てられた。2006年から2009年には、米国ジョージア州アトランタのハイ美術館から作品の貸出料金として690万ドルを得て、作品の修復費用として使われている。2012年にはルーヴル美術館とサンフランシスコ美術館との間で、5年間の展示、出版、教育、保存、教育に関する協定が結ばれた。2012年に9,850万ユーロをかけてイスラム美術ギャラリーが拡張され、そのうち3,100万ユーロが国の基金から、1,700万ユーロがサウジアラビア王族のアミラ・タウィールが創設した基金であるワリード・ビン・タタール基金 (en:Alwaleed Bin Talal Foundation) から供出された。そのほか、アゼルバイジャン共和国、クウェートの首長、オマーンの国王、モロッコの国王から、合計2,600万ユーロの寄付が集まった。また、2012年にルーヴル美術館の別館であるアラブ首長国連邦のルーヴル・アブダビ (en:Louvre Abu Dhabi) 建設計画が発表されたときには、開設後に30年間「ルーヴル」という名称を使用する料金として、4億ユーロが支払われたといわれている。ロワレットは、コレクションの弱い分野を補完するために、他施設への所蔵作品の貸与料金と「入場料収益の20%を、毎年の作品購入資金に充てる」としている。また、ロワレットは経営改革にも熱心で、それまでルーヴル美術館の数あるギャラリーの開館率が80%程度だったのに対して、90%まで開館率を向上させた。そのほか、開館時間の延長、毎週金曜夜の入館料無料化、作品購入予算の450万ドルから3,600万ドルへの引き上げなどの業績を挙げている。

#### ルーヴル別館

##### ルーヴル・ランス
2004年にフランス政府は、ルーヴル美術館の別館をパ＝ド＝カレーの、以前は炭鉱町として栄えていたが、すでに過疎化しているランスに建設することを決定した。これはパリのルーヴル美術館本館の混雑緩和と全体での入場者数の増加、さらにフランス北部の産業経済振興を目的としたものだった。計画当初の別館建設候補地としてランスのほかに、アミアン、アラス、ブローニュ＝シュル＝メール、カレー、ヴァランシエンヌの北部5都市の名前が挙がっていたが、最終的に当時の首相ジャン＝ピエール・ラファランが、ランスに「ルーヴル・ランス (Le Louvre-Lens)」という名前の別館を建てることを決定した。そして2005年に、日本人建築家妹島和世と西沢立衛のユニットSANAAがルーヴル・ランスの設計を任され、建築計画が始動した。2012年12月の開館時に、ルーヴル美術館の関係者は、別館は600点にのぼる美術品収容能力を有し、年間50万人の集客を見込んでいるとした。

##### ルーヴル・アブダビ
2007年にルーヴル美術館は、2012年までにアラブ首長国連邦のアブダビにルーヴル美術館の別館を建設すると発表した。しかしながら建設は遅れており、開館は早くても2015年になるといわれている。フランスの文化・コミュニケーション相ルノー・ドヌデュー・ド・ヴァーブルと、アブダビ首長一族のシーク・スルターン・ビン・アール＝ナヒヤーンとの間に、新美術館に「ルーヴル」の名称を冠することを30年間許可する契約が結ばれ、8億3,200万の費用でアブダビに新たな美術館が創設されることとなった。ルーヴル・アブダビの設計者はフランス人建築家ジャン・ヌーヴェルで、ビューロー・ハッポルド社 (en:Buro Happold) が建設を担当し、2万4,000平方メートルの建設予定地に空飛ぶ円盤のようなドーム状の屋根を持つ建物となる予定である。フランス政府はルーヴル・アブダビとの間に、200点から300点の美術品を10年交代周期で貸し出す契約、専門的知識および助言を提供する契約、15年間にわたって年4回の展示会を開催する契約を締結している。ルーヴル・アブダビに展示される美術品は、ルーヴル美術館のほか、ポンピドゥー・センター、オルセー美術館、ヴェルサイユ宮殿、ギメ美術館、ロダン美術館、ケ・ブランリ美術館など、フランスの複数の美術館から集められる予定である。

#### 論争
ルーヴル美術館は、ナチス・ドイツが諸国から収奪した美術品と同じく、ナポレオン1世がヨーロッパ諸国から収奪した美術品に関する文化財の帰属問題で、さまざまな議論の中心となっている。ナチス・ドイツによるフランス占領の終了後、フランスから収奪されていた15万点以上の美術品のうち、6万1,233点がフランスへ返還され、「私有財産担当部局 (Office des Biens Privés)」の管轄となった。1949年までに所有者が現れなかった、絵画作品1,001点を含む美術品2,130点が「フランス美術館部局 (Direction des Musées de France)」に移管され、返還先が見つかるまで適切な保管に責任を持つと同時に、複数のフランス国立美術館が共同運営する「回収美術品保管部局 (Musees Nationaux Recuperation)」の管轄となった。これらの美術品のうち10%から35%については、ユダヤ人から略奪されたものだと考えられている。
所有者が分からなかったこれらの返還美術品が、1946年に一斉公開された。1950年から1954年にかけても、所有者であると名乗りを上げた人物が正当な権利を持っているかどうかを見極める目的で、再び一般公開された。その後も、所有者が現れなかった美術品の所蔵、および展示はルーヴル美術館など複数の美術館が実施している。1951年から1965年にかけて、37点の美術品が正当な所有者に返還されたが、1960年代の終わりには名乗り出る所有者が減少していき、美術館での一時保管品として分類されていった。1997年に首相アラン・ジュペが、社会問題相だったジャン・マッテオリ (en:Jean Mattéoli)を議長とする委員会を発足させ、この未返還美術品の調査を命じた。この調査の結果、ルーヴル美術館には未返還美術品が678点保管されていることが分かっている。

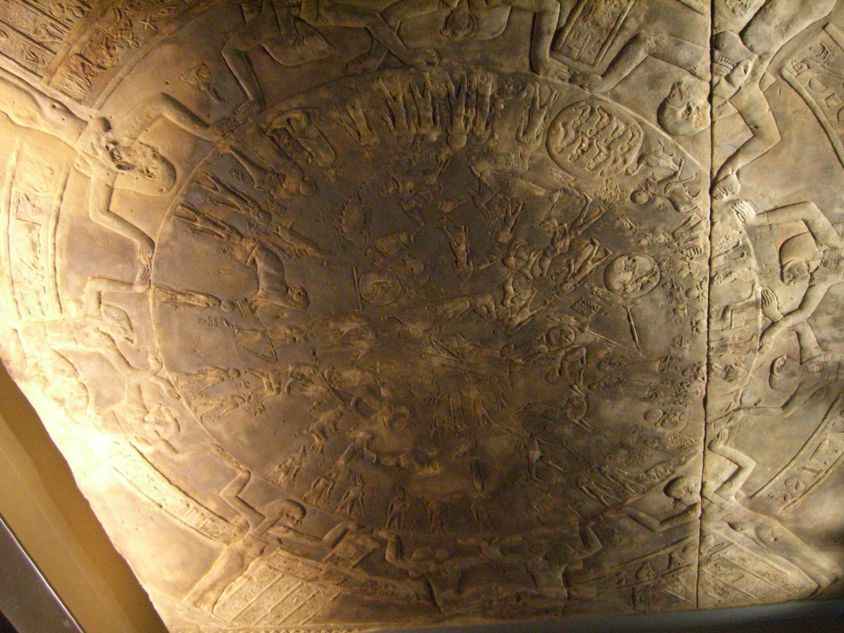
デンデラ神殿の天井を飾っていた浮彫彫刻『デンデラの黄道帯』。エジプトからの返還要求に、ルーヴル美術館は応じていない。

ナポレオン1世はヨーロッパ諸国に対して軍事行動を起こし、緒戦は勝利した。イタリアでは終戦条約に伴う賠償として、北ヨーロッパでは戦利品として美術品を略奪。エジプトでは発掘による出土品として古代美術品を手に入れた。ただし、エジプトの古代美術品の大部分は、1801年のナイルの海戦でイギリス海軍が勝利し、フランスから戦利品として没収している。『ロゼッタ・ストーン』など、これらのエジプト古代美術品は1803年に大英博物館に収蔵されたが、エジプトからイギリスに対して返還要求が出されている。エジプトの文化財輸出禁止法が制定された1835年以前である1821年にルーヴル美術館に収蔵された、デンデラ神殿の天井を飾っていた浮彫彫刻『デンデラの黄道帯 (en:Dendera zodiac)』も、エジプトからフランスへ返還要求がなされている。しかしながらルーヴル美術館は、入手は合法なものであるとしてエジプトからの返還要求を拒否している。文化、教育などを担当する国際連合の機関ユネスコには「文化財の原保有国への返還促進政府間委員会」が存在し、ルーヴル美術館もこの活動に参加している。この活動の一環として、2009年にルーヴル美術館から5点のフレスコ画断片がエジプトへ返還された。これらの断片は数年前にルーヴル美術館が2箇所のプライベート・コレクションから正当な形で購入した美術品だったが、「フランス博物館コレクション学術委員会 (en:Commission scientifique nationale des collections des musées de France)」が「価値が低い (déclassement)」と評価したものだった。

## コレクション
Category:ルーヴル所蔵品も参照
ルーヴル美術館には38万点以上の美術品が収蔵されており、そのうち3万5,000点ほどが8部門（「古代エジプト美術部門」「古代オリエント美術部門」「古代ギリシア・エトルリア・ローマ美術部門」「イスラム美術部門」「彫刻部門」「工芸品部門」「絵画部門」「素描・版画部門」）に分類されて展示されている。

### 古代エジプト美術部門

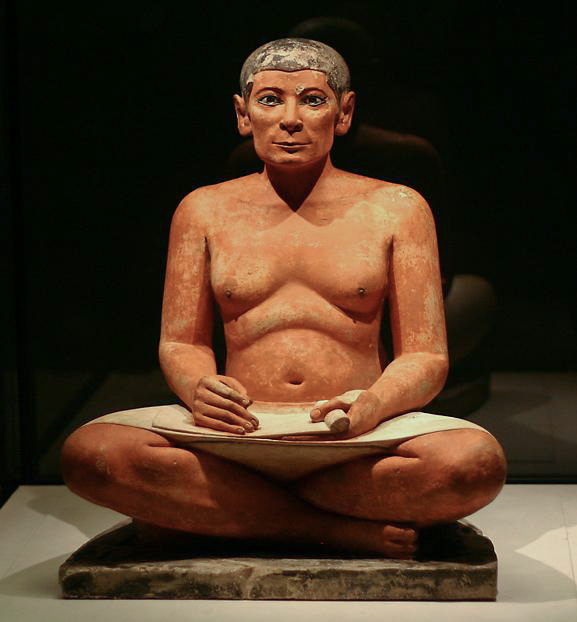
エジプトのサッカラから出土した『書記座像』。石灰岩と化粧漆喰による彫刻で、紀元前2600年から2350年ごろの作品と考えられている。

古代エジプト美術部門には、ナイル川流域に発展した文明の、紀元前4000年から4世紀にわたる5万点以上の美術品が所蔵されている。エジプト美術コレクションとしては世界最大規模であり、古代、中王国時代、新王国時代、初期キリスト教時代（コプト美術）、ローマ属州時代、プトレマイオス王国時代、ビザンティン帝国時代の美術品が網羅されている。この部局の原点は王室コレクションまでさかのぼることができるが、ナポレオン1世の1798年のエジプト遠征でコレクションが大きく発展したものである。このときのエジプト遠征には、のちに初代ルーヴル美術館館長となるドミニク・ヴィヴァン (en:Dominique Vivant) も同行していた。その後、ジャン＝フランソワ・シャンポリオンが『ロゼッタ・ストーン』を解読すると、フランス王シャルル10世が古代エジプト専門部局の創設を命じた。シャンポリオンは、エドム・アントワーヌ・デュラン、ヘンリー・ソルト (en:Henry Salt (Egyptologist))、ベルナルディーノ・ドロヴェッティ (en:Bernardino Drovetti) が収集したコレクションの購入を進言し、これらのコレクションから7,000点あまりのエジプト美術品が所蔵品に加えられた。さらに、エジプト考古学博物館の基礎を作ることになるフランス人考古学者オギュスト・マリエットによって、エジプト美術品の所蔵数は増大していった。マリエットは、エジプトのメンフィスで発掘調査を行い、『書記座像 (en:The Seated Scribe)』などの出土品を、ルーヴル美術館へと送りだした。
エジプト美術品は20以上の展示室で公開されている。美術品のほかに、パピルスの巻物、ミイラ、工具、衣服、宝石、遊戯盤、楽器、武器なども展示されている。古代エジプトの所蔵品では『ゲベル・エル・アラクの短刀 (en:Gebel el-Arak Knife)』『書記坐像』『ジェドエフラー王スフィンクスの頭部』などが有名である。中王国時代の美術品は「金細工と彫像」で知られ、それまでの写実的表現から理想化表現へと移行していった。この様式の好例として、片岩製の『アメンエムハトアンクの彫像』、木製の『供物を運ぶ女性』などがある。新王国時代、初期キリスト教時代では、女神ネフティスの彫像や、女神ハトホルの石灰岩彫刻などが、この時代の様式をよく表している。

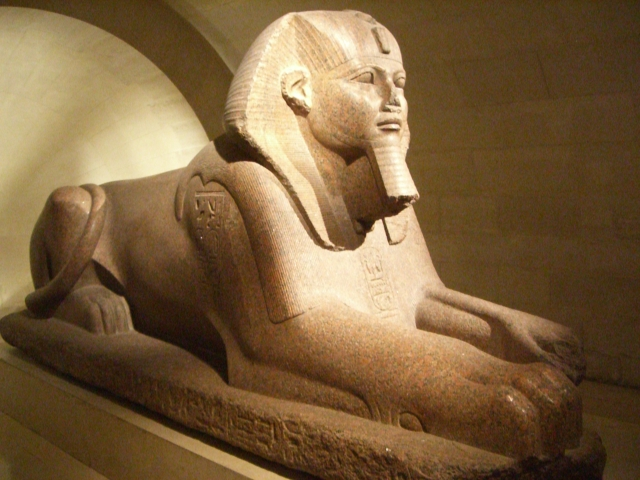
『タニスの大スフィンクス』、アメン・ラー神殿旧所在、年代不詳
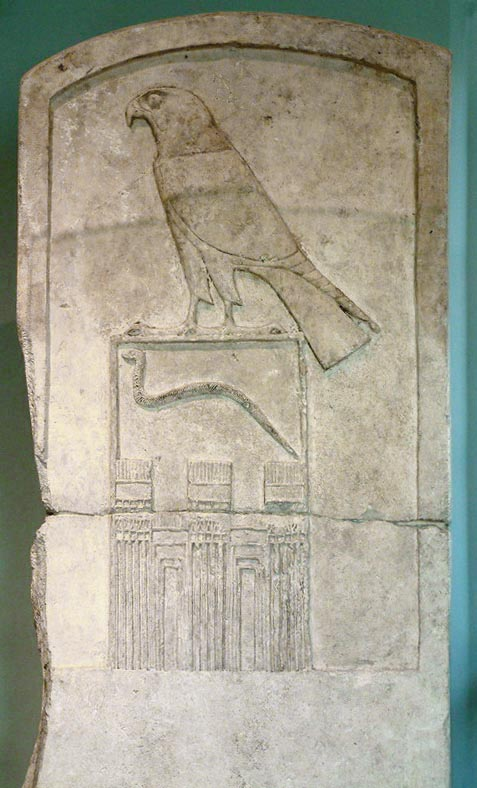
『蛇王のステラ』、第1王朝、紀元前3000年ごろ
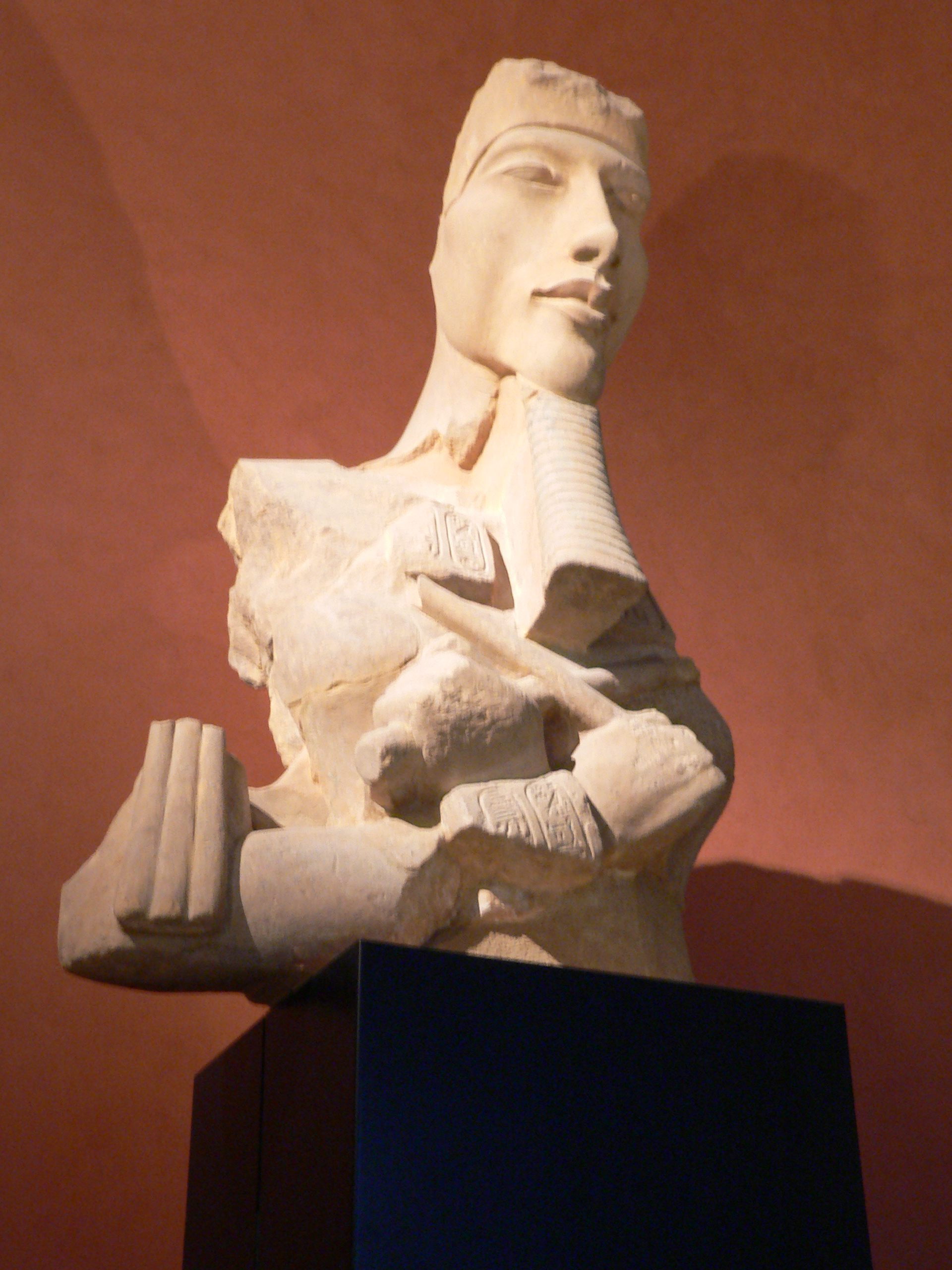
『アメンヘテプ4世』、第18王朝、紀元前1350年ごろ
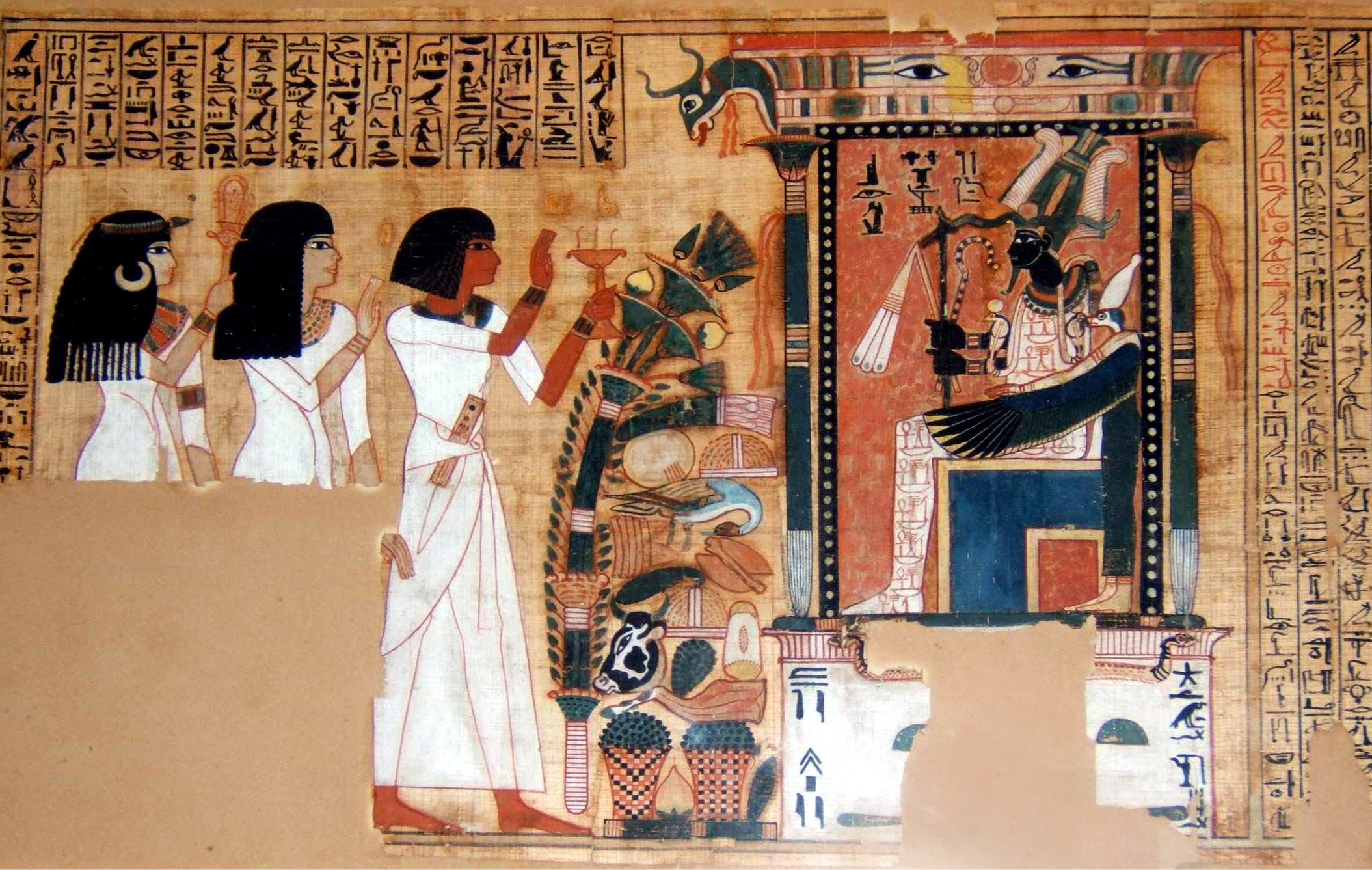
『ネブケドの死者の書』、第18王朝、紀元前1550 - 1295年ごろ

### 古代オリエント美術部門

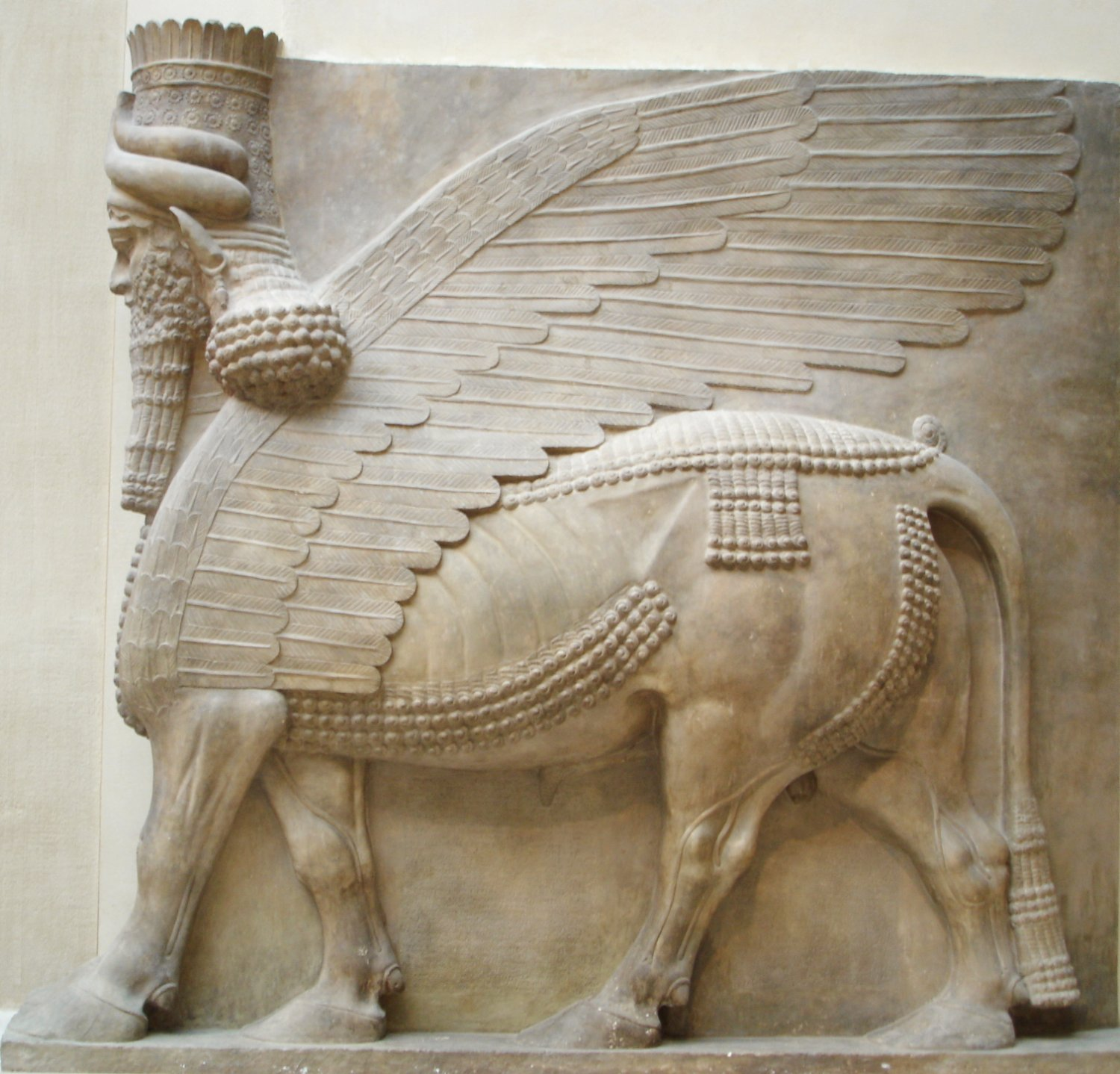
石灰岩レリーフ『有翼人面牡牛像』。アッシリア帝国、紀元前8世紀。

古代オリエント美術部門は、1881年に創設された二番目に新しい部局で、イスラム教普及前の古代オリエント文明の美術品が収蔵されている。古代オリエント美術部門は、ユーフラテス川西側地域（キプロス、レヴァント、アナトリア半島、アラビア半島、北アフリカ）、古代メソポタミア、ペルシアの三地域別に細分化されている。古代オリエント美術のコレクションが充実したのは、フランス人学者ポール＝エミール・ボッタによる、1843年のドゥル・シャルキン発掘調査、アッシリア王サルゴン2世の王宮発見とほぼ同時期に当たる。この遺跡からの出土品が、古代オリエント美術部門の前身である「アッシリア美術館」の基礎となった。
古代オリエント美術部門では、初期メソポタミア文明ともいわれるシュメール文明の美術品と、アッカド帝国の出土品であるラガシュ王国王子の碑文『禿げ鷹の碑 (en:Stele of the Vultures)』（紀元前2,450年頃）、アッカド王ナラム・シンの戦勝記念碑などが展示されている。1901年に発見された、高さ2.25メートルの閃緑岩に古代バビロニアの「ハンムラビ法典」が楔形文字で刻まれた石碑も有名である。紀元前18世紀のマリ王国王宮壁画 (en:Investiture of Zimri-Lim) や、紀元前25世紀の『エビフ・イルの像』も、この古代オリエント美術部門の展示室で公開されている。
古代ペルシアの所蔵品では、『射手のフリーズ』などが有名である。ペルセポリスからの貴重な出土品も所蔵されており、2005年にイギリスで開かれた古代ペルシア展で公開するために、大英博物館に貸し出されたこともある。

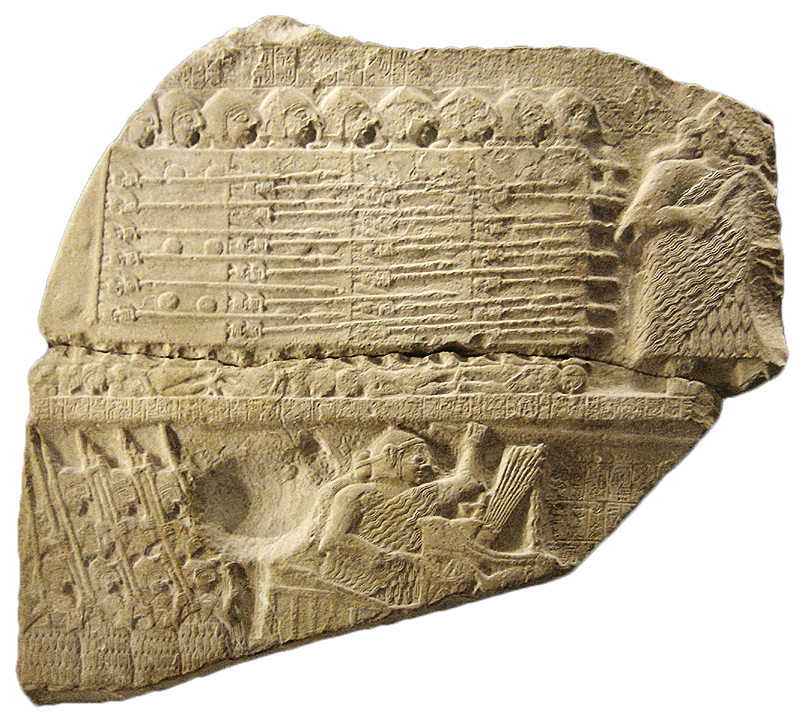
『禿げ鷹の碑』、ラガシュ王国、紀元前2660年 - 2330年ごろ
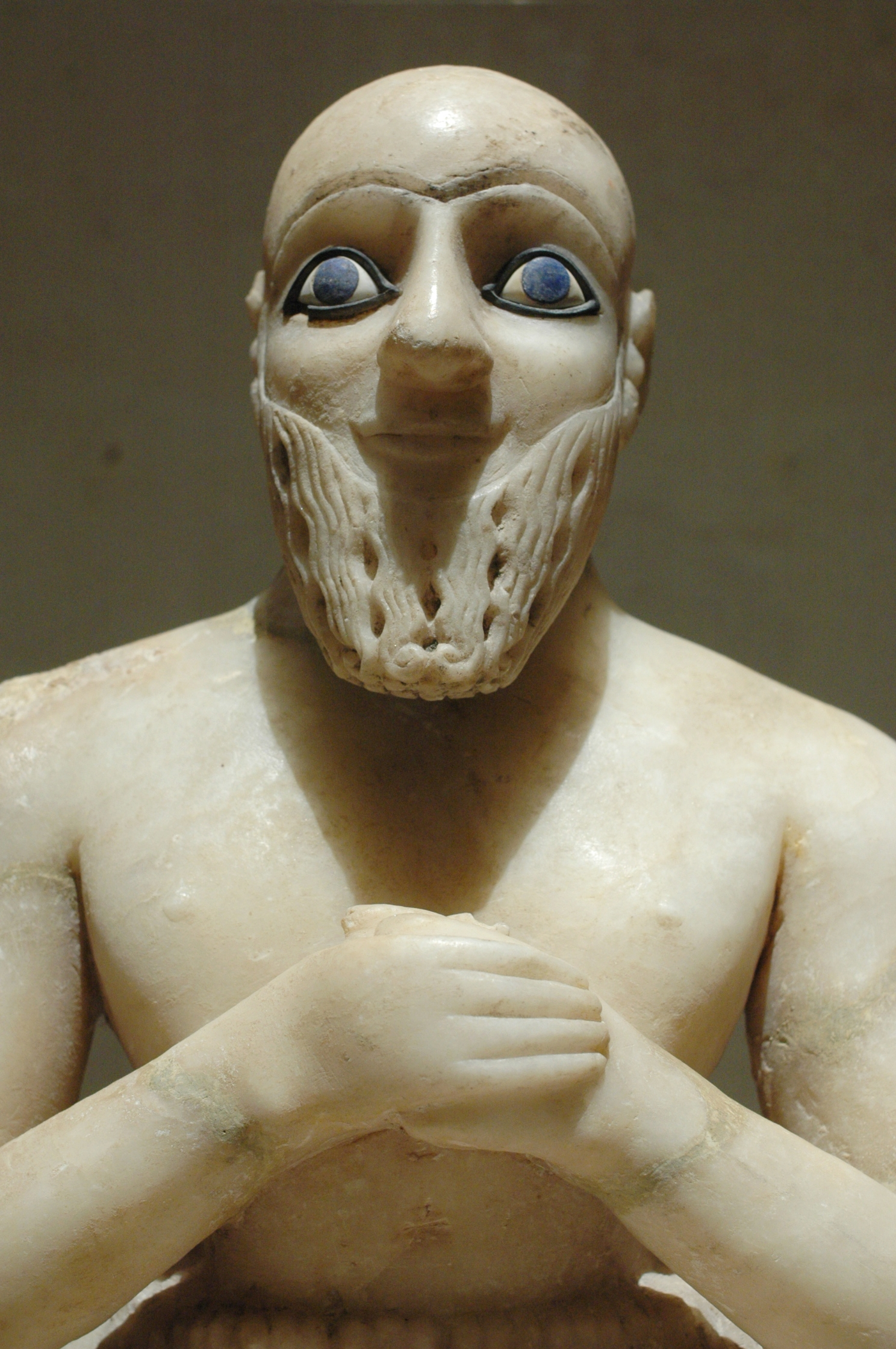
『代官エビフ・イル像』、アラバスター製、マリ王国、紀元前2500年ごろ
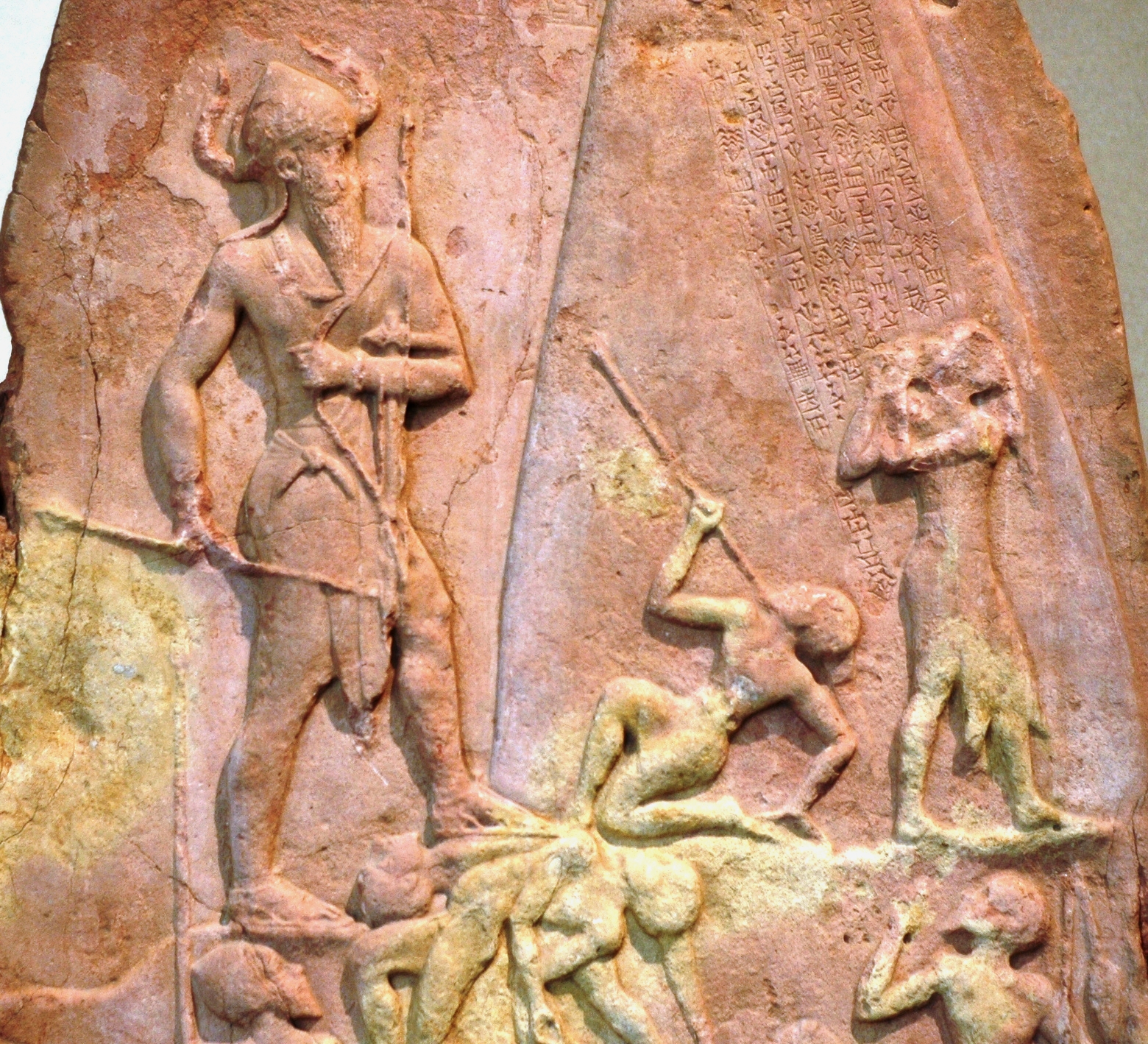
ナラム・シンの戦勝碑、アッカド時代、紀元前2254年 - 2218年
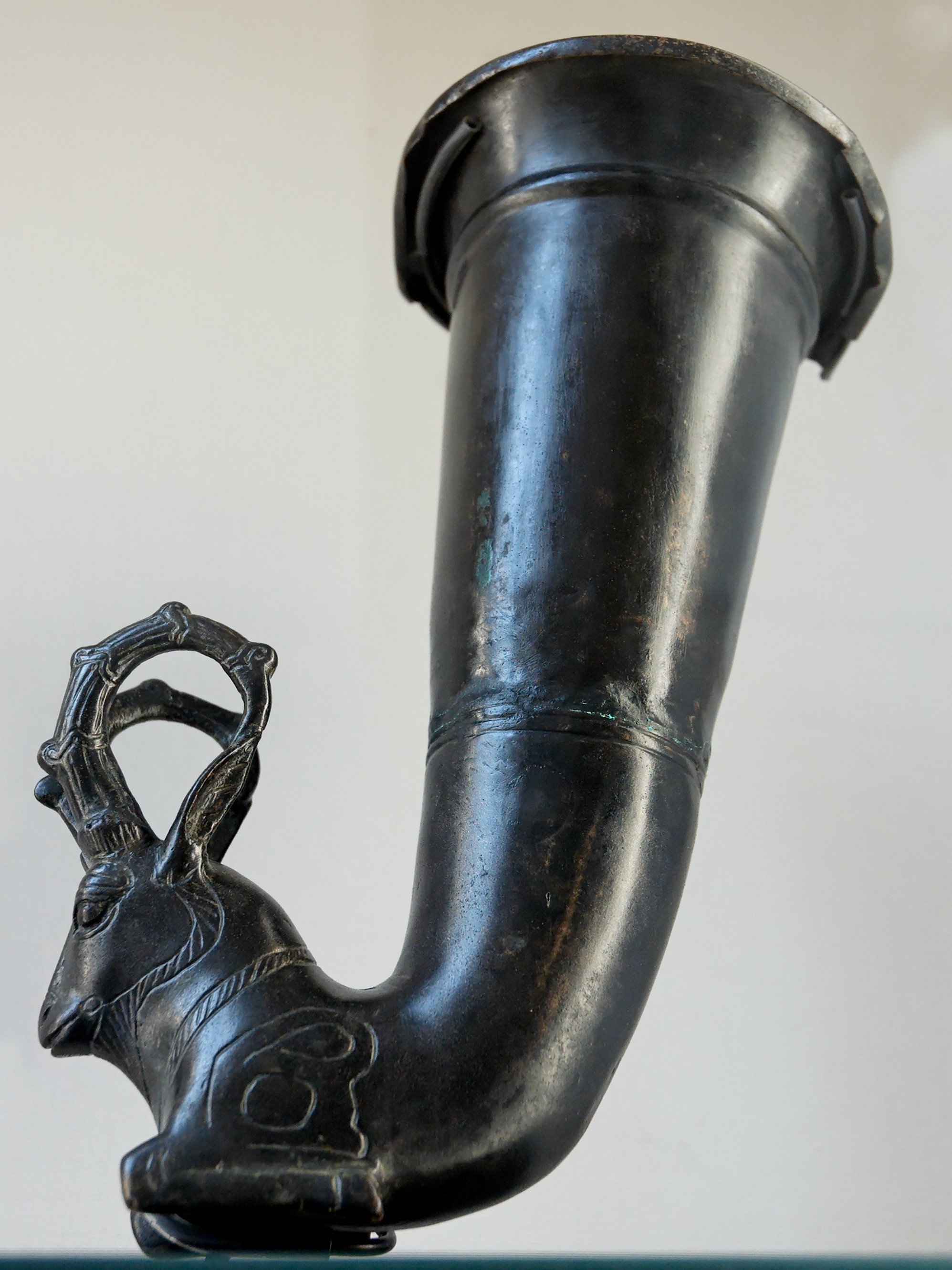
アイベックスの角でできた角杯、古代ペルシア、紀元前600年 - 300年

### 古代ギリシア・エトルリア・ローマ美術部門

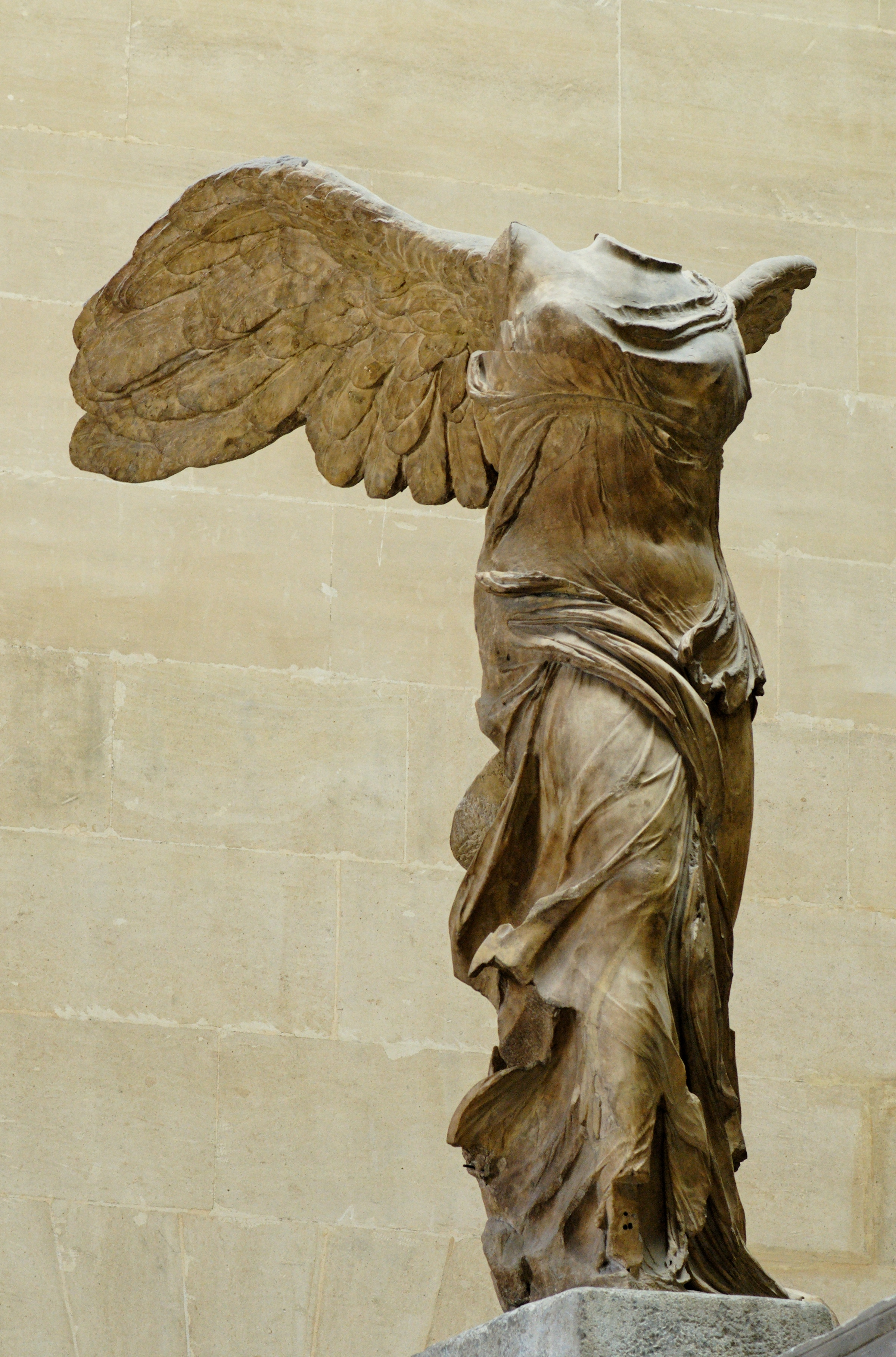
大理石彫刻『サモトラケのニケ』（紀元前190年ごろ）

古代ギリシア・エトルリア・ローマ美術部門は、新石器時代から6世紀までの、地中海沿岸地方の美術品を収蔵している。時代区分としてはキクラデス文明からローマ帝国衰退までとなる。古代ギリシア・エトルリア・ローマ美術部門は、ルーヴル美術館でも最古の部局のひとつで、所蔵品が王室コレクションだった時代までさかのぼることができ、フランス王フランソワ1世が購入した美術品も含まれている。コレクション初期には『ミロのヴィーナス』や『ベルヴェデーレのアポロン (en:Apollo Belvedere)』のような、大理石彫刻の収集に重点が置かれていた。『ベルヴェデーレのアポロン』は、ナポレオン1世がヴァチカンから押収したものだったが、ナポレオンが失脚した1815年にヴァチカンへと返還されている。19世紀になってから、デュラン・コレクションやフランス国立図書館から、『ボルゲーゼの壺 (en:Borghese Vase)』のような大理石彫刻や銅像などを購入している。古代ギリシア・アルカイック期の収蔵品には、宝飾品、『オーセールの婦人 (en:Lady of Auxerre)』（紀元前640年ごろ）や『サモスのヘラ』（紀元前570年 - 560年ごろ）のような石灰岩彫刻がある。紀元前4世紀以降の収蔵品は、『ボルゲーゼの剣闘士 (en:Borghese Gladiator)』に代表されるような、人体を写実的に再現した彫刻が多くなっている。また、ルーヴル美術館には『サモトラケのニケ』（紀元前190年ごろ）や『ミロのヴィーナス』のような、古代美術の象徴ともいえるヘレニズム期の名作が所蔵されている。

長大なカンパーナ・ギャラリーには、1,000点を超えるギリシア陶器の一大コレクションが展示されている。セーヌ川沿いのドゥノン翼の各展示室には数多くの古代ローマ彫刻が展示されている。肖像彫刻のコレクションも有名で、アグリッパやマルクス・アンニウス・ウェルスらの大理石彫刻、『ピオンビーノのアポロン (en:Apollo of Piombino)』などのブロンズ像が知られている。

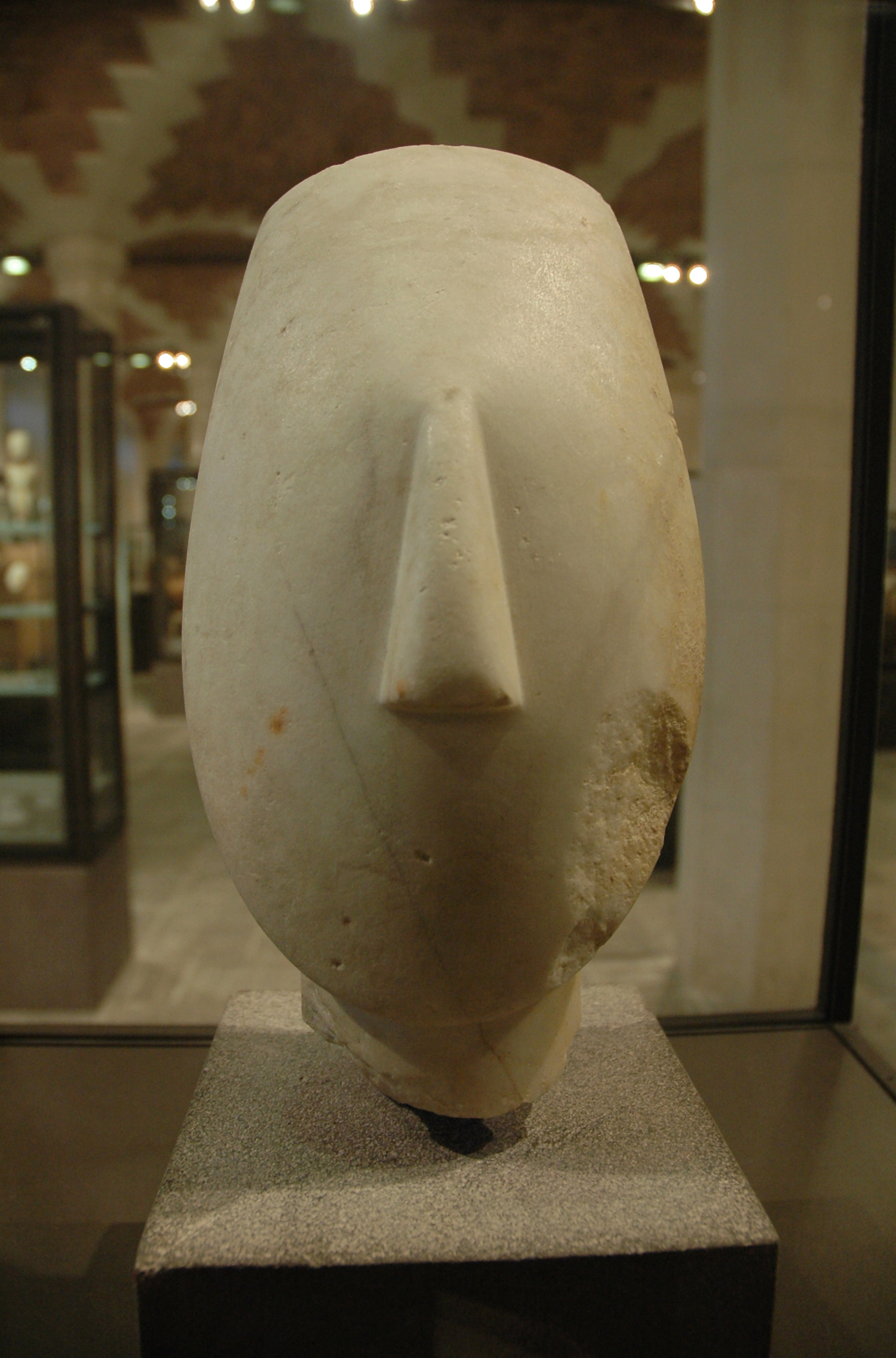
『腕を組んだ偶像型の女性像の頭部』、紀元前2700年 - 2300年ごろ（ギリシア）
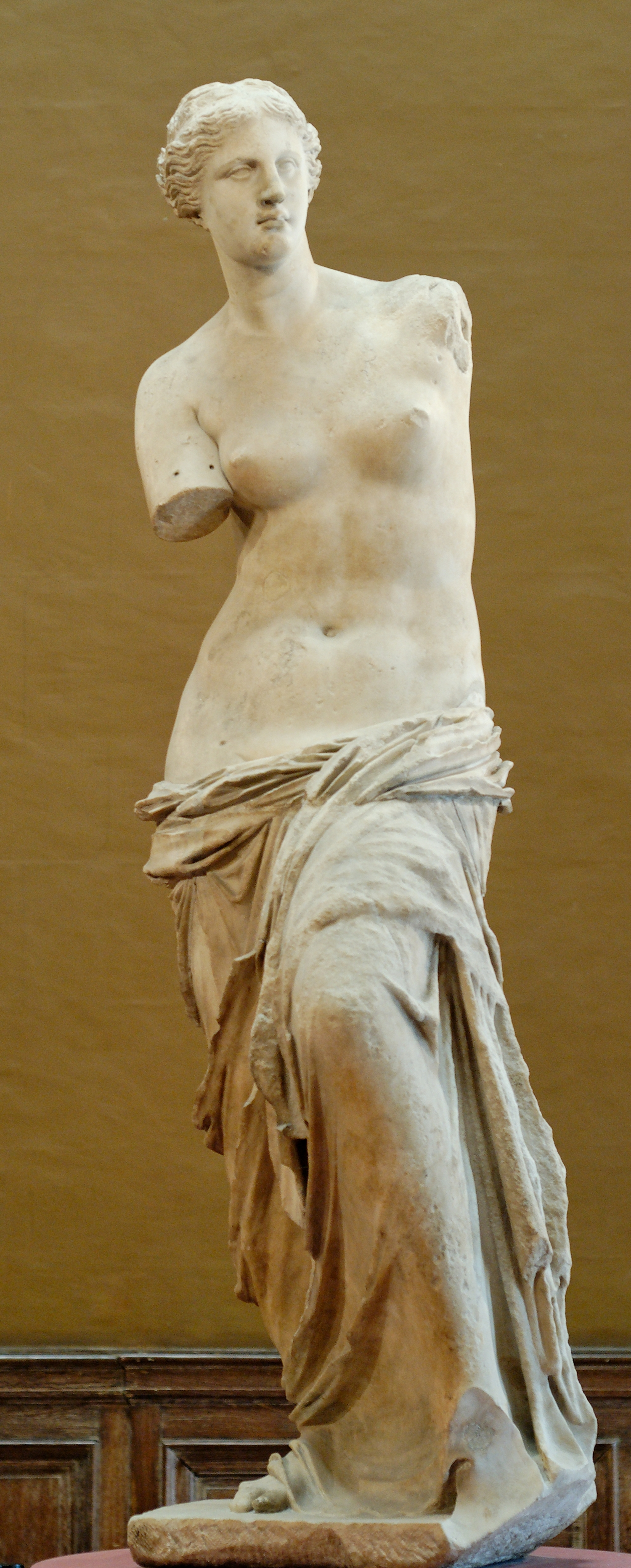
『ミロのヴィーナス』、紀元前130年ごろ（ギリシア）
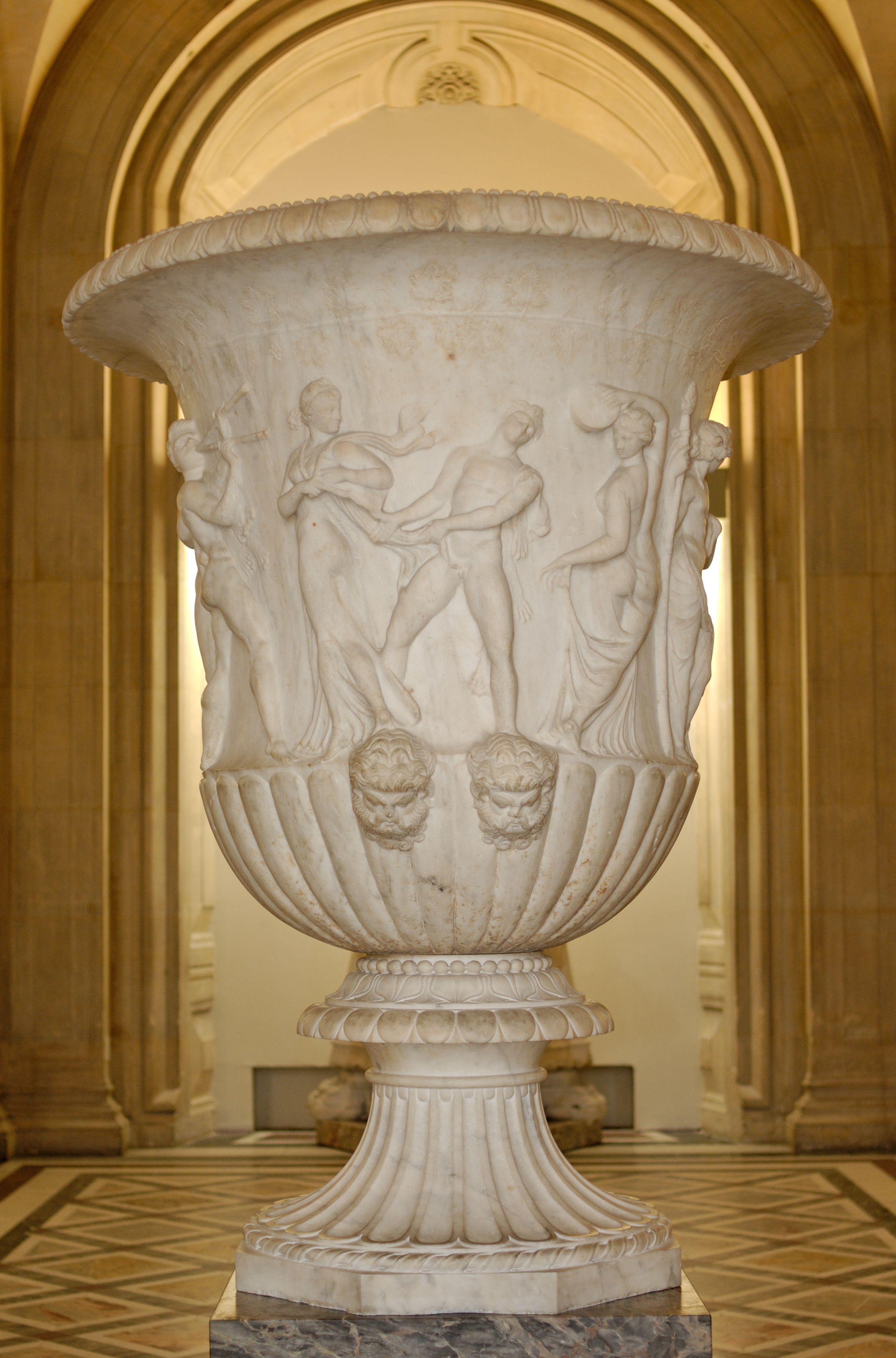
『ボルゲーゼの壷』、紀元前（ギリシア）
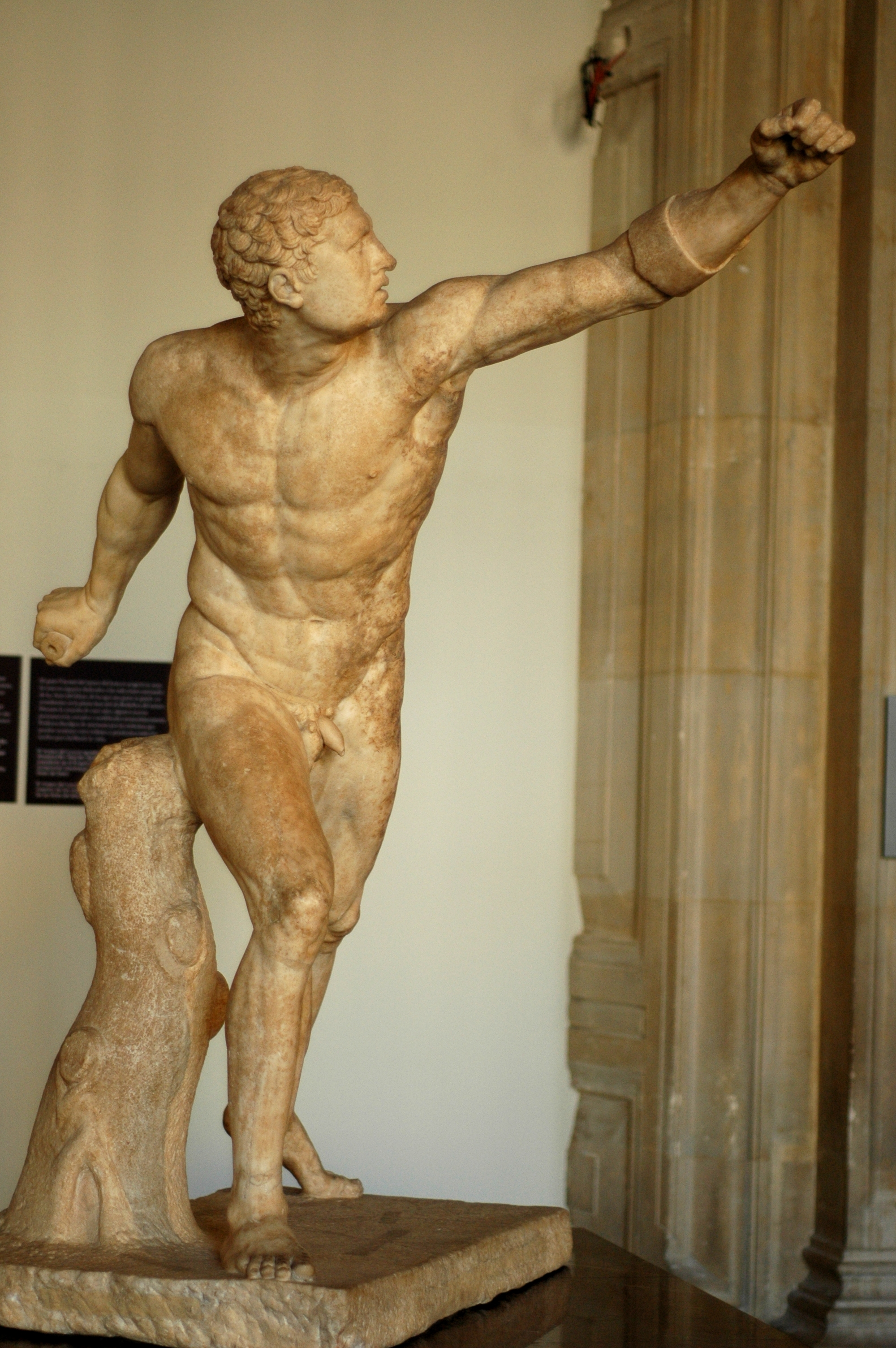
『ボルゲーゼの剣闘士』、紀元前100年ごろ（ギリシア）
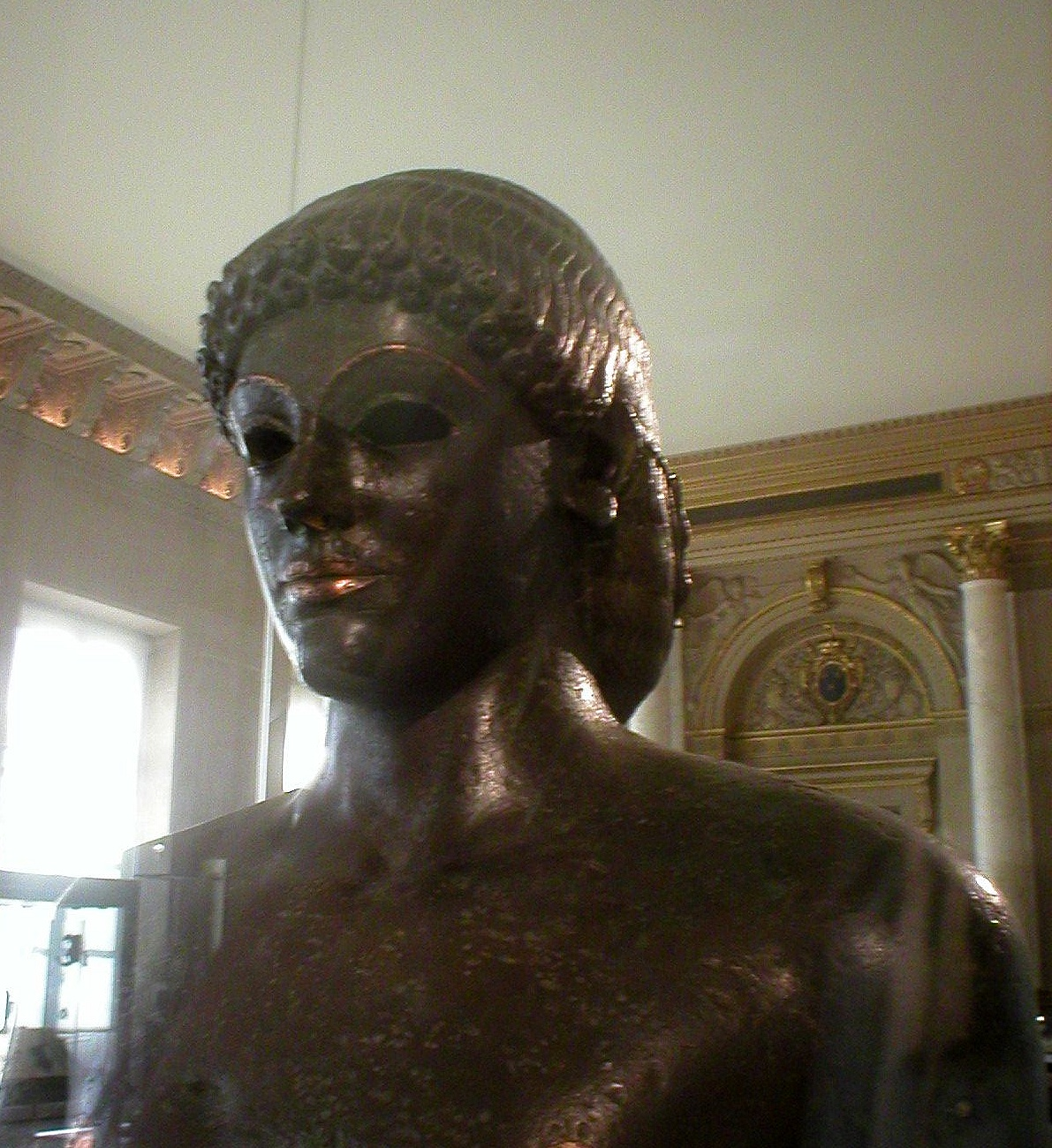
『ピオンビーノのアポロン』、紀元前1世紀（エトルリア）
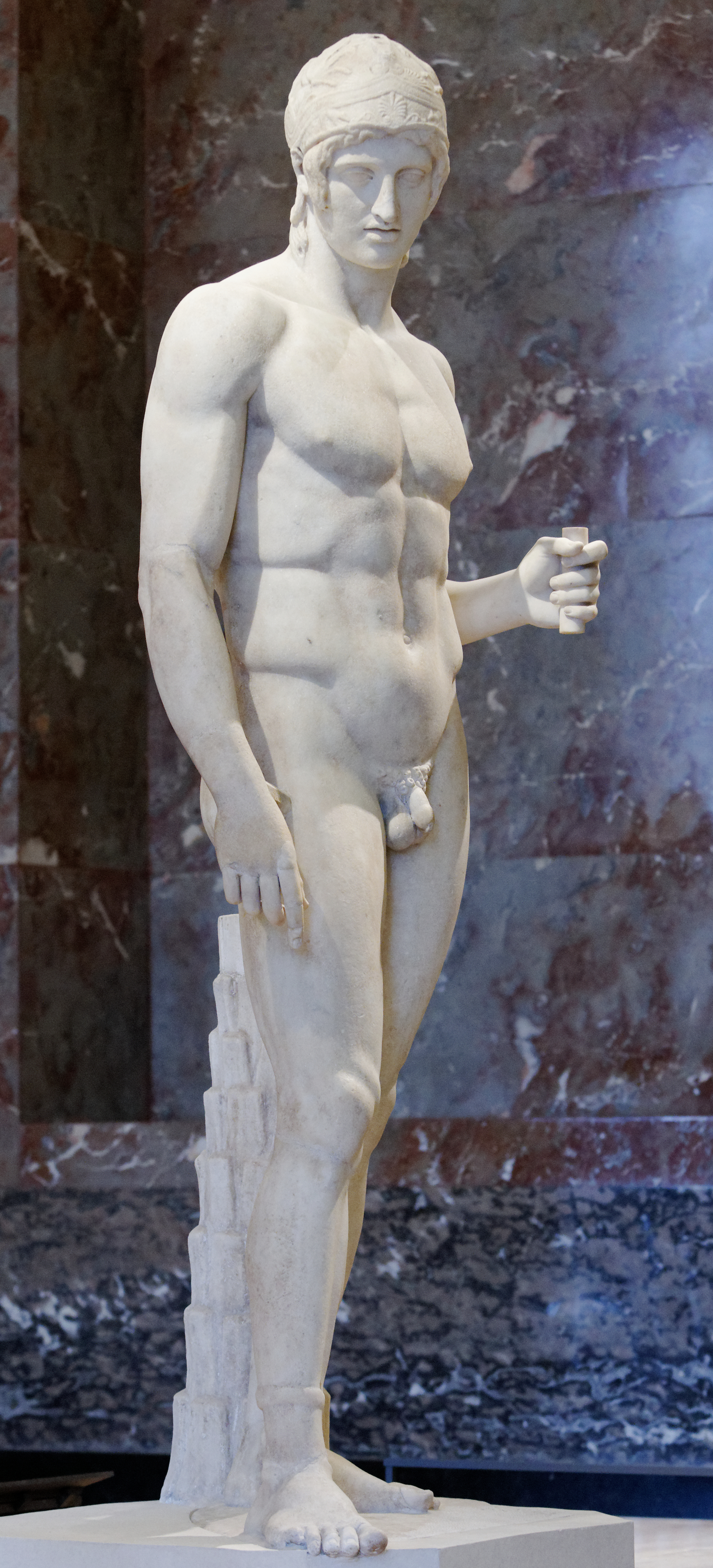
『ボルゲーゼのアレス』、紀元前430年ごろのアルカメネス原作、紀元前1世紀ごろのローマン・コピー

### イスラム美術部門

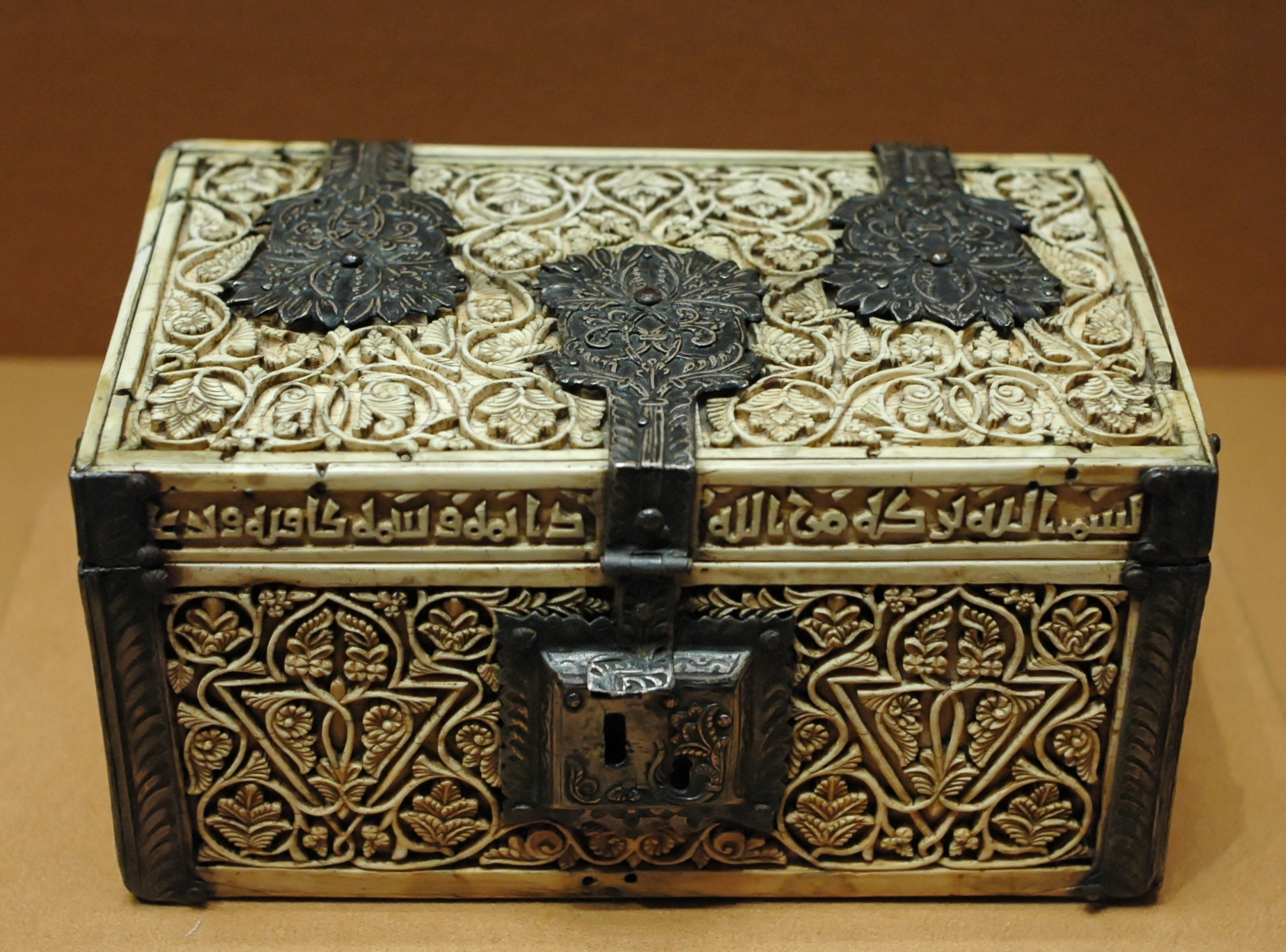
象牙と銀の宝石箱、966年。

2003年に創設されたイスラム美術部門は、ルーヴル美術館ではもっとも新しい部門で「13世紀にわたる三つの大陸」の美術品が収蔵されている。コレクションには、陶磁器、ガラス工芸品、金属工芸品、木製品、象牙工芸品、絨毯、織物、ミニアチュールなど、5,000点以上の美術品が含まれている。イスラム美術部門はもともと工芸部門の一部だったが、2003年に独立した部局として新設された。アンダルシア由来の『アル＝ムギラの銘のある小箱』（968年）と呼ばれる象牙の筒状の箱や、『サン・ルイの洗礼盤』（13世紀から14世紀ごろ、マムルーク朝）と呼ばれる金属製のボウル、イラン由来の『サン＝ジョスの屍衣』などが有名な収蔵品となっている。ほかに、ペルシア語で書かれたフェルドウスィーの『シャー・ナーメ』3ページ分なども有名である。

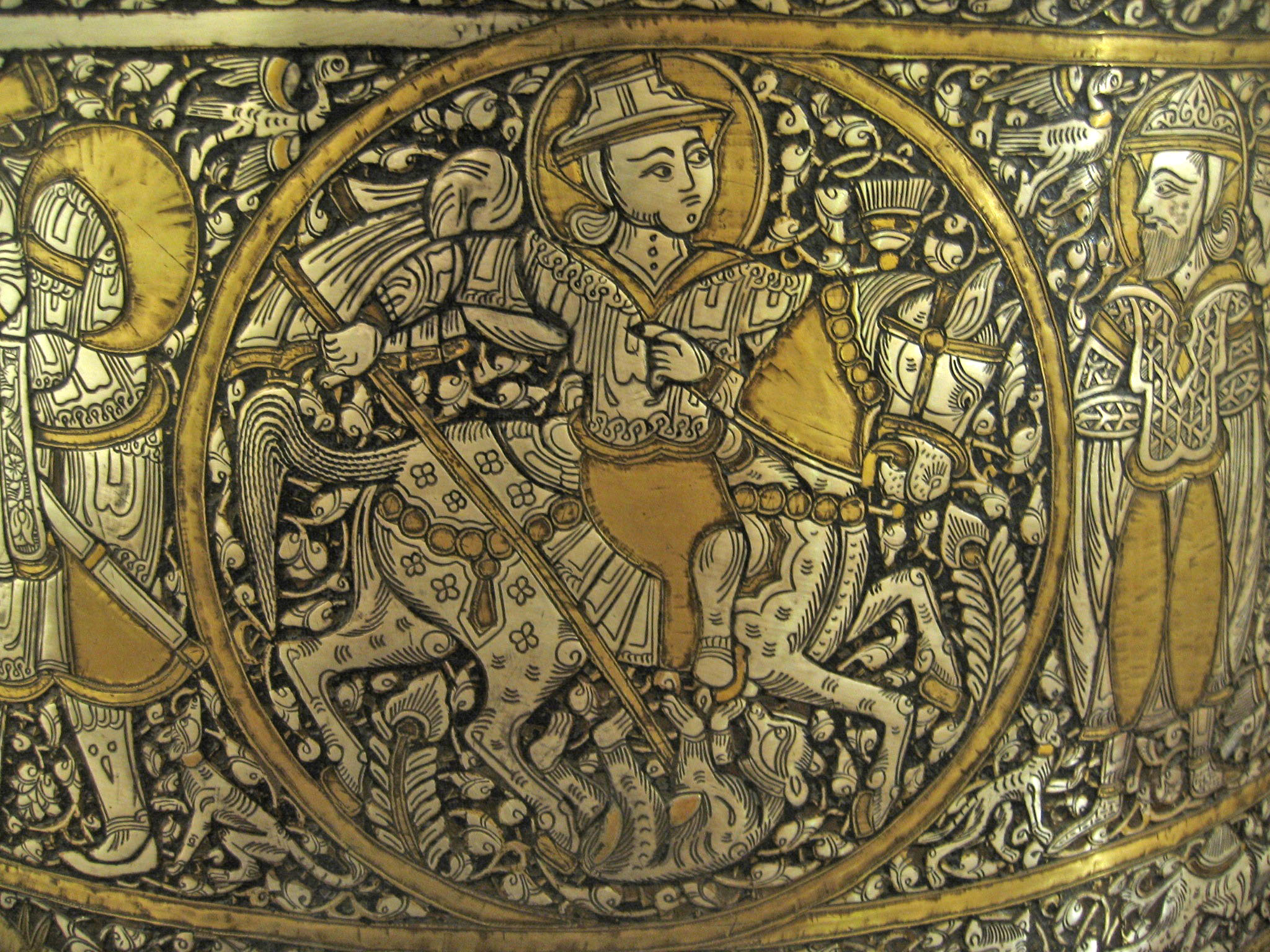
『サン・ルイの洗礼盤』、真鍮に金・銀等象嵌、13 - 14世紀、シリアまたはエジプト
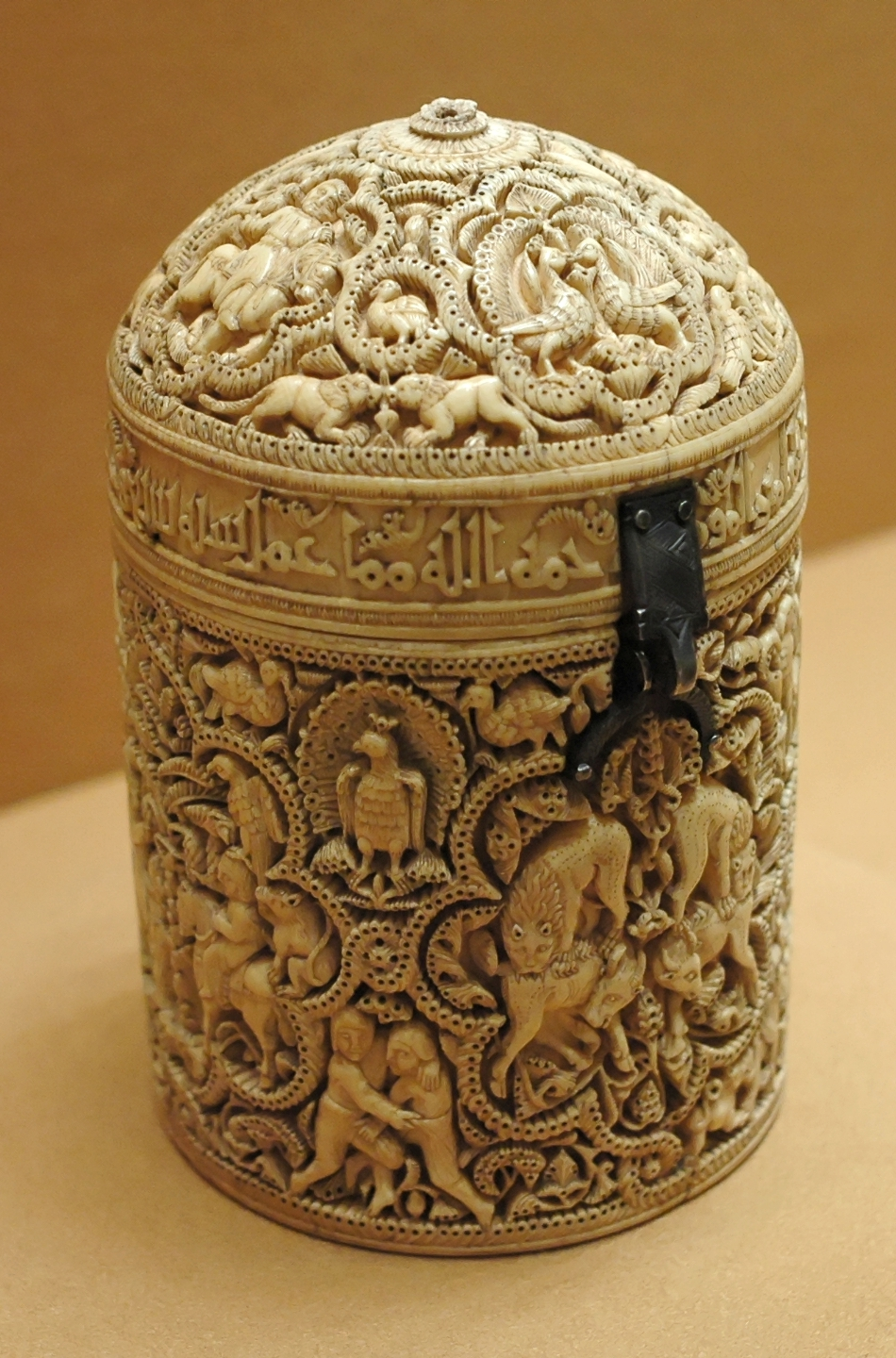
『アル＝ムギラの銘のある小箱』 、象牙製、968年、コルドバ (スペイン)（スペイン）en:Pyxis of al-Mughira
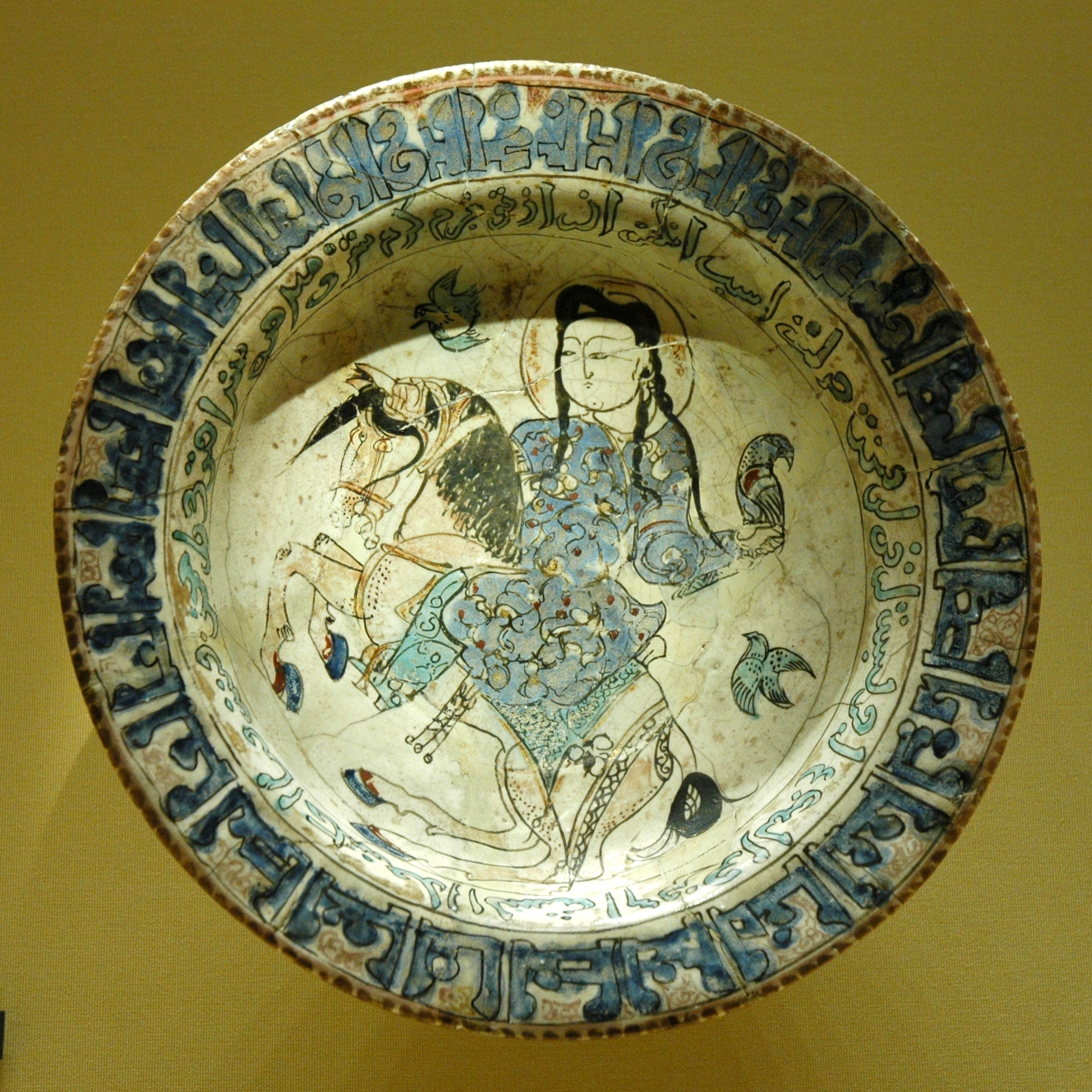
『騎馬の鷹匠の皿』、13世紀、カシャーン（イラン）
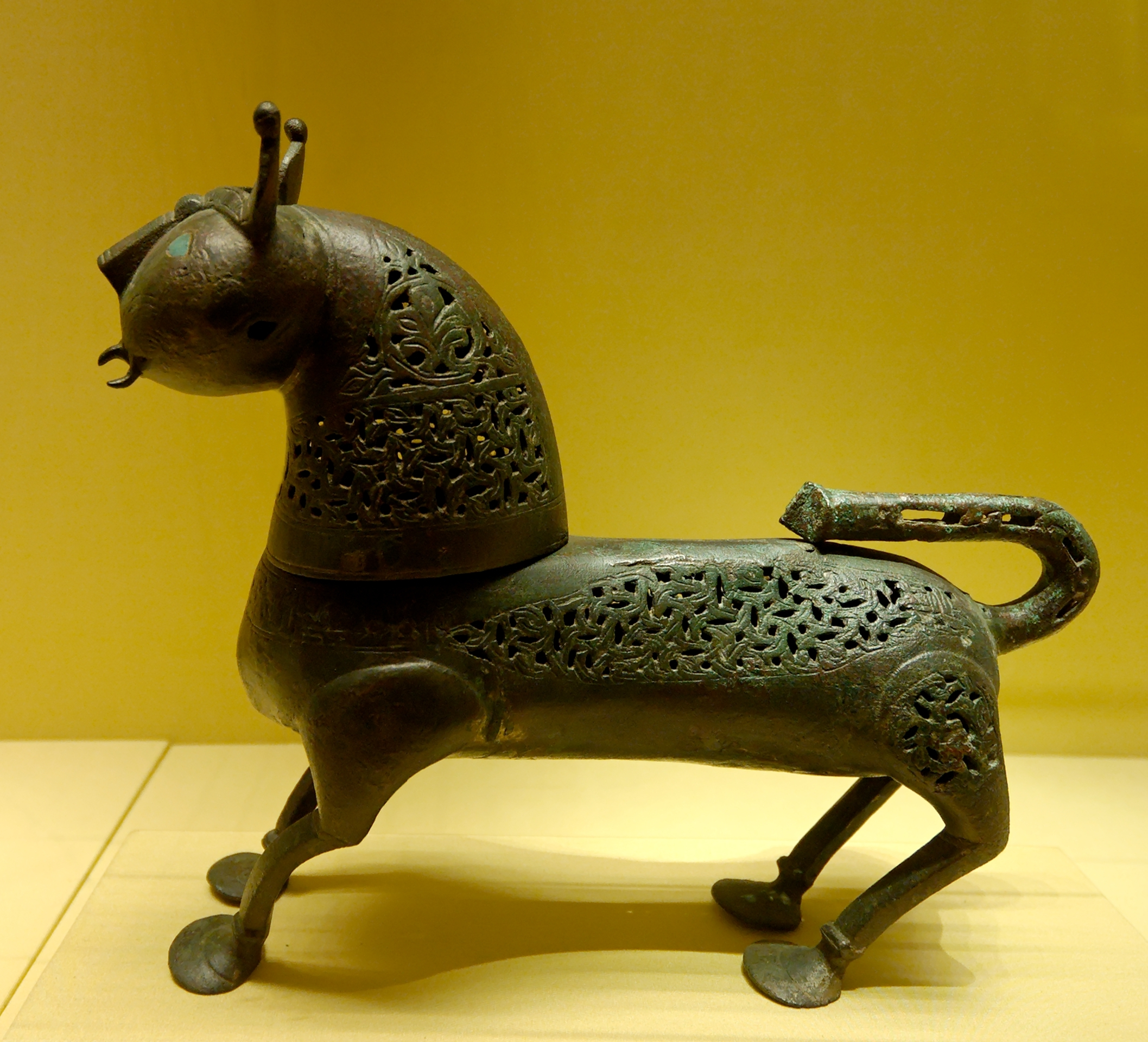
『獅子の香炉』、11 - 12世紀、セルジューク朝

### 彫刻部門

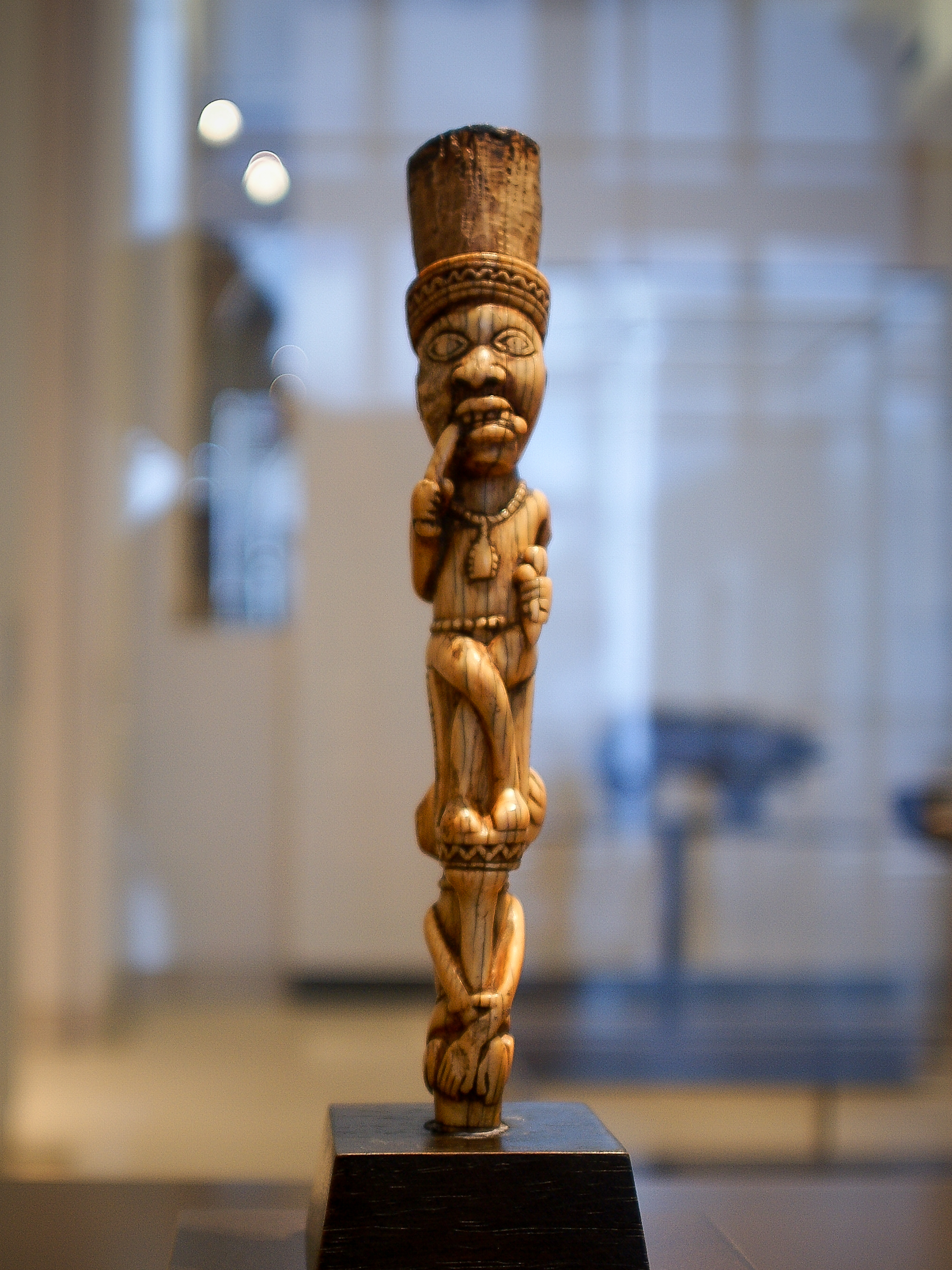
ヨンベ語族の彫刻（19世紀）

彫刻部門には、古代ギリシア・エトルリア・ローマ美術部門に属さない、1850年以前の彫刻が収蔵されている。ルーヴル美術館が、いまだルーヴル宮殿として使用されていた時代から彫刻の収集は開始されていたが、ミケランジェロの『瀕死の奴隷』と『抵抗する奴隷』を除いて、1824年までは古代彫刻しか公開されていなかった。ルーヴル美術館開設当時には100点ほどの彫刻しかなく、ほかの王室コレクションの彫刻の多くはヴェルサイユ宮殿に移設されていた。その後も彫刻コレクションはほとんど増加することはなかったが、1847年にレオン・ラボルデが彫刻部門の責任者に任命されると、コレクションの数は徐々に増えていった。ラボルデは中世の彫刻を収集する部門を設置し、『キルデベルデ1世像』『スタンガの扉』などの彫像、彫刻を購入していった。彫刻部門は、もともとは工芸部門の一部局だったが、フランス美術品のコレクションを推進していた館長ルイ・クラジョが、1871年に自治裁量権を与えている。1986年に1850年以降の彫刻は、新設されたオルセー美術館へと移された。「大ルーヴル計画」によって、彫刻部門の収蔵品の展示場所が、フランス彫刻を展示するリシュリュー翼と、フランス以外の彫刻を展示するドゥノン翼に分けられた。
ロマネスク様式のフランス彫刻には『獅子の穴の中のダニエル』（11世紀）や『オーヴェルニュの聖母』（12世紀）などが所蔵されている。16世紀にはルネサンスの抑制表現の影響がフランス彫刻にも表れ始め、ジャン・グージョンの浮彫や、ジェルマン・ピロン (en:Germain Pilon) の『十字架降下』や『キリスト復活』などにその影響を見ることができる。17世紀から18世紀のフランス彫刻として、エティエンヌ＝モーリス・ファルコネ (en:Étienne Maurice Falconet) の『水浴する女』や、フランソワ・アンギエ (en:François Anguier) の『オベリスク』などがある。新古典様式の彫刻には、アントニオ・カノーヴァの『キューピッドの口づけに目覚めたプシュケ』（1793年）がある。

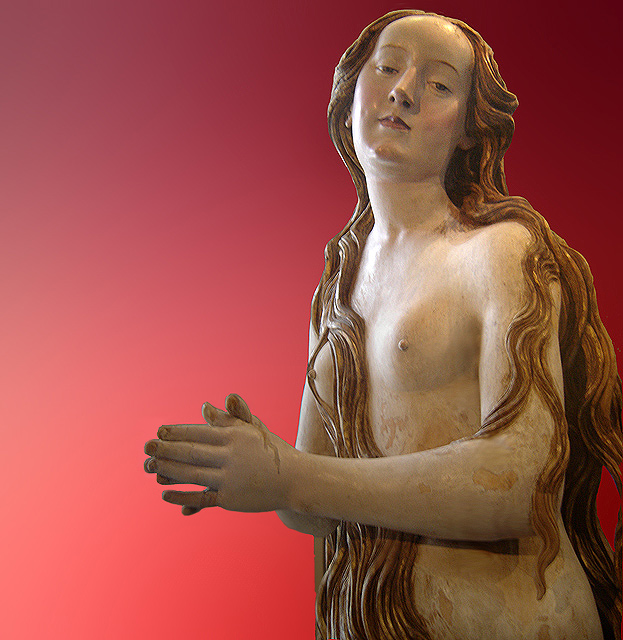
『聖マグダラのマリア』（グレゴール・エアハルト作）、1515 - 1520年ごろ
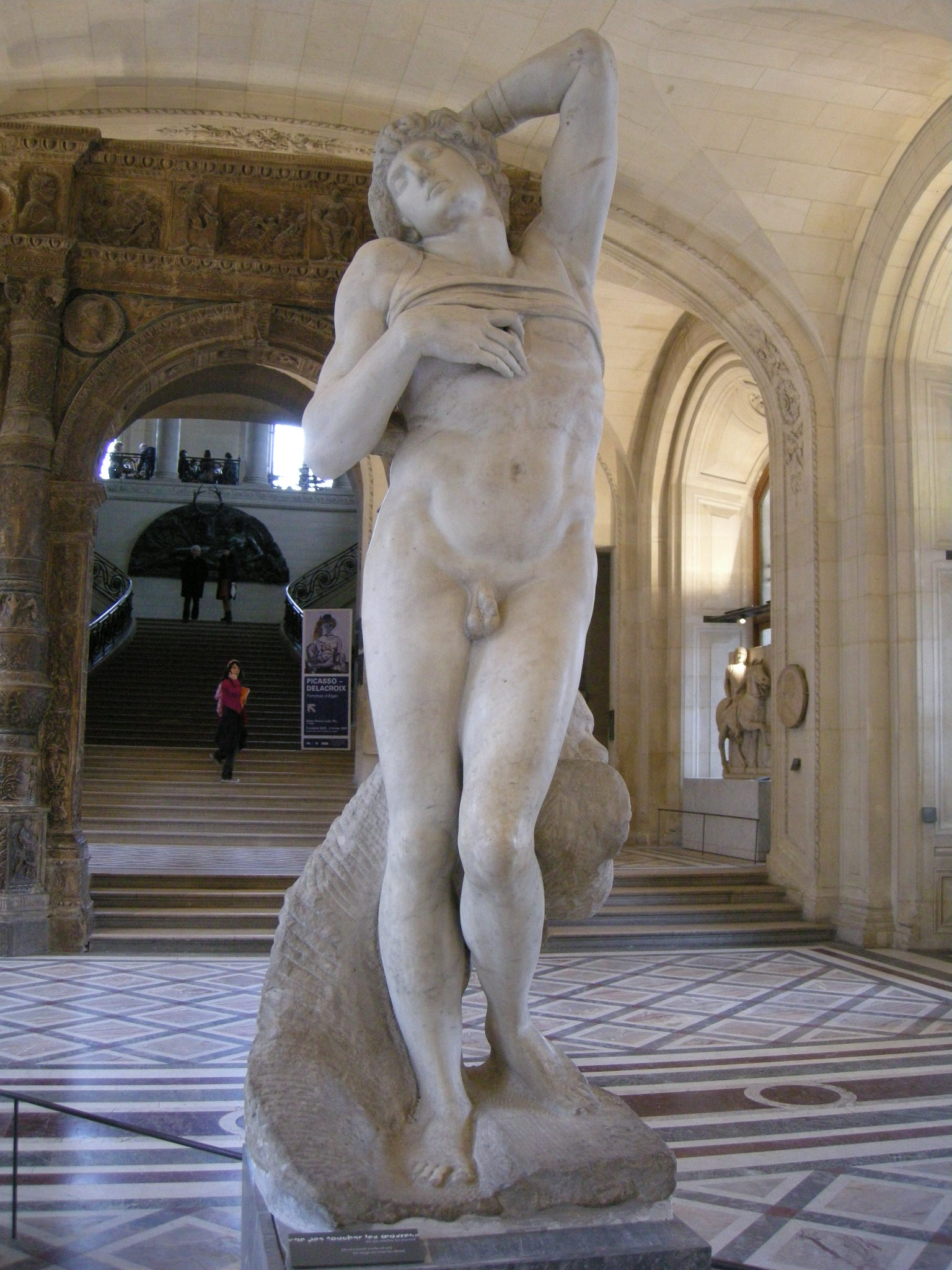
『瀕死の奴隷』（ミケランジェロ作）1513 - 1515年
『アモルの接吻で蘇るプシュケ』（アントニオ・カノーヴァ作）、1793年
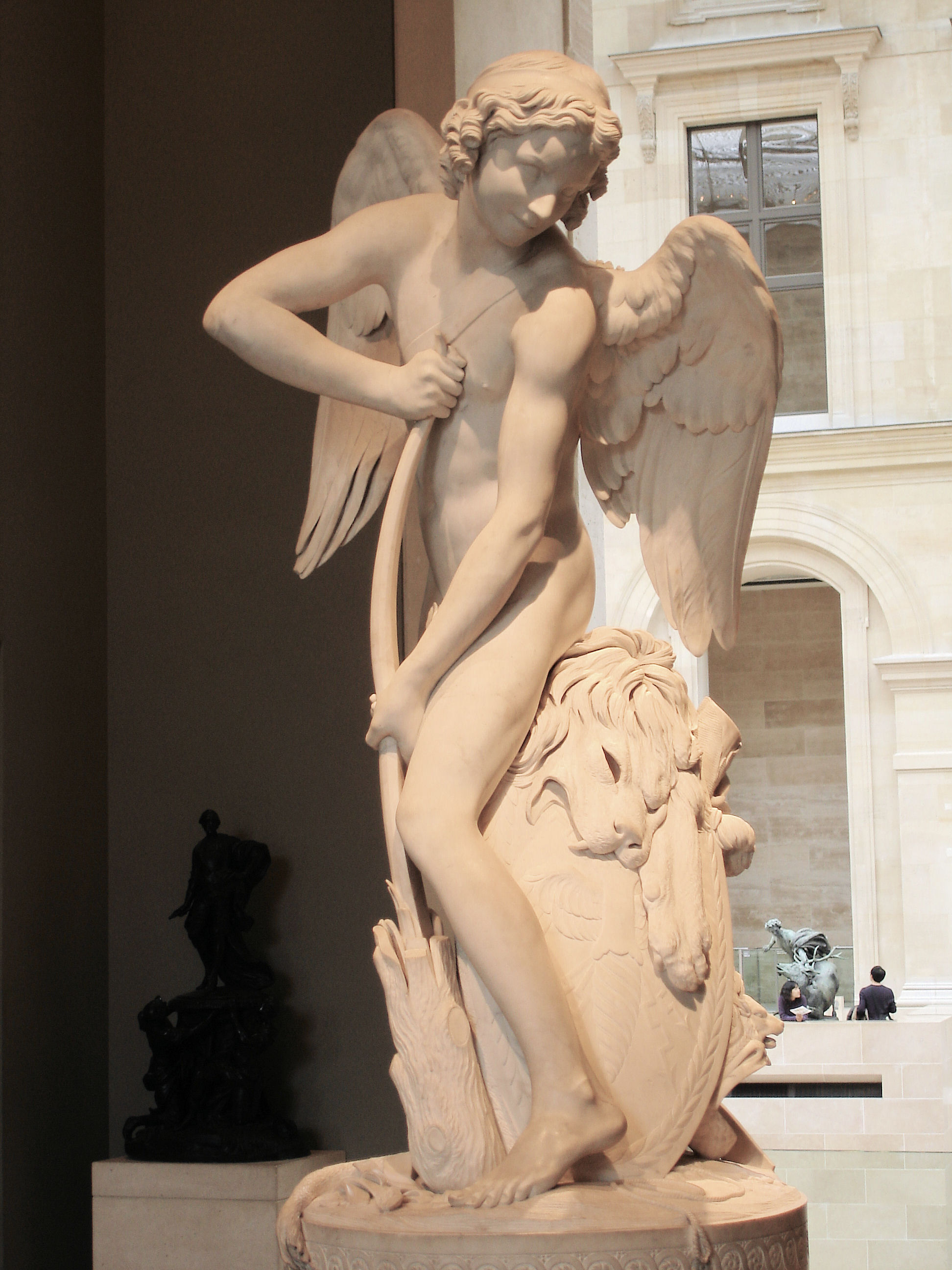
ヘラクレスの棍棒で弓を刻み出している愛の神アモール（エドメ・ブーシャルドン作）、1747 - 1750年

### 工芸品部門

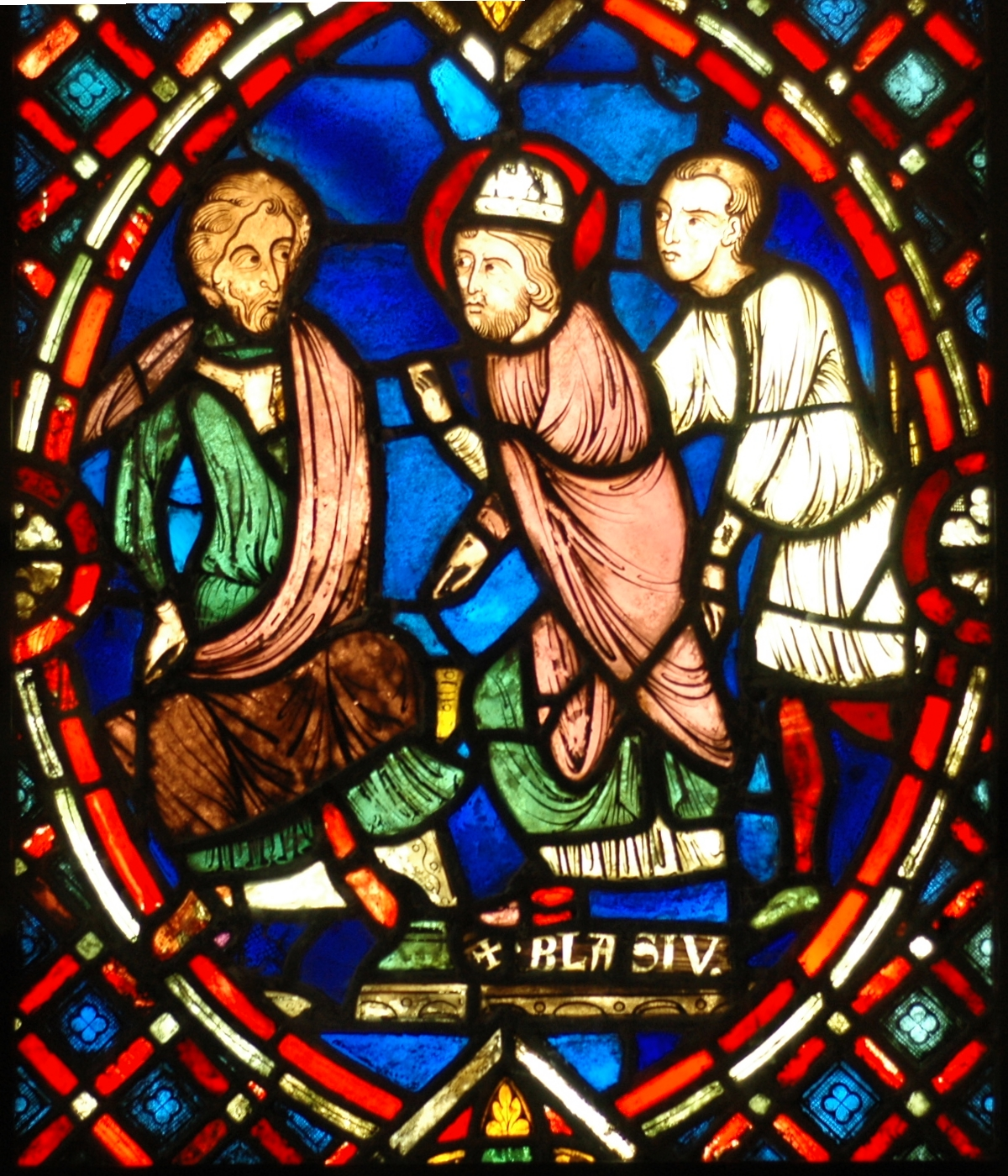
聖ブラシウスを描いた、13世紀フランスのステンドグラス

工芸品部門には、中世から19世紀半ばまでの美術工芸品が収蔵されている。もともとは彫刻部門の一部局で、フランス王室コレクションと、歴代フランス王家の墓所であるサン＝ドニ大聖堂からフランス革命時に持ち出された作品が基礎となっている。これらの収蔵品の中でもっとも重要なものに、ピエトラ・ドゥーラ（宝石や貴石を散りばめた絵画のような工芸品、(en:pietre dure)）の壺と青銅器が挙げられる。その後、1825年に購入したデュラン・コレクションから「陶磁器、エナメル細工、ステンドグラス」がもたらされ、さらに1828年に芸術家ピエール・レヴォワルからおよそ800点の作品が寄贈された。ロマン主義の潮流がルネサンスと中世の芸術に再び光を当て、ソヴァジョという人物が1,500点にのぼる中世工芸品と、ファイアンス陶磁器を遺贈した。1862年にはカンパーナ侯爵のコレクションから、15世紀から16世紀に制作されたものを中心として、金細工、マヨルカ陶磁器などが追加されている。
工芸品部門の収蔵品はリシュリュー翼2階とドゥノン翼のアポロン・ギャラリーに展示されている。アポロン・ギャラリーの名付け親は画家のシャルル・ル・ブランで、太陽王ルイ14世からこのギャラリーを太陽をテーマとした装飾を命じられた人物である。中世の工芸品コレクションには、ルイ14世が戴冠式に使用した王冠や、シャルル5世の王笏、『斑岩の壺』などがある。ルネサンス期の工芸品コレクションには、ジャンボローニャが制作したブロンズ像『ネッソスとデイアネイラ』、タペストリー『マクシミリアンの狩猟のタピスリー』などがある。ルネサンス以降の時代のコレクションで有名なものとして、ポンパドゥール夫人が所有していたセーヴル磁器のコレクションや、ナポレオン3世のアパルトマンなどが挙げられる。

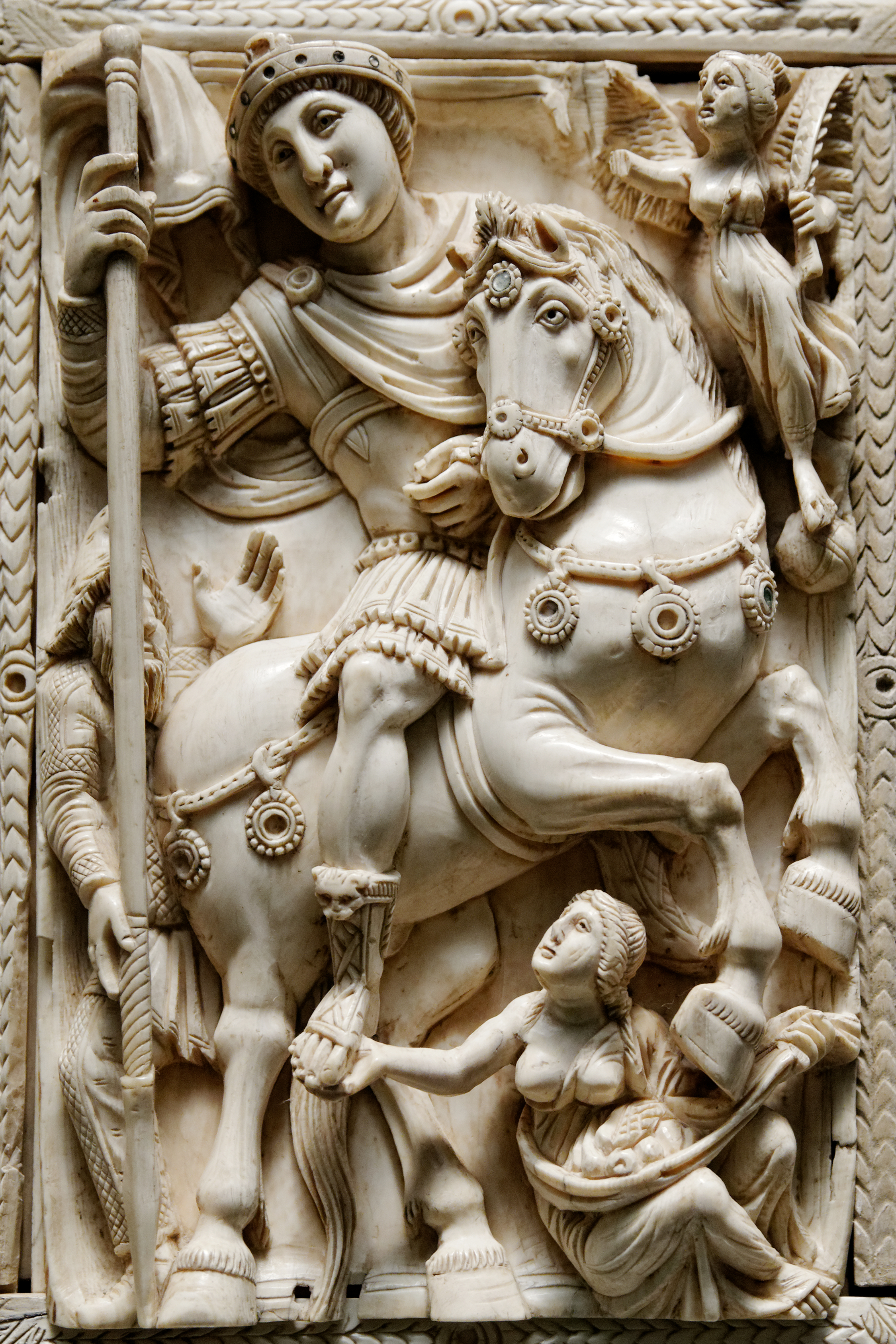
バルベリーニの象牙板（部分）、6世紀前半、コンスタンティノープル
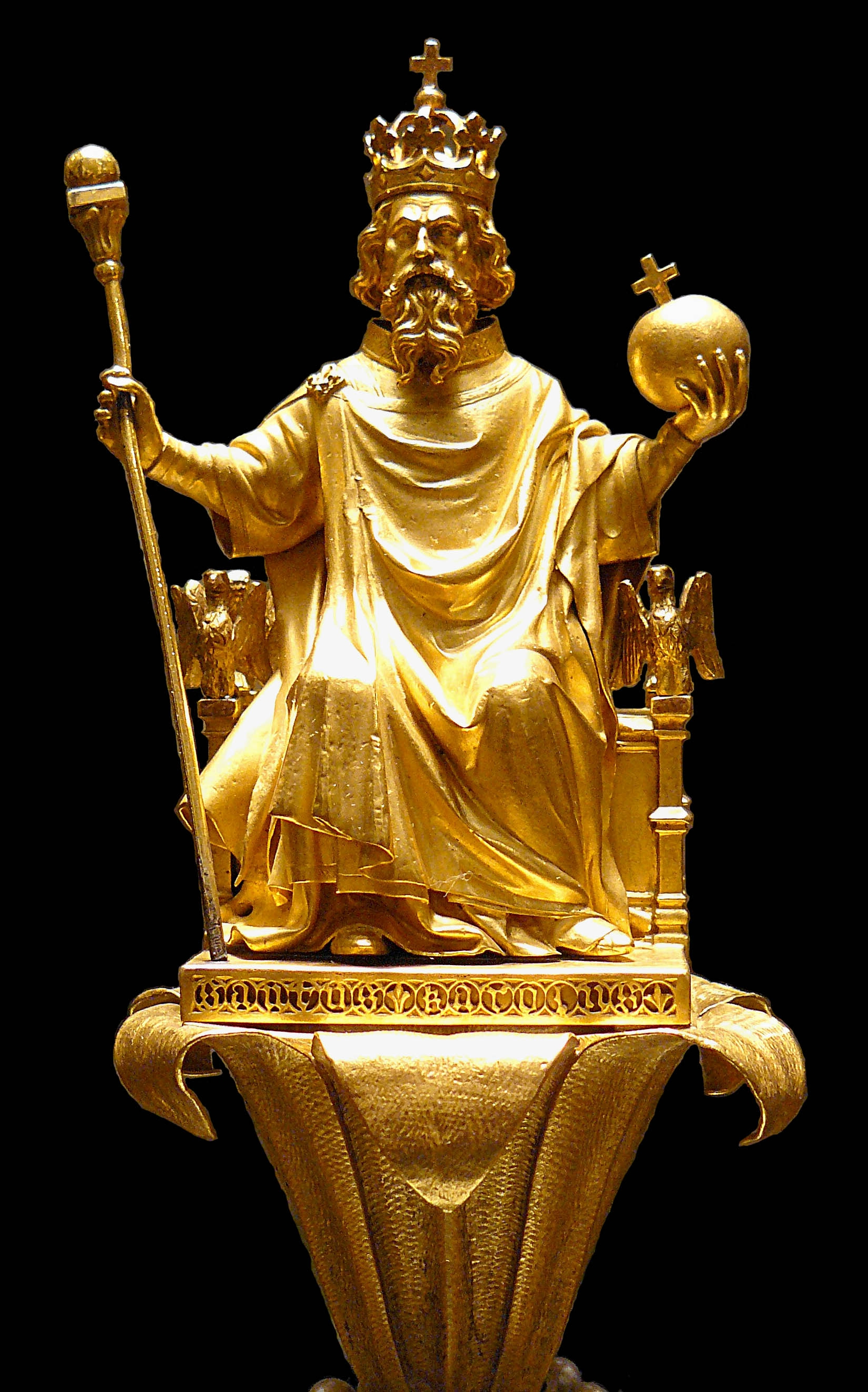
シャルル5世の王笏（部分）
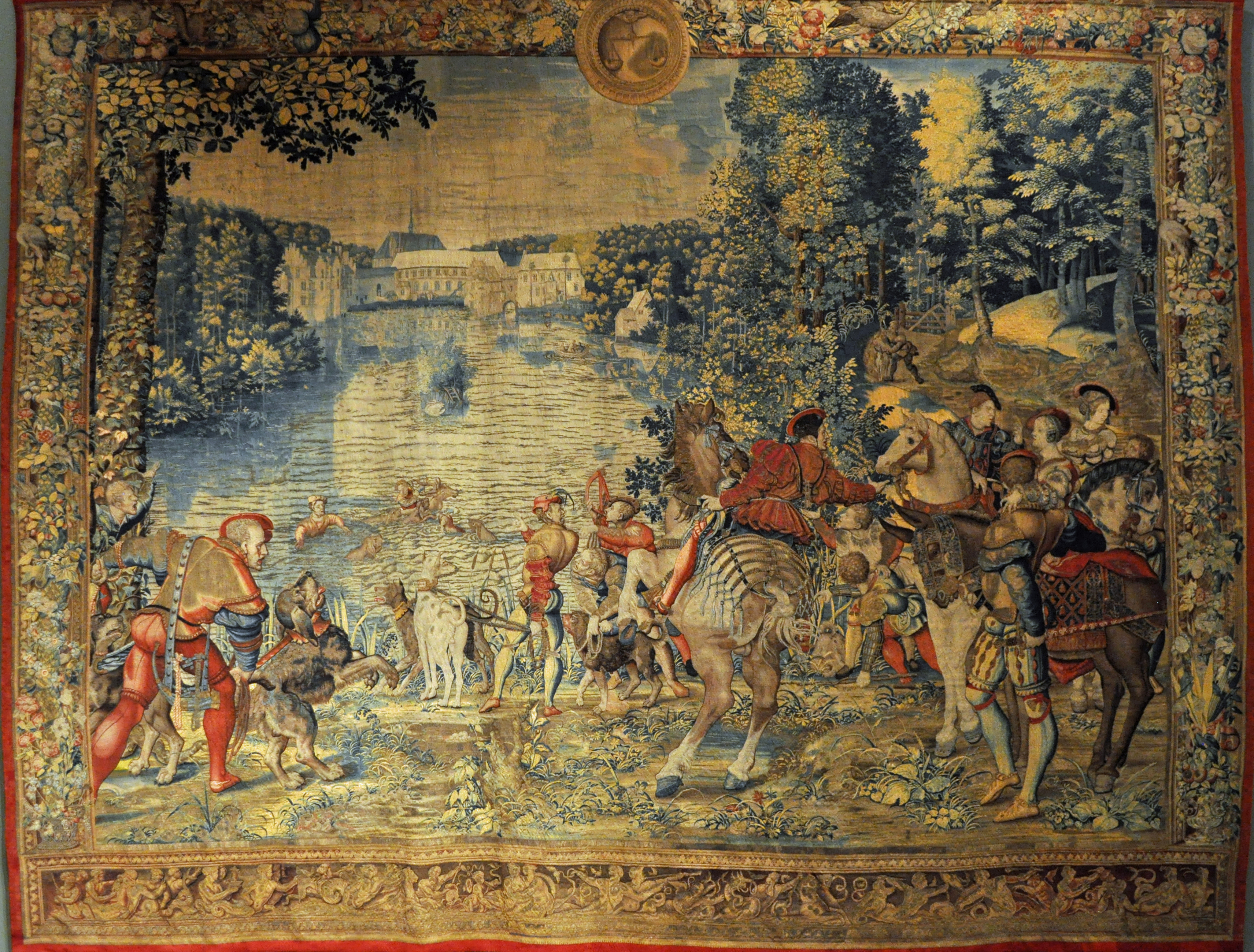
『マクシミリアンの狩猟のタピスリー、9月』、1531年 - 1533年
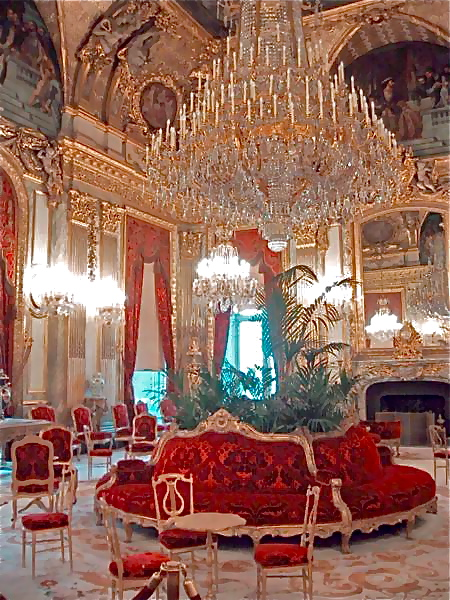
ナポレオン3世のアパルトマン

### 絵画部門

レオナルド・ダ・ヴィンチの『モナ・リザ』。おそらくレオナルドがフランソワ1世の宮廷に滞在していたときに現在の形となった。

絵画部門には、7,500点を超える絵画作品が収蔵されている。13世紀から1848年までの作品がコレクションされており、12名のキュレーターがその展示に責任を負っている。絵画作品のうち、およそ3分の2がフランス人画家の作品で、残りの絵画のうち1,200点以上が北方ヨーロッパ（アルプス以北のヨーロッパ）の作品となっている。イタリア絵画はフランソワ1世とルイ14世のコレクション由来の作品が大部分となっており、その他のイタリア絵画は未返還になっているナポレオン1世の収奪絵画が多く、少ないながら正式に購入した作品も存在する。イタリア絵画のコレクションはフランソワ1世が始めたもので、ラファエロ、ミケランジェロらルネサンス期の巨匠の作品を購入し、のちにレオナルド・ダ・ヴィンチを自身の宮廷に迎えた。フランス革命で没収、国有財産化されたこれらの王室絵画コレクションが、ルーヴル美術館の中核となった。1986年に、それまで鉄道駅舎として使用されていたドルセー駅がオルセー美術館（ミュゼ・ドルセー）として生まれ変わり、ルーヴル美術館の絵画コレクションのうち1848年以降に完成した絵画作品がオルセー美術館に移された（一部の印象派絵画など例外あり）。フランス絵画と北ヨーロッパ絵画はリシュリュー翼に、スペイン絵画とイタリア絵画はドゥノン翼2階に展示されている。
初期のフランス絵画に、アンゲラン・カルトン (en:Enguerrand Quarton) の『ヴィルヌーヴ＝レザヴィニョンのピエタ』（1455年ごろ）がある。フランス王ジャン2世の肖像で、作者未詳の『ジャン2世善良公の肖像』（1360年ごろ）は、古代以降の作品としては、おそらく最古の個人肖像画といわれている。17世紀のフランス絵画には、ラ・トゥールの『大工の聖ヨセフ』や『灯火の前のマグダラのマリア』、プッサンの『詩人の霊感』や『我アルカディアにもあり』、シャンパーニュの『1662年の奉納画』、プルビュスの『フランス王ヘンリー四世の後継者マリー・ド・メディシス』、リゴーの『ルイ14世』などがある。また、18世紀から19世紀にかけてのフランス絵画の重要な作品として、ヴァトーの『シテール島の巡礼』、シャルダンの『赤エイ』、ブーシェの『水浴のディアナ』、ダヴィドの『ナポレオン1世の戴冠』、アングルの『グランド・オダリスク』、ドラクロワの『民衆を導く自由の女神』などがある。
アルプス以北の北方絵画には、ヤン・ファン・エイクの『宰相ロランの聖母』、ロヒール・ファン・デル・ウェイデンの『ブラック家の祭壇画』、『受胎告知』、ヒエロニムス・ボスの『愚者の船』、クエンティン・マサイスの『両替商とその妻』、ピーテル・ブリューゲルの『足なえたち』、フェルメールの『レースを編む女』、『天文学者』、レンブラントの『エマオの晩餐』、『ダビデ王の手紙を手にしたバテシバの水浴』、『屠殺された牛』、カスパー・ダーヴィト・フリードリヒの『カラスのいる木 (en:The Tree of Crows)』などがある。
イタリア絵画では、特にルネサンス期のコレクションに重要な作品が多い。ルネサンス初期の画家マンテーニャとベッリーニの『キリスト磔刑』には写実主義と詳細な表現の萌芽がみられ「精神世界を表現した重要な場面が描かれている」とされている。そのほか、フラ・アンジェリコ、フィリッポ・リッピ、ドメニコ・ギルランダイオ、サンドロ・ボッティチェッリ、ピエトロ・ペルジーノらの名作が多く所蔵されている。ルネサンス盛期の絵画コレクションには、レオナルド・ダ・ヴィンチの『モナ・リザ』、『聖アンナと聖母子』、『洗礼者聖ヨハネ』、『岩窟の聖母』、ラファエロの『美しき女庭師』、『バルダッサーレ・カスティリオーネの肖像』、ティツィアーノの『田園の奏楽』、『キリストの埋葬』、『荊冠のキリスト』、ヴェロネーゼの『カナの婚礼』など巨匠たちの代表作の数々が所蔵されている。バロック期の絵画コレクションにはカラヴァッジョの『女占い師』、『聖母の死』など重要作が所蔵されている。
スペイン絵画は他の画派に比べて数多くはないが、スペイン本国以外では屈指の収集である。エル・グレコ、ホセ・デ・リベーラ、フランシスコ・デ・スルバラン、バルトロメ・エステバン・ムリーリョ、フランシスコ・デ・ゴヤらの名品が収蔵されている。特にリベーラの『えび足の少年』、ムリーリョの『乞食の少年』は名高い。
美術品収集家の医者ルイ・ラ・カーズ (en:Louis La Caze) が1869年に遺贈した絵画584点は、通称「ラ・カーズ・コレクション」と呼ばれ、個人が寄付した絵画点数としてはルーヴル史上最大のコレクションとなっている。ラ・カーズ・コレクションには、ヴァトーの『ピエロ』（旧称『ジル』）、リベーラの『えび足の少年』、ムリーリョの『乞食の子供』、レンブラントの『ダビデ王の手紙を手にしたバテシバの水浴』などが含まれている。2007年にはラ・カーズ・コレクションを主とした展覧会である「1868年：ルイ・ラ・カーズ・コレクション - ルーヴルが所蔵するヴァトーとシャルダン」が開催された。

#### フランス絵画

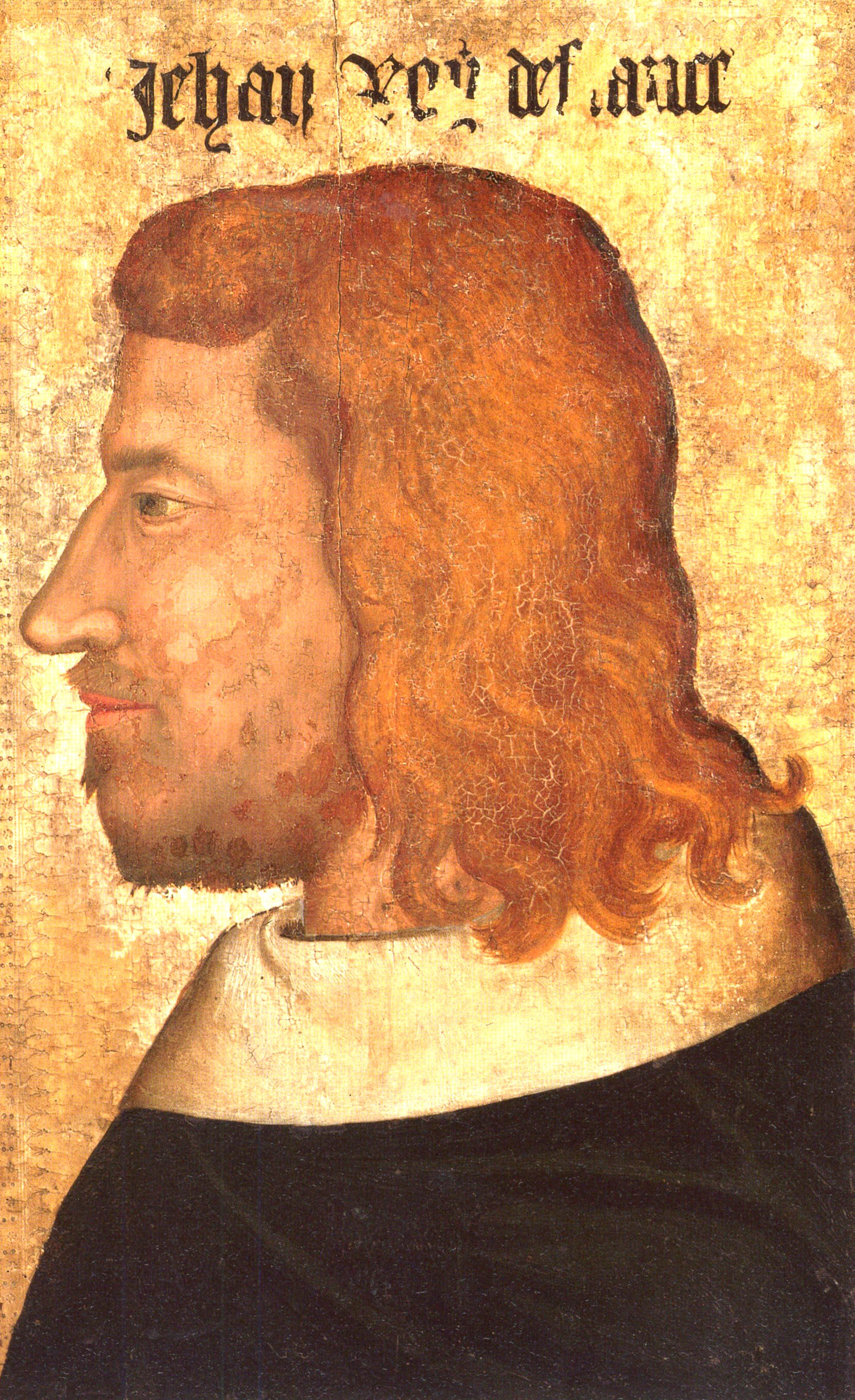
『ジャン2世善良公の肖像』、作者未詳（1350年 - 1360年ごろ）
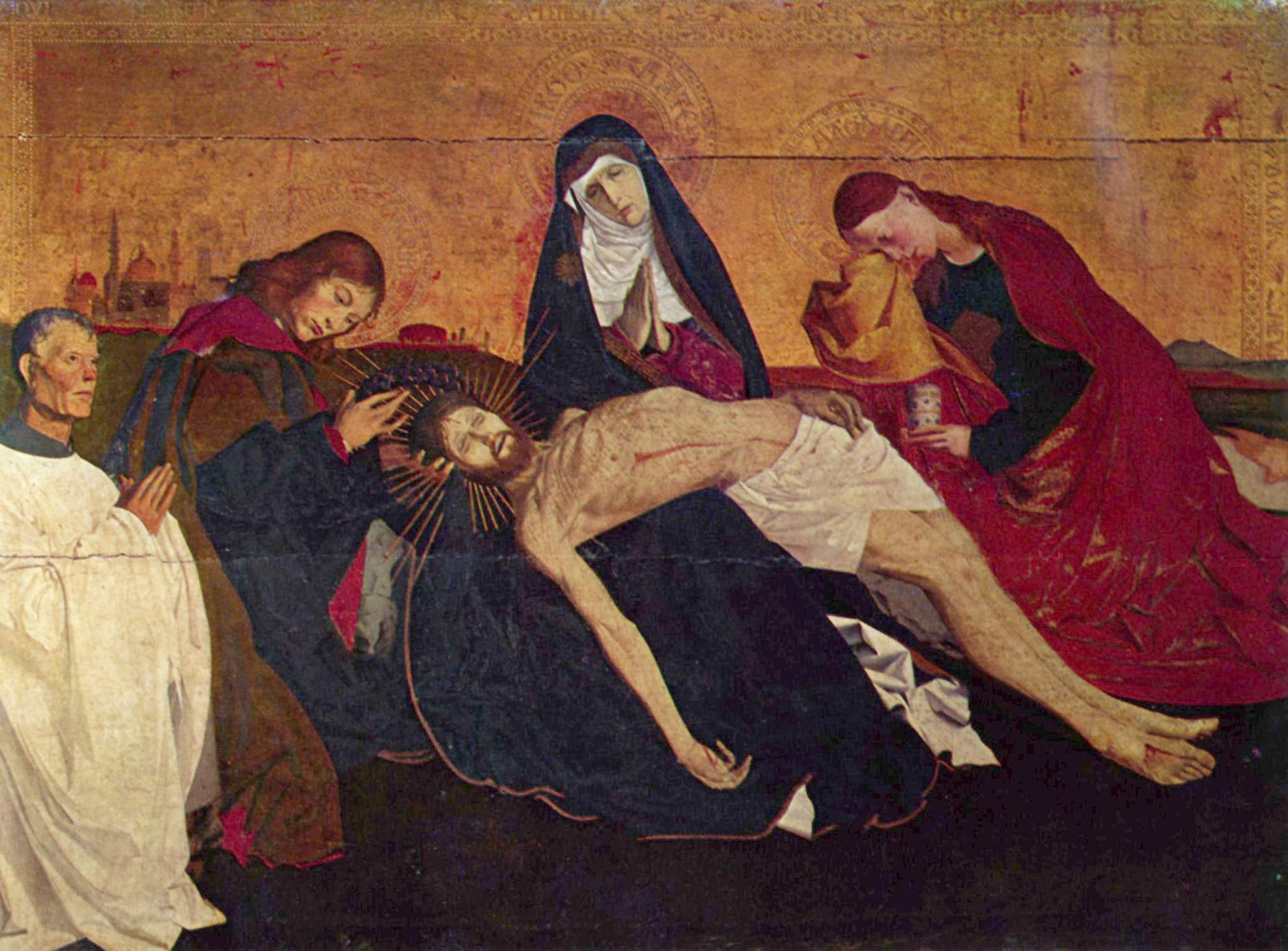
『ヴィルヌーヴ＝レザヴィニョンのピエタ』、アンゲラン・カルトン（1455年 - 1460年ごろ）
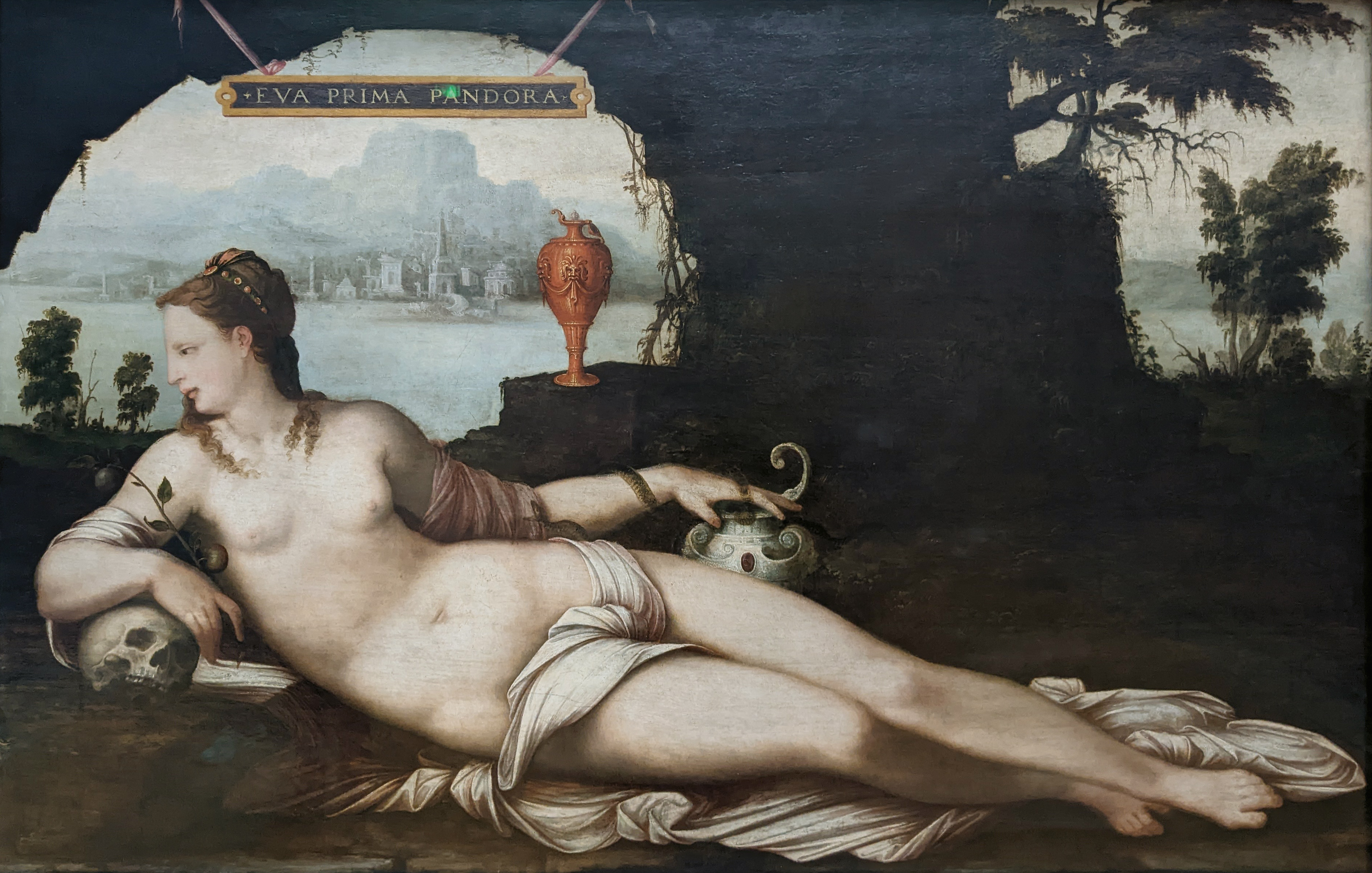
『エヴァ・プリマ・パンドラ』、ジャン・クザン（1550年ごろ）
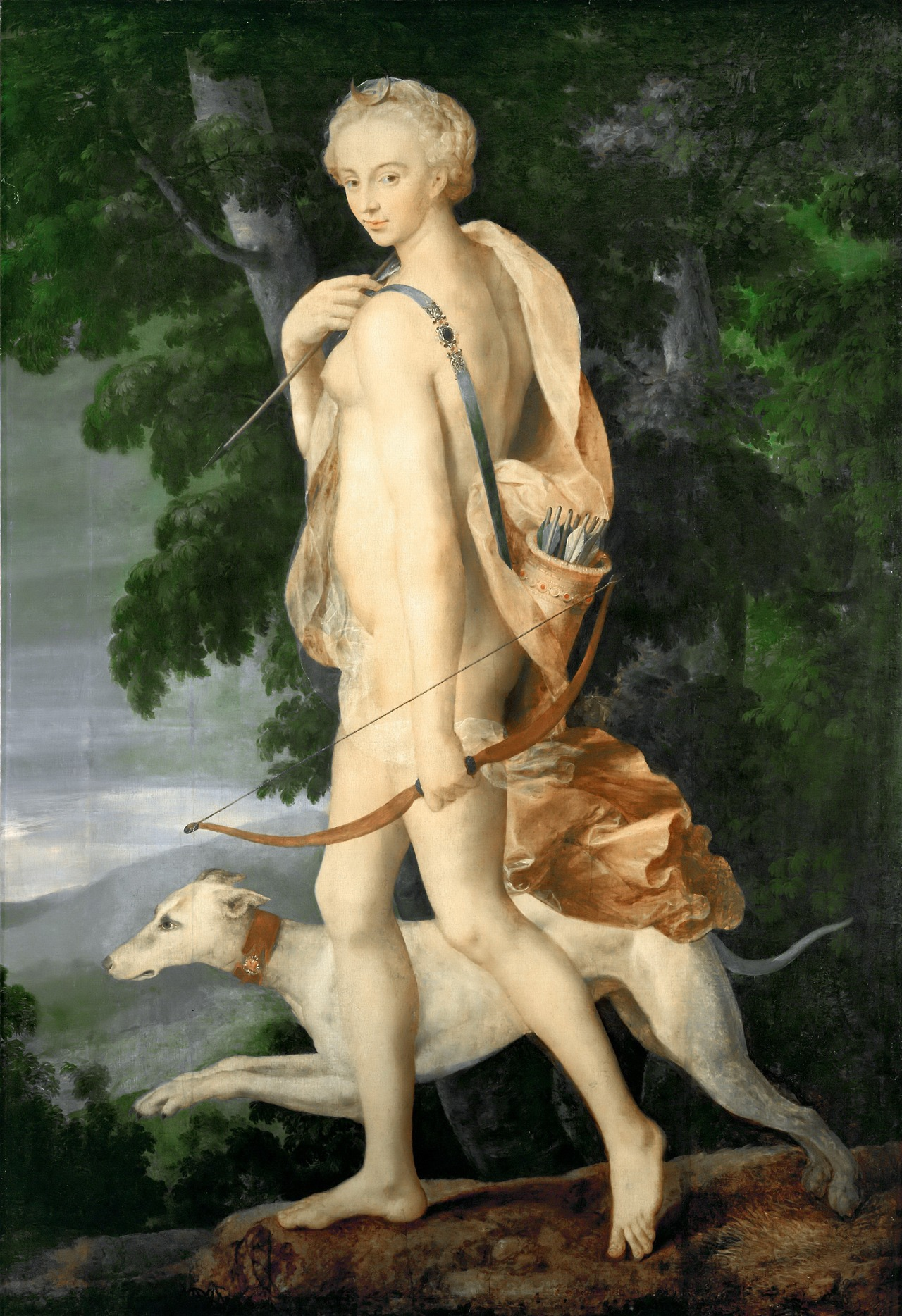
『狩りの女神ディアナ』、シャルル・カルモワ（1550年ごろ）
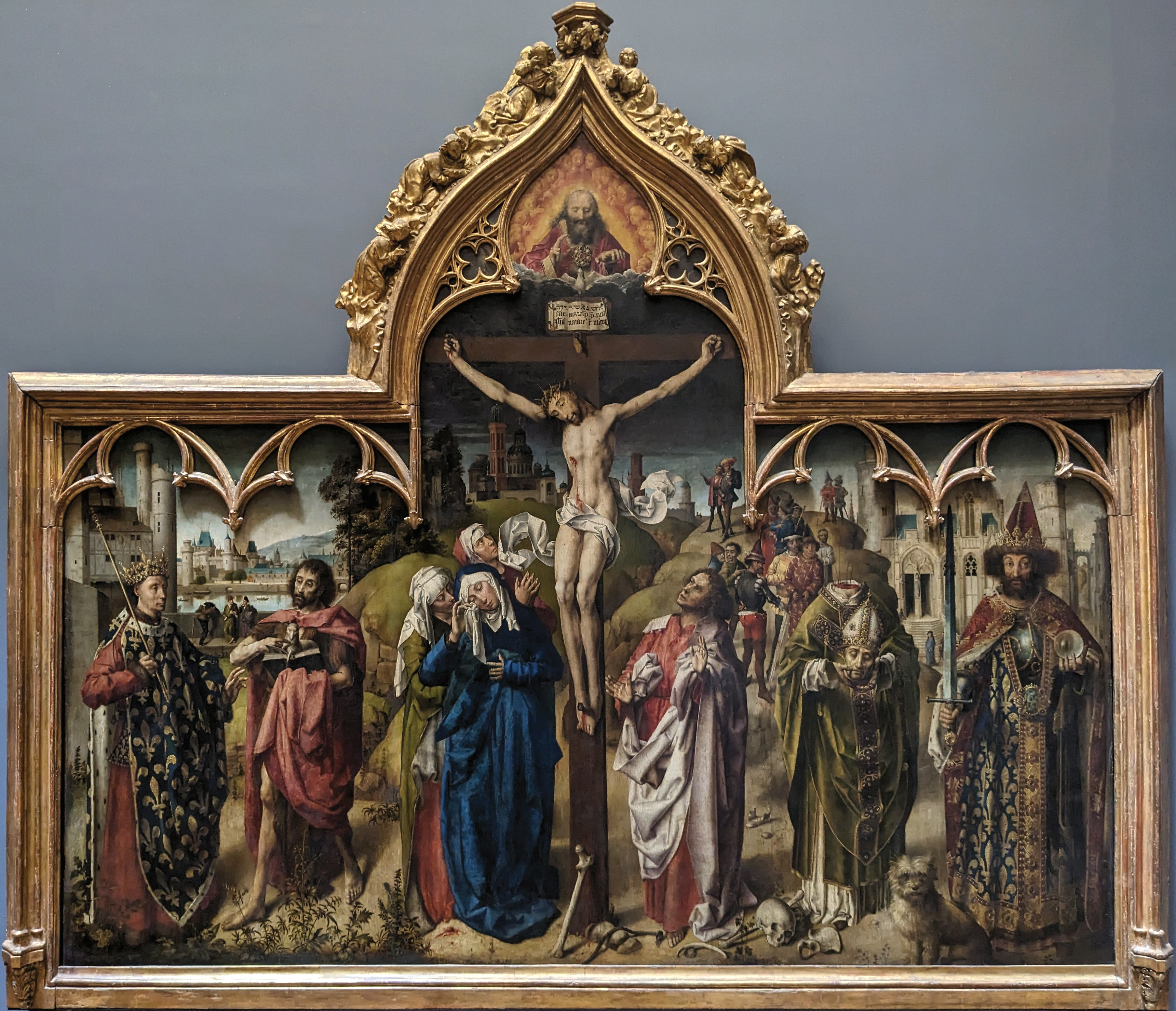
『パリ高等法院のキリストの磔刑』、作者不詳（1452年頃）
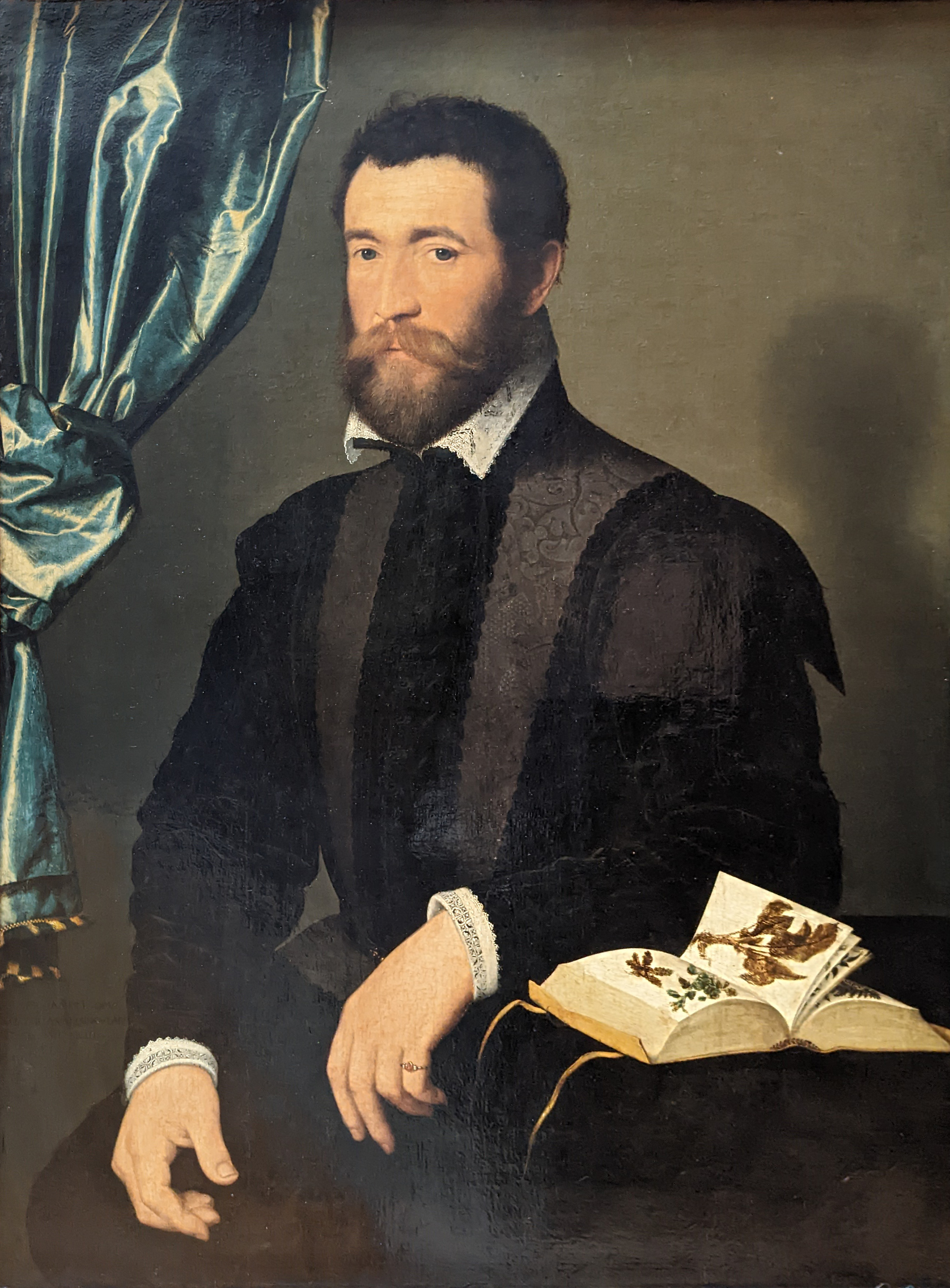
『薬剤師ピエール・キュト』、フランソワ・クルーエ（1562年）
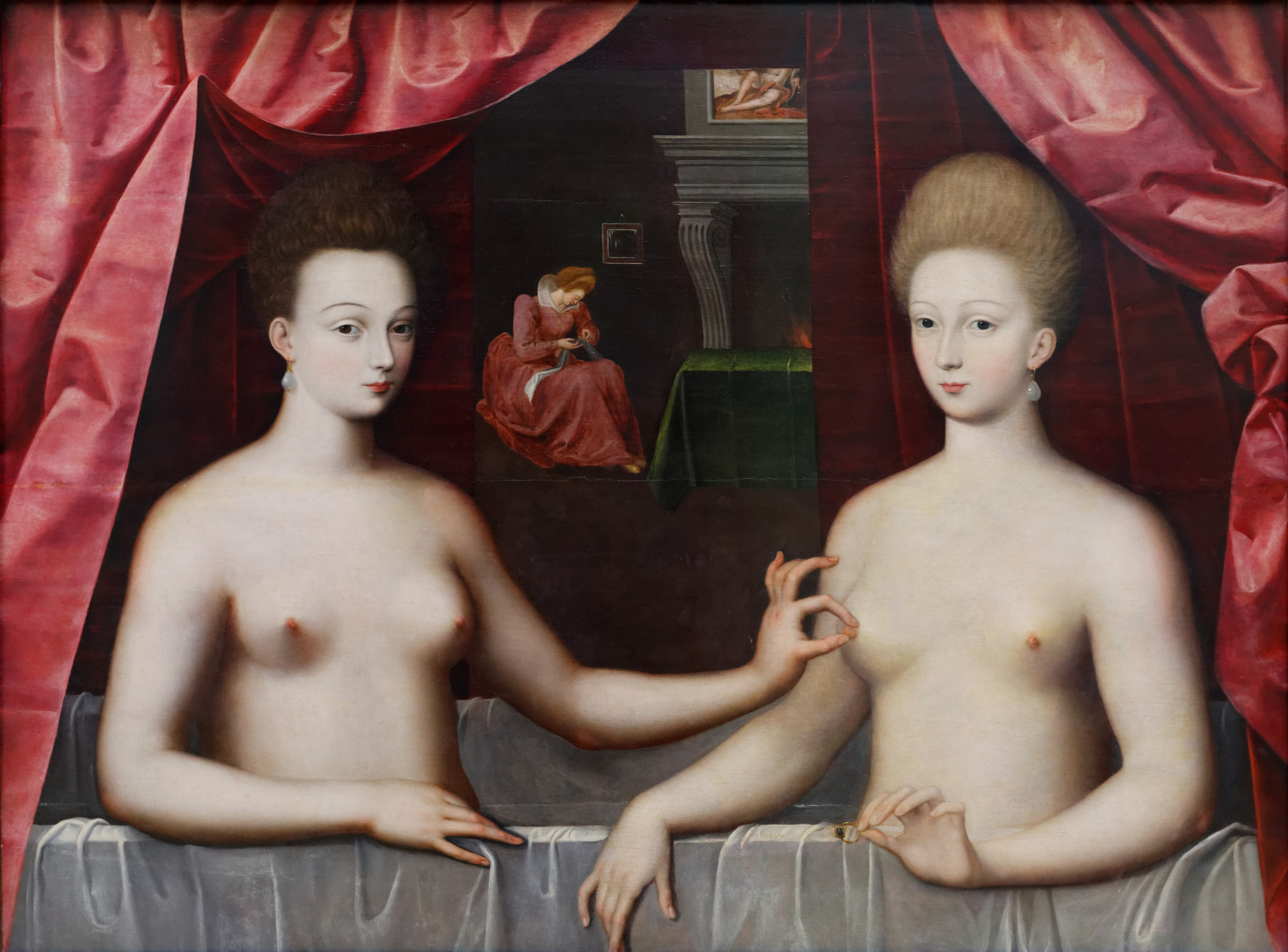
『ガブリエル・デストレとその妹』、フォンテーヌブロー派（1594年ごろ）
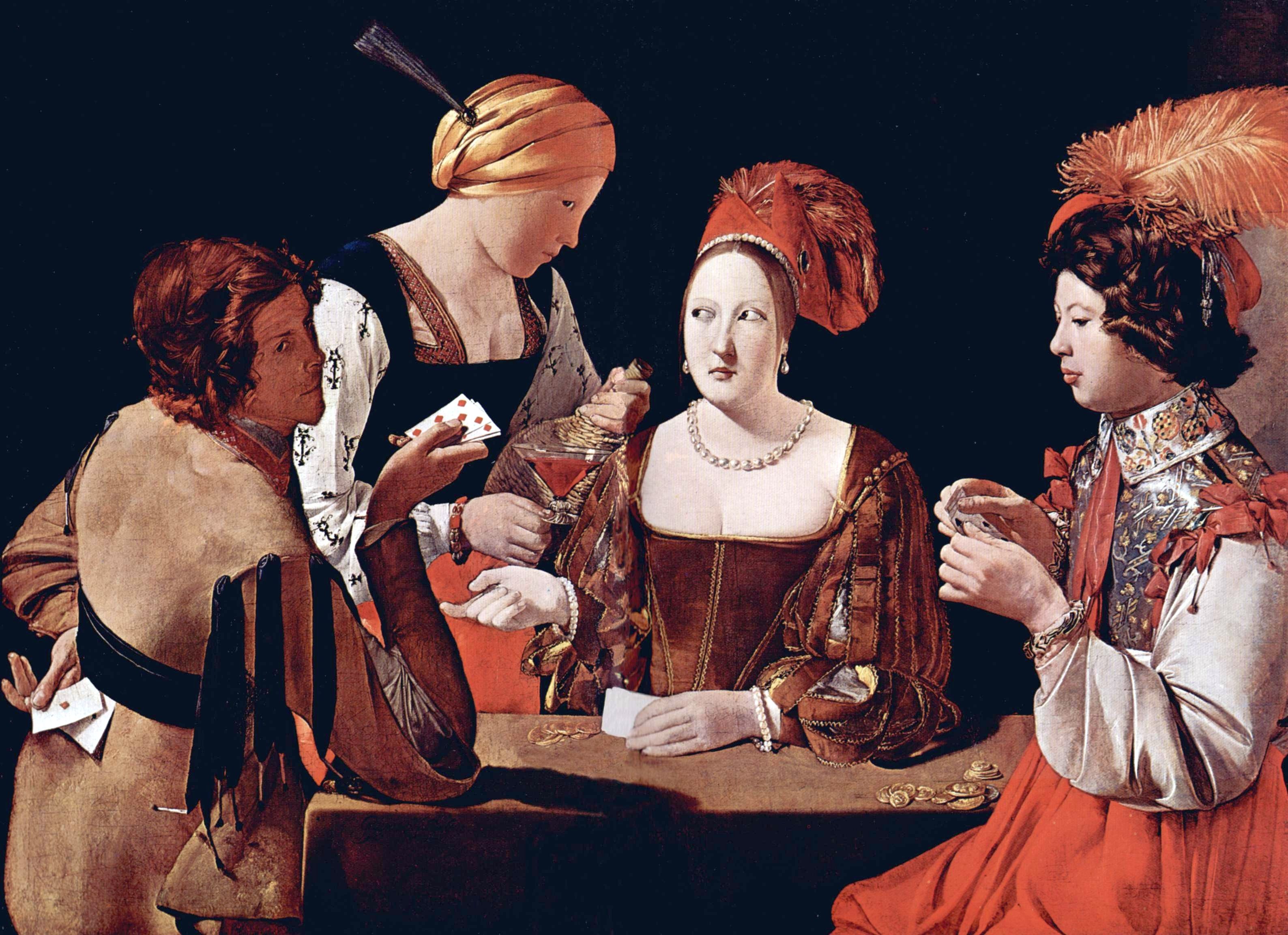
『ダイヤのエースを持ついかさま師』、ジョルジュ・ド・ラ・トゥール（1636-38年ごろ）
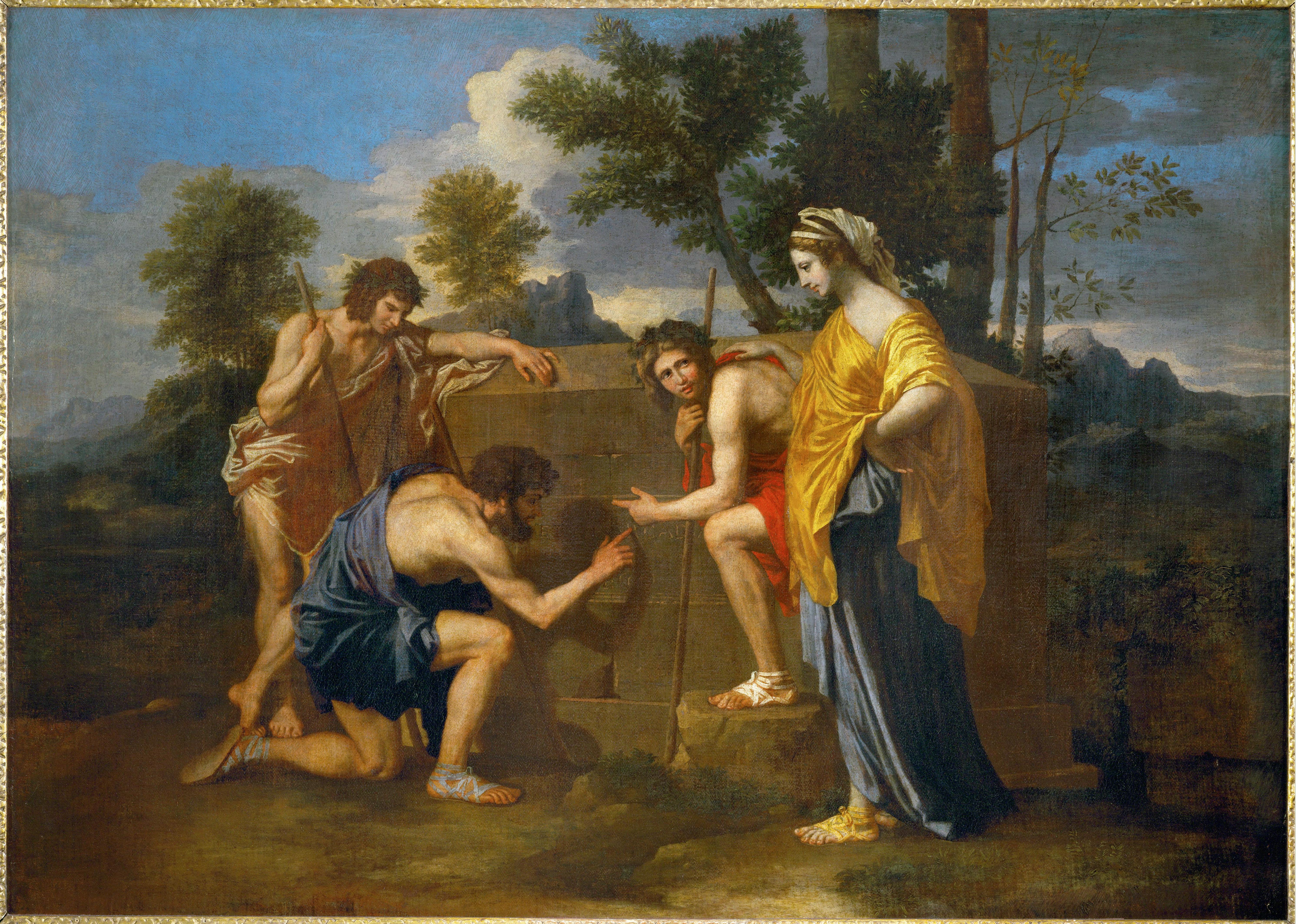
『我アルカディアにもあり』、ニコラ・プッサン（1638-1639年）
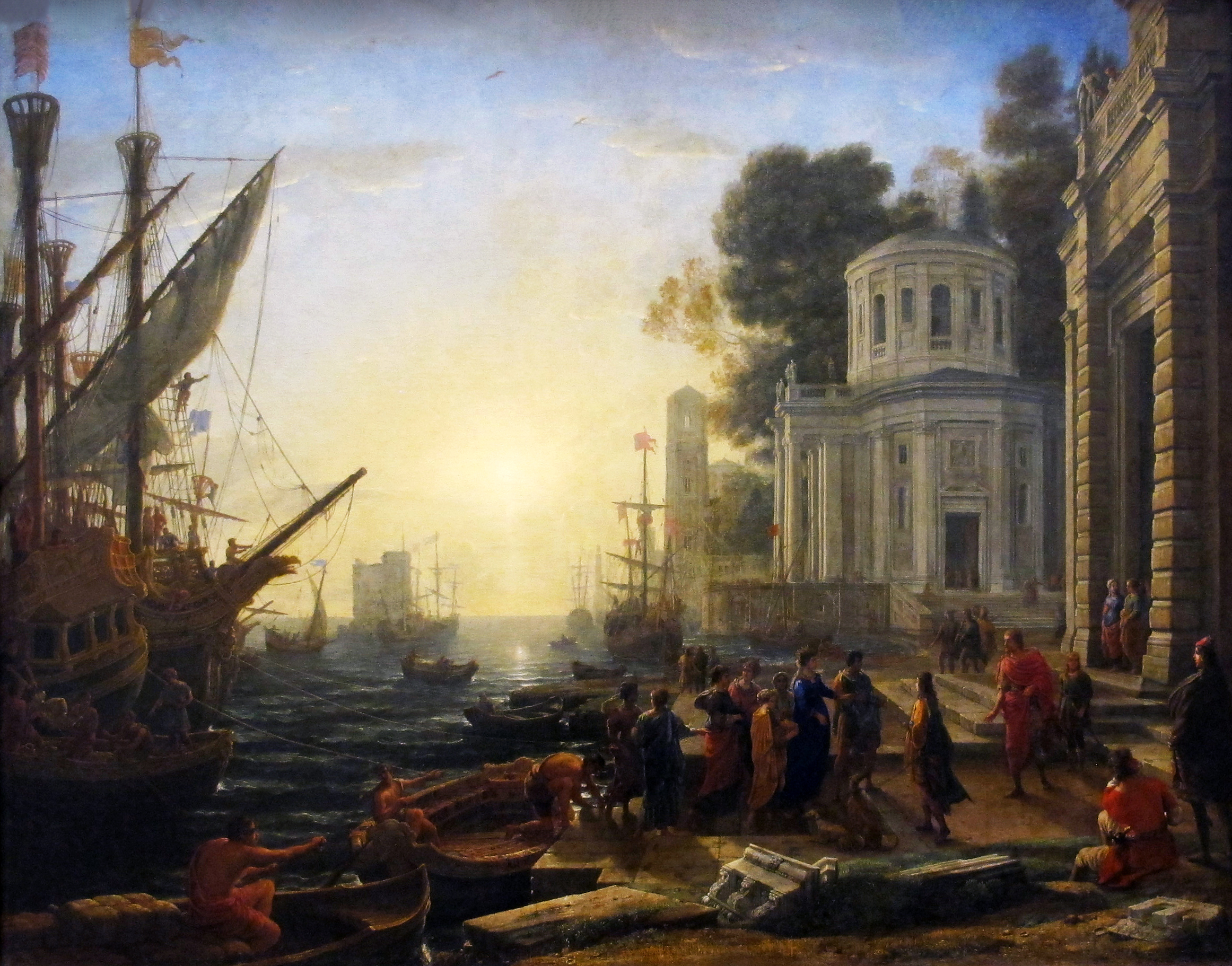
『タルソスに上陸するクレオパトラ』、クロード・ロラン（1642-1643年）
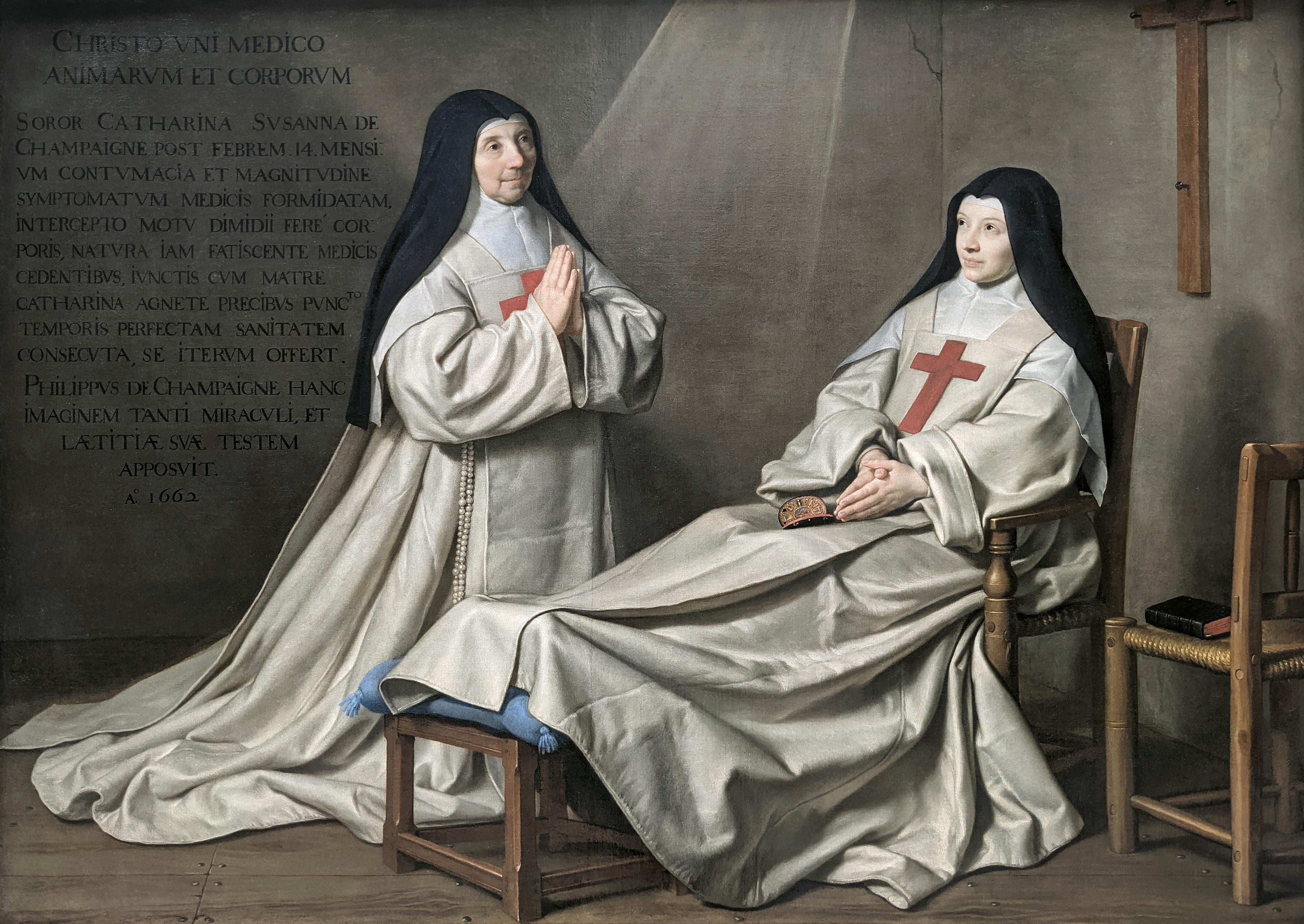
『1662年の奉納画』、フィリップ・ド・シャンパーニュ（1662年）
『ルイ14世』、イアサント・リゴー（1701年）
『シテール島の巡礼』、アントワーヌ・ヴァトー（1717年）
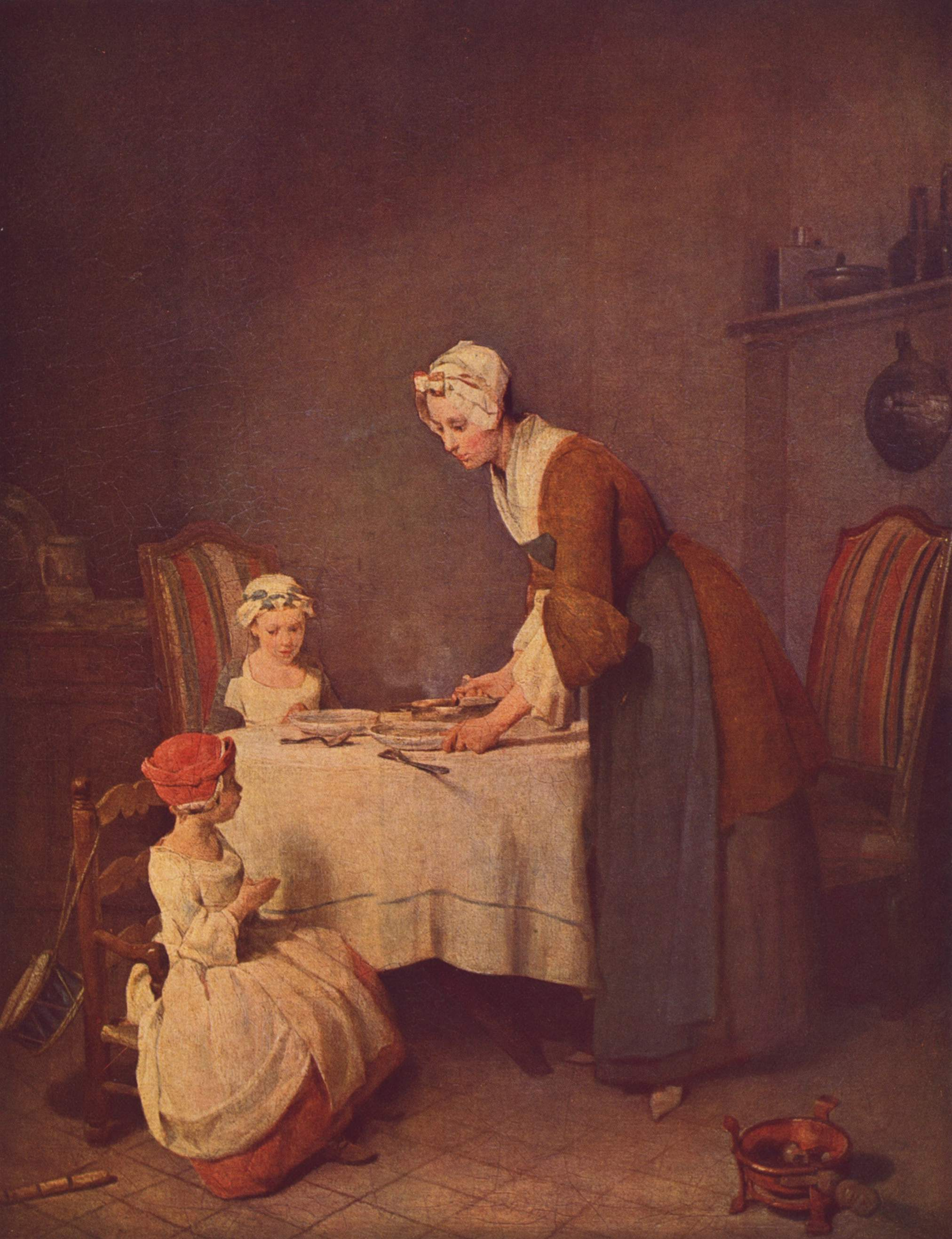
『食前の祈り』、ジャン・シメオン・シャルダン（1740年）
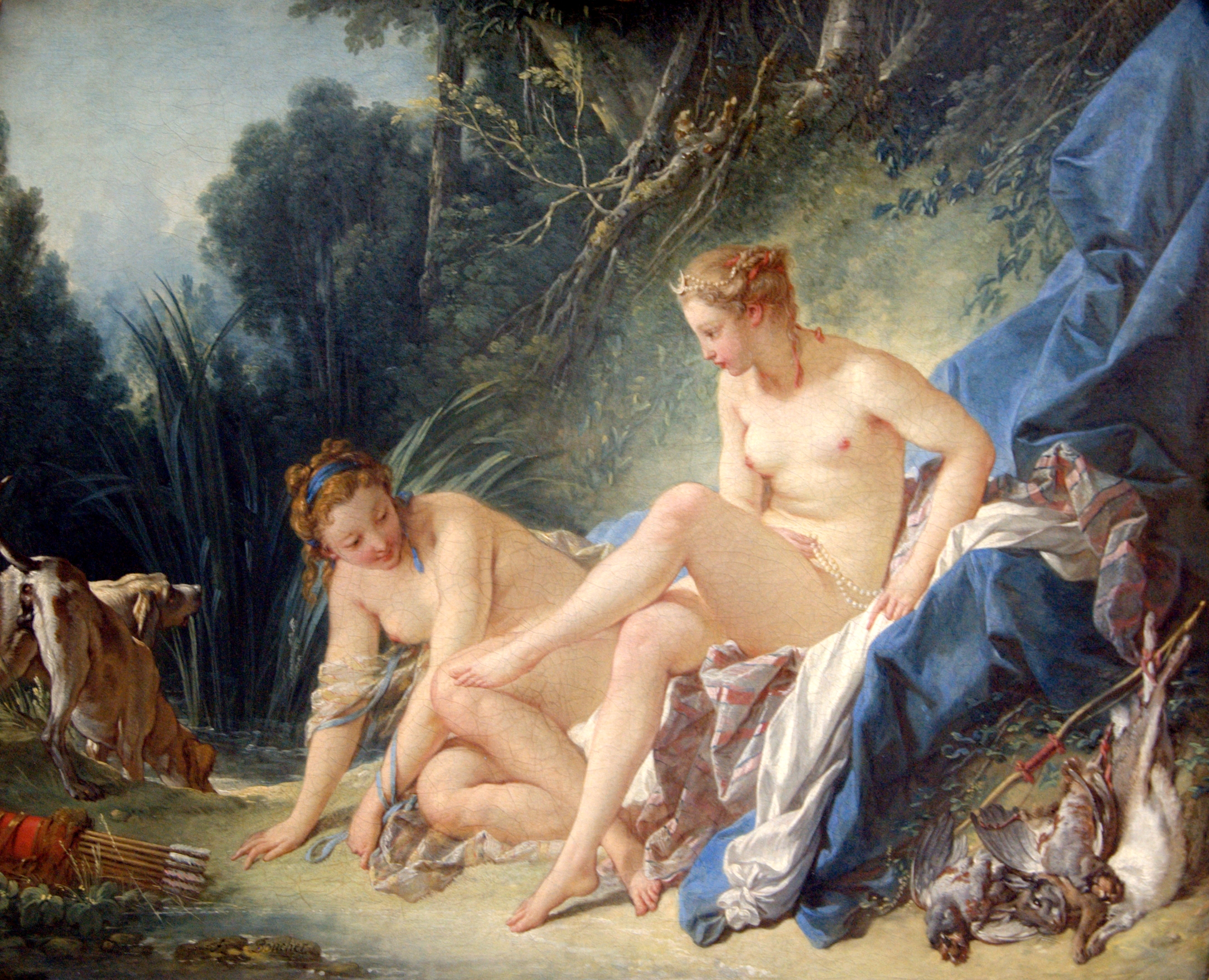
『水浴のディアナ』、フランソワ・ブーシェ（1742年）
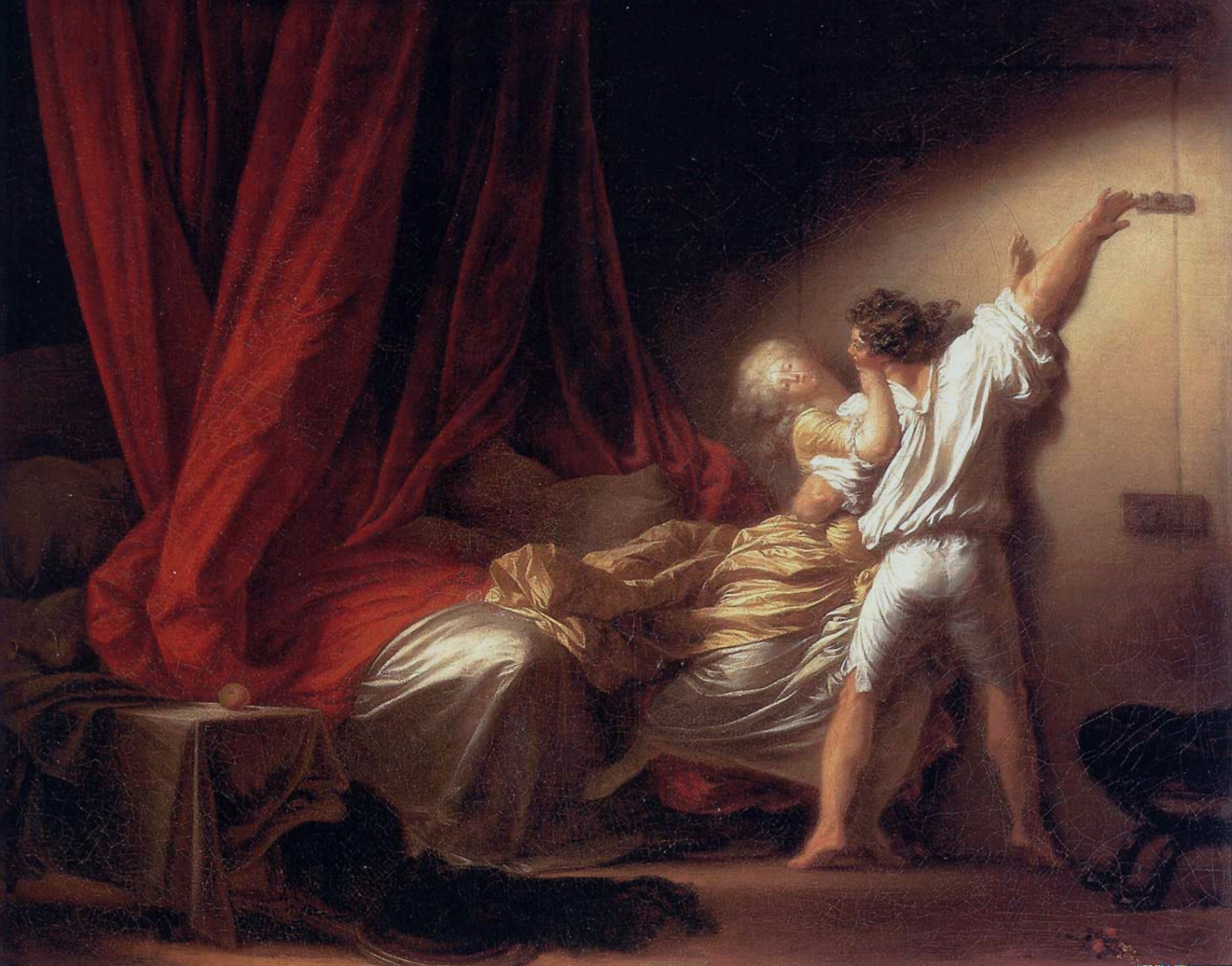
『閂』、ジャン・オノレ・フラゴナール（1780年代前半）
『ナポレオン1世の戴冠』、ダヴィド（1805年 - 1807年ごろ）
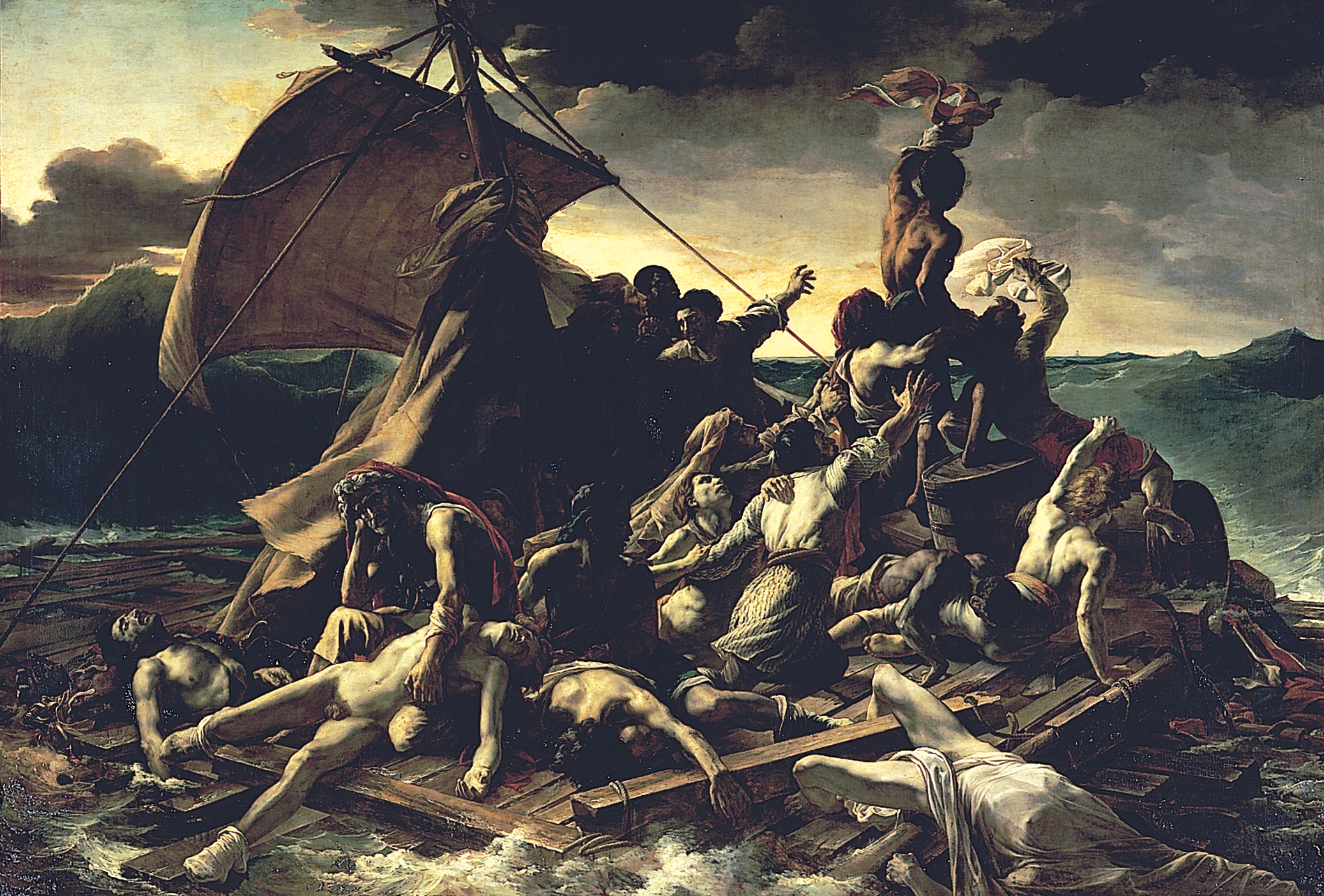
『メデューズ号の筏』、テオドール・ジェリコー（1818-1819年）
『民衆を導く自由の女神』、ドラクロワ（1830年）
『トルコ風呂』、ジャン・オーギュスト・ドミニク・アングル（1862年）

#### 北方絵画

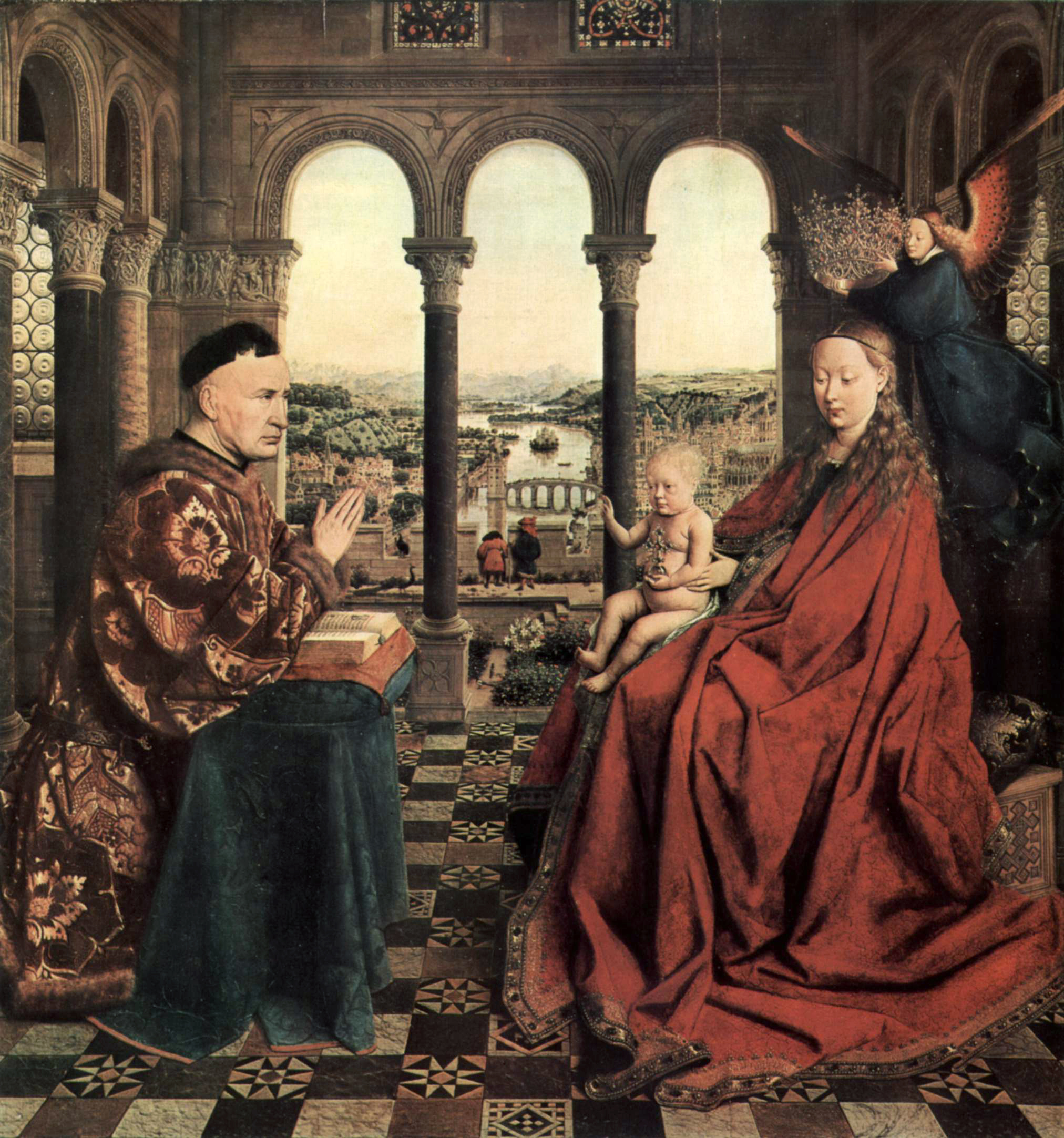
『宰相ロランの聖母』、ヤン・ファン・エイク（1435年ごろ）
『ブラック家の祭壇画』、ロヒール・ファン・デル・ウェイデン（1452年ごろ）
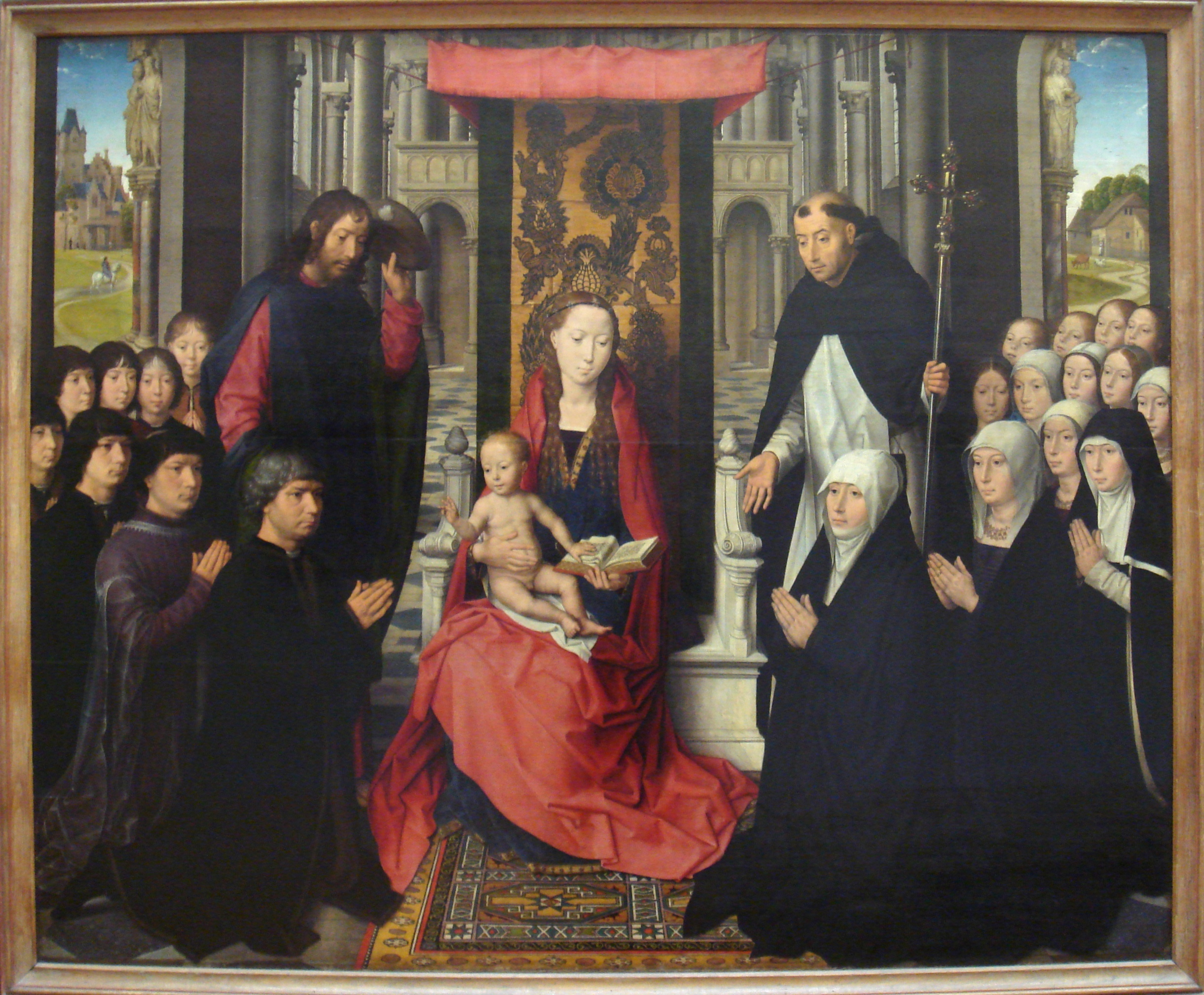
『聖母子と聖ヤコブ、聖ドミニクス』、ハンス・メムリンク (1485-1490年頃)
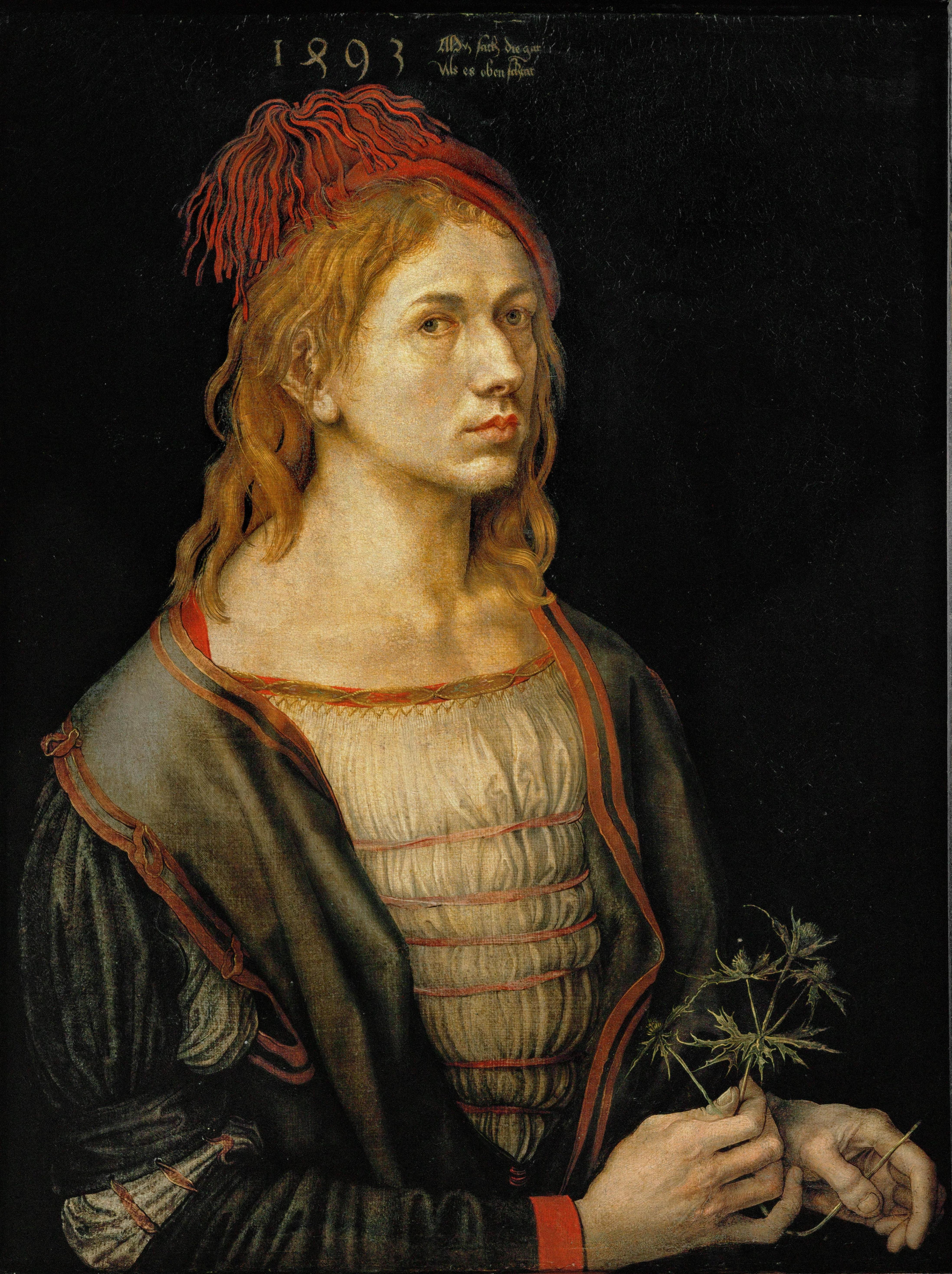
『自画像』、アルブレヒト・デューラー（1493年）
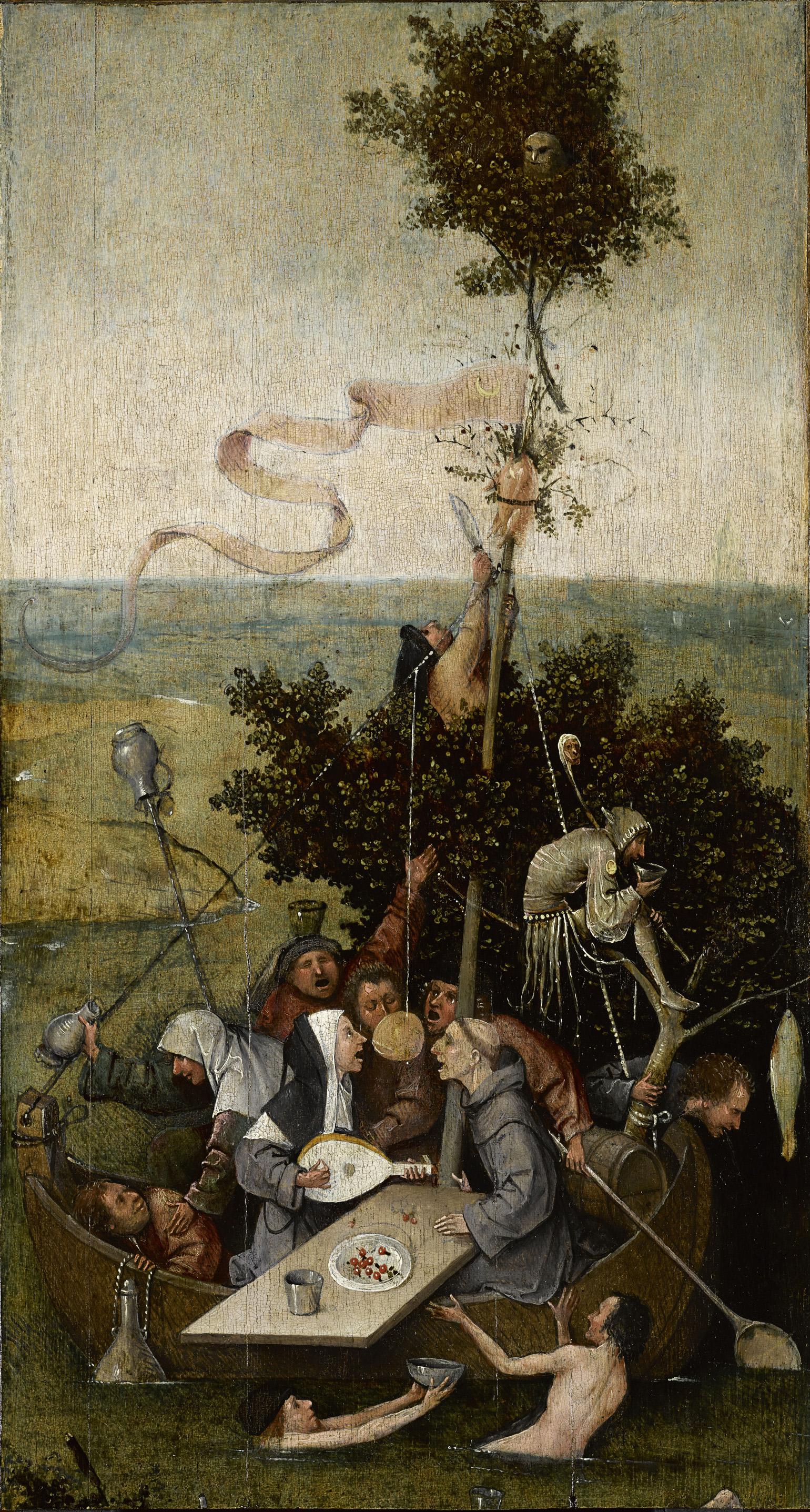
『愚者の船』、ヒエロニムス・ボス（1500-1510年ごろ）
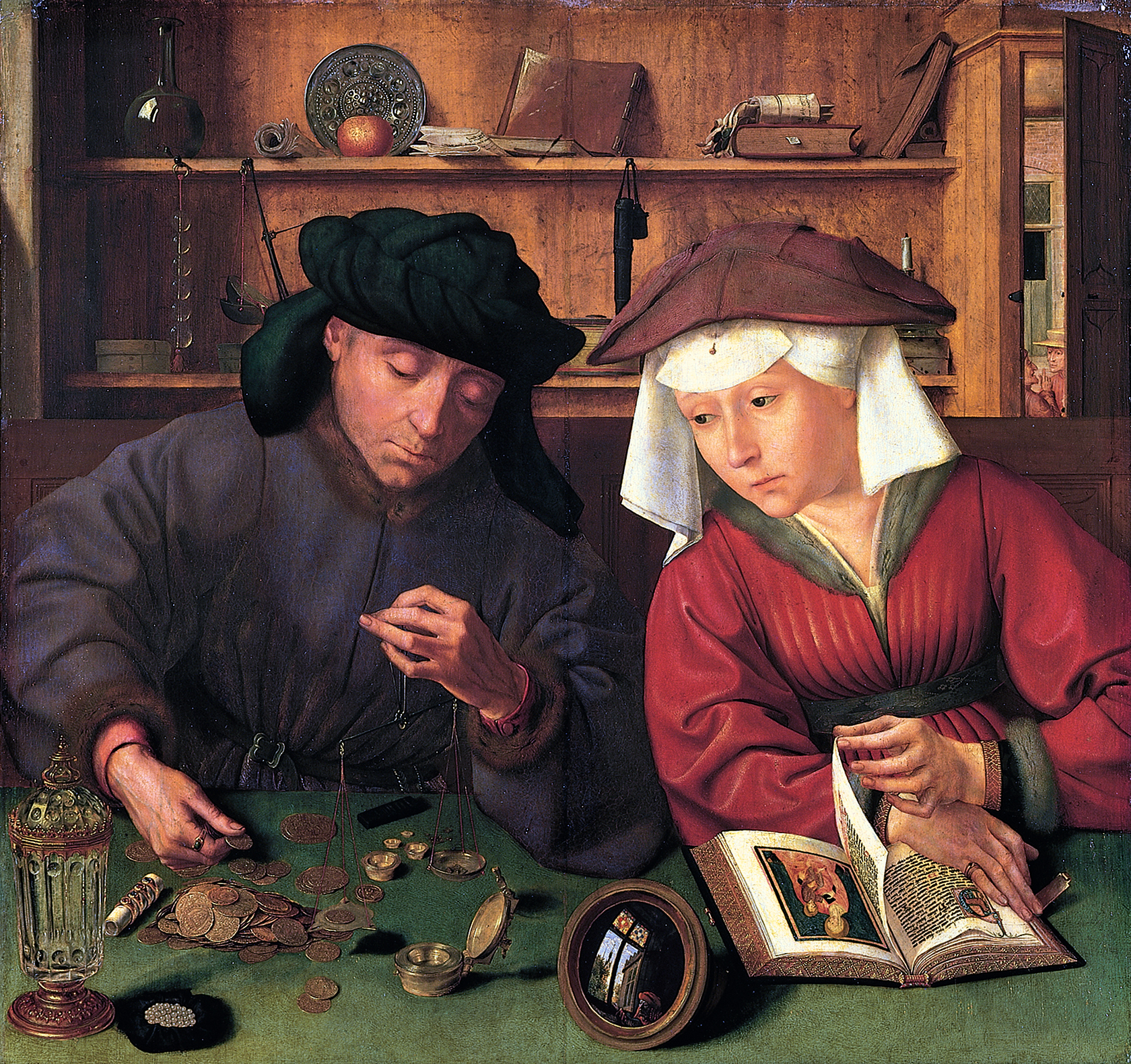
『両替商とその妻』、クエンティン・マサイス（1514年）
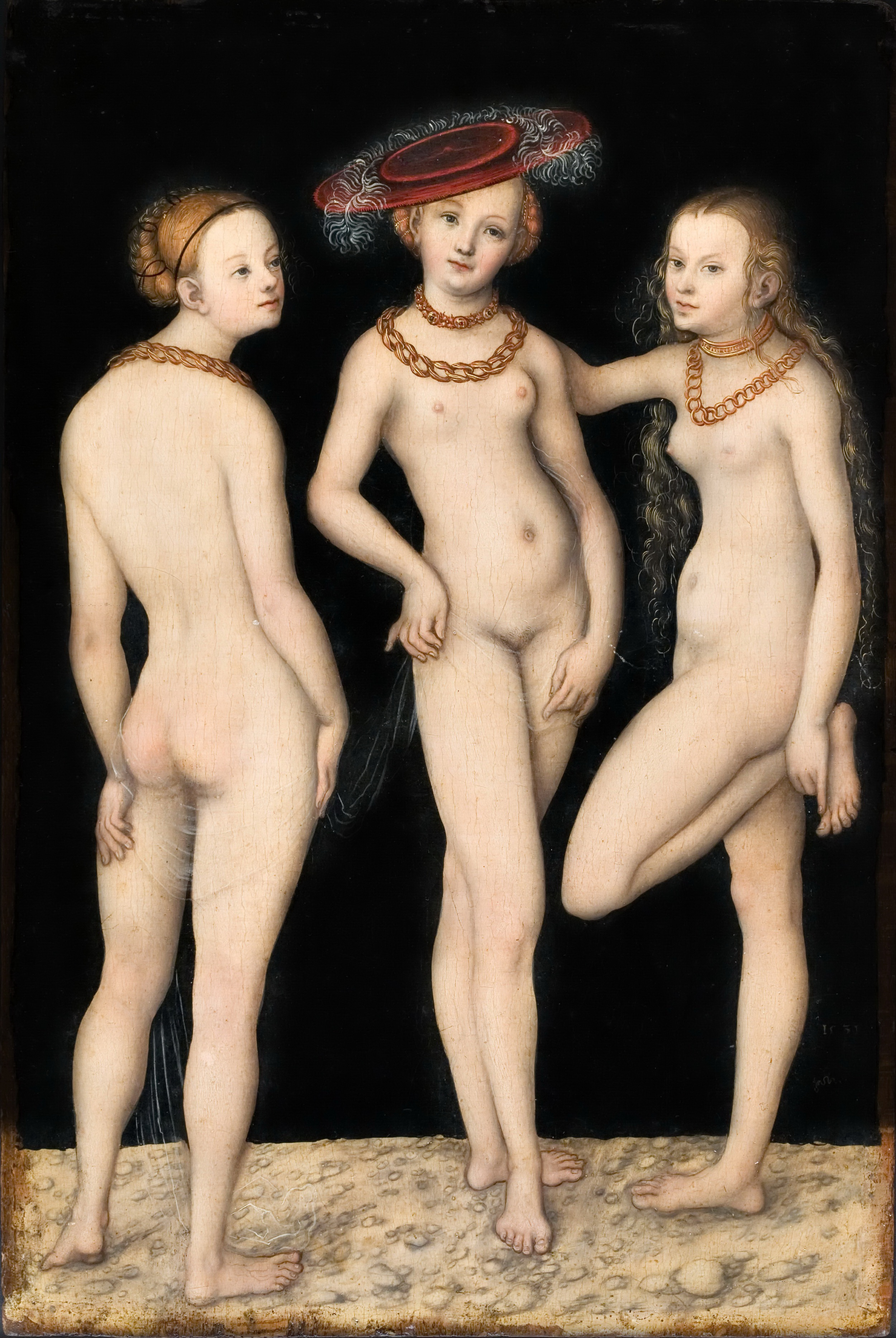
『三美神』、ルーカス・クラナッハ (1516年)
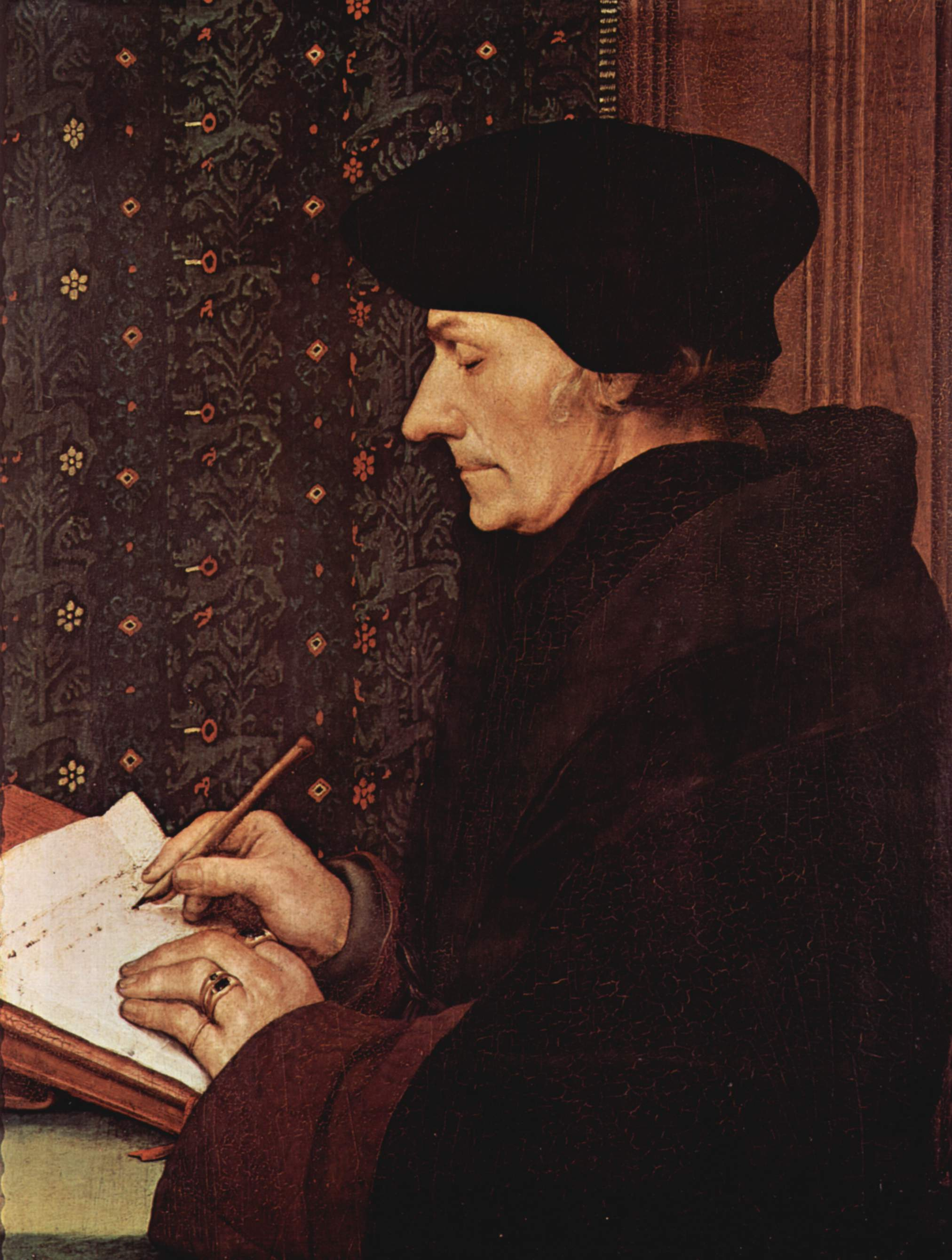
『ロッテルダムのエラスムスの肖像』、ハンス・ホルバイン（1528年）
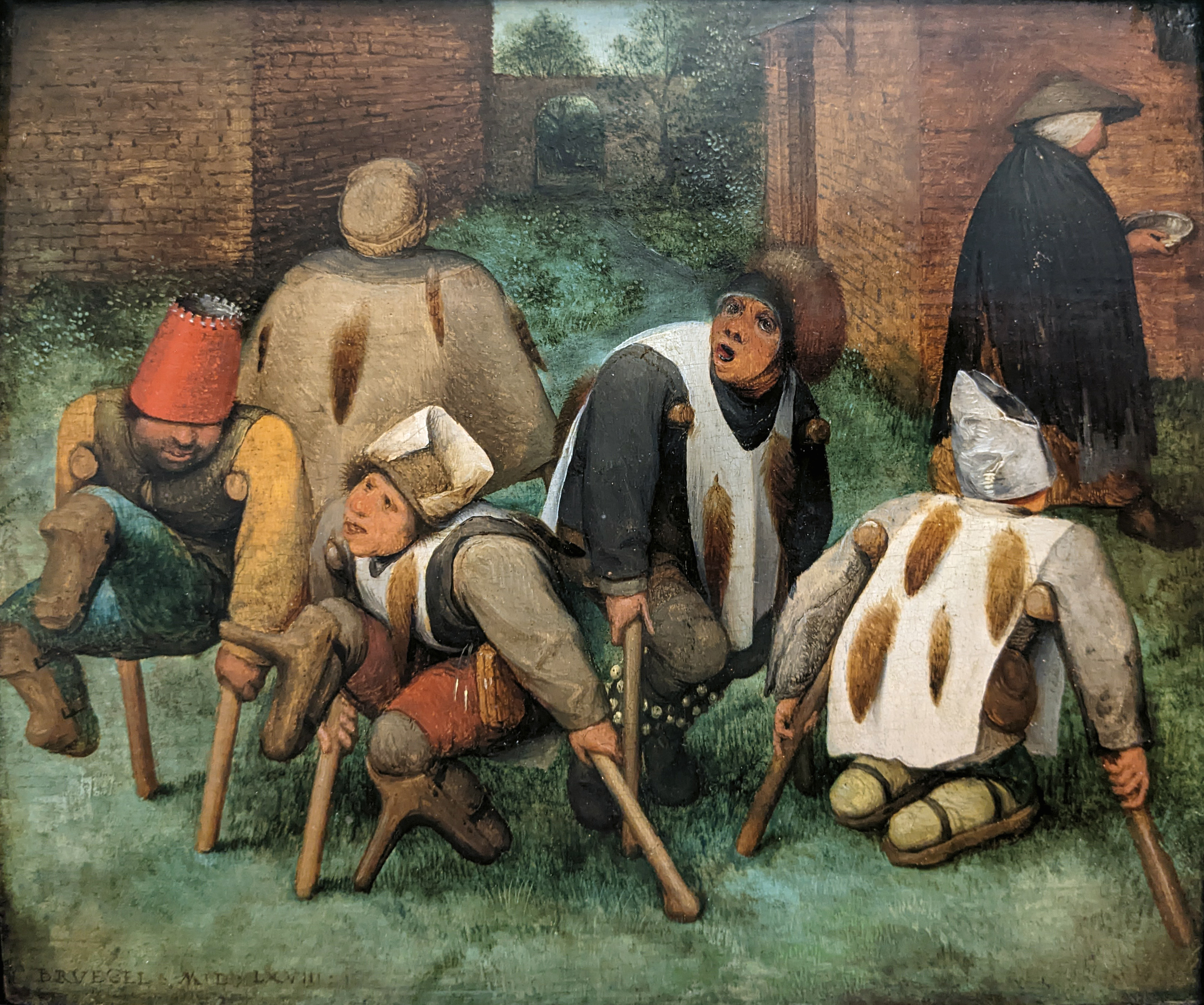
『足なえたち』、ピーテル・ブリューゲル (1568年)
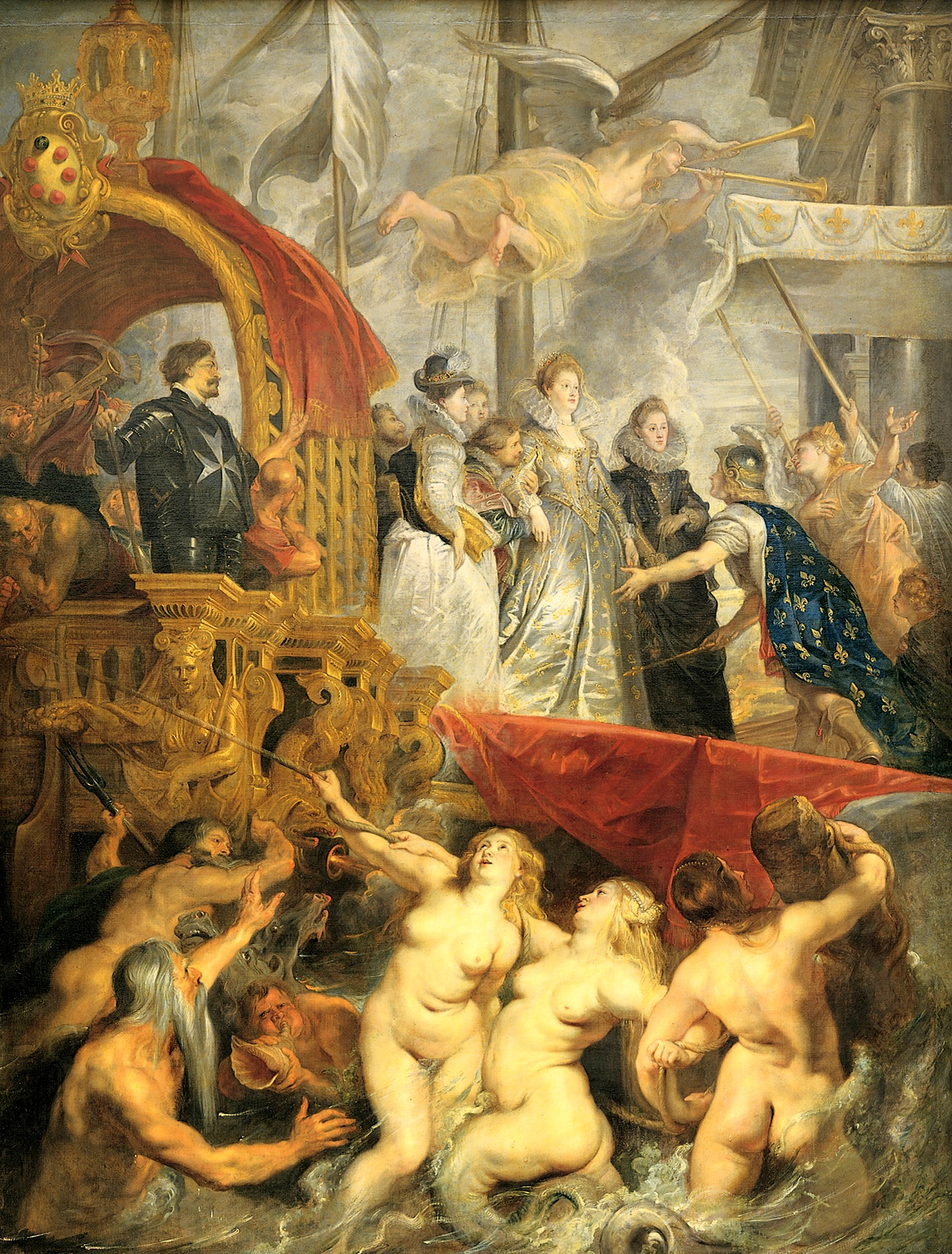
『マリー・ド・メディシスのマルセイユ上陸』、ルーベンス（1622-1624年）
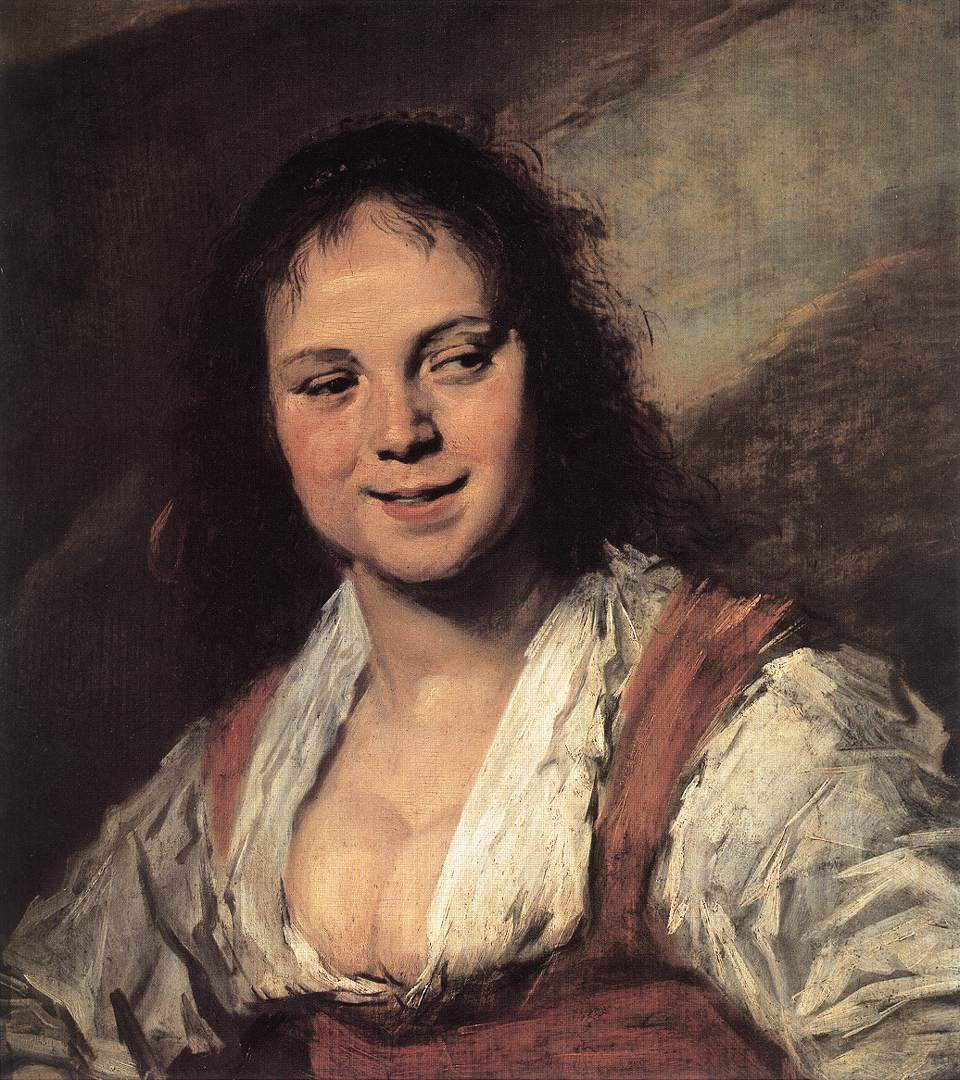
『ジプシー女』、フランス・ハルス（1628-1630年）
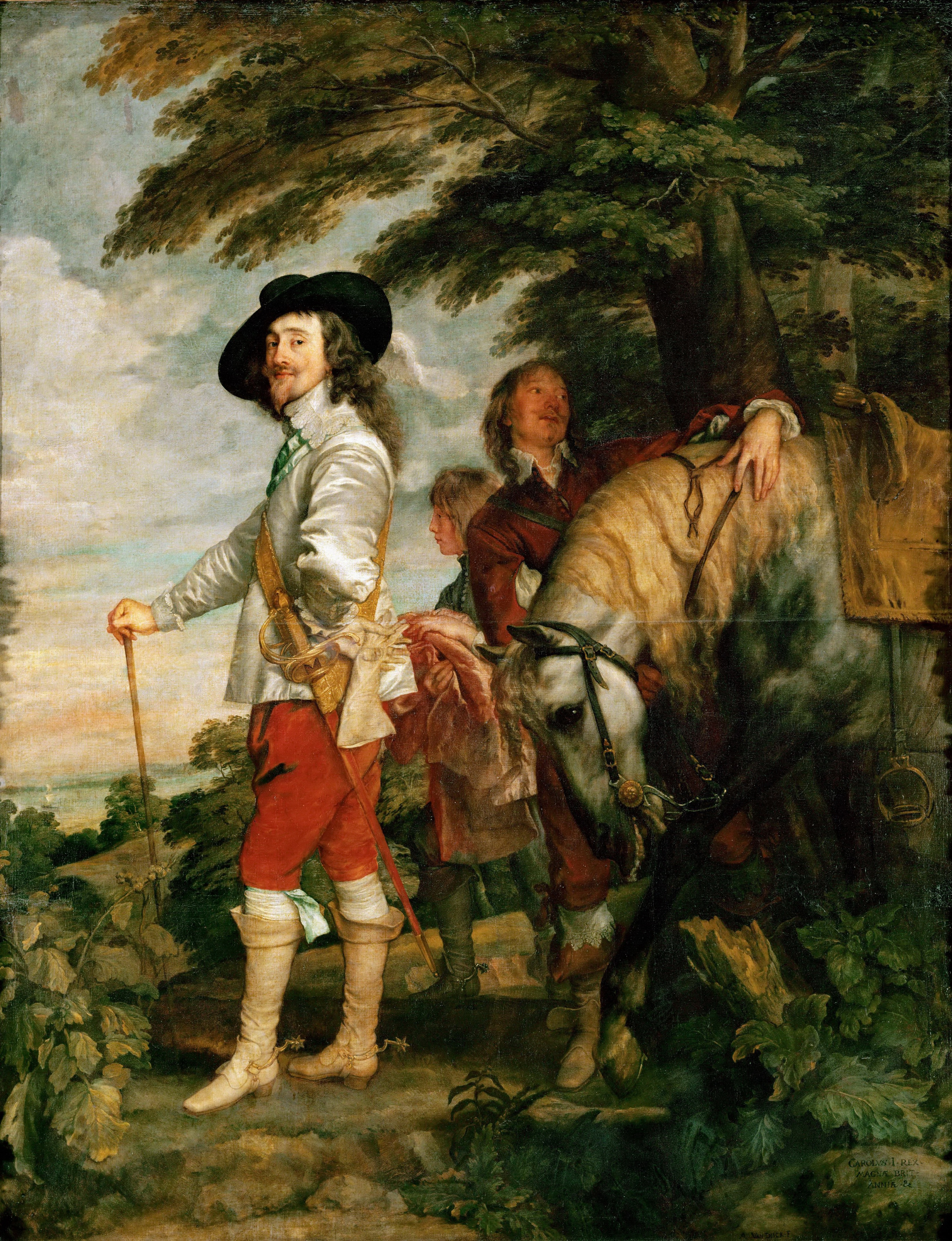
『狩猟場のチャールズ1世』、アンソニー・ヴァン・ダイク（1635年）
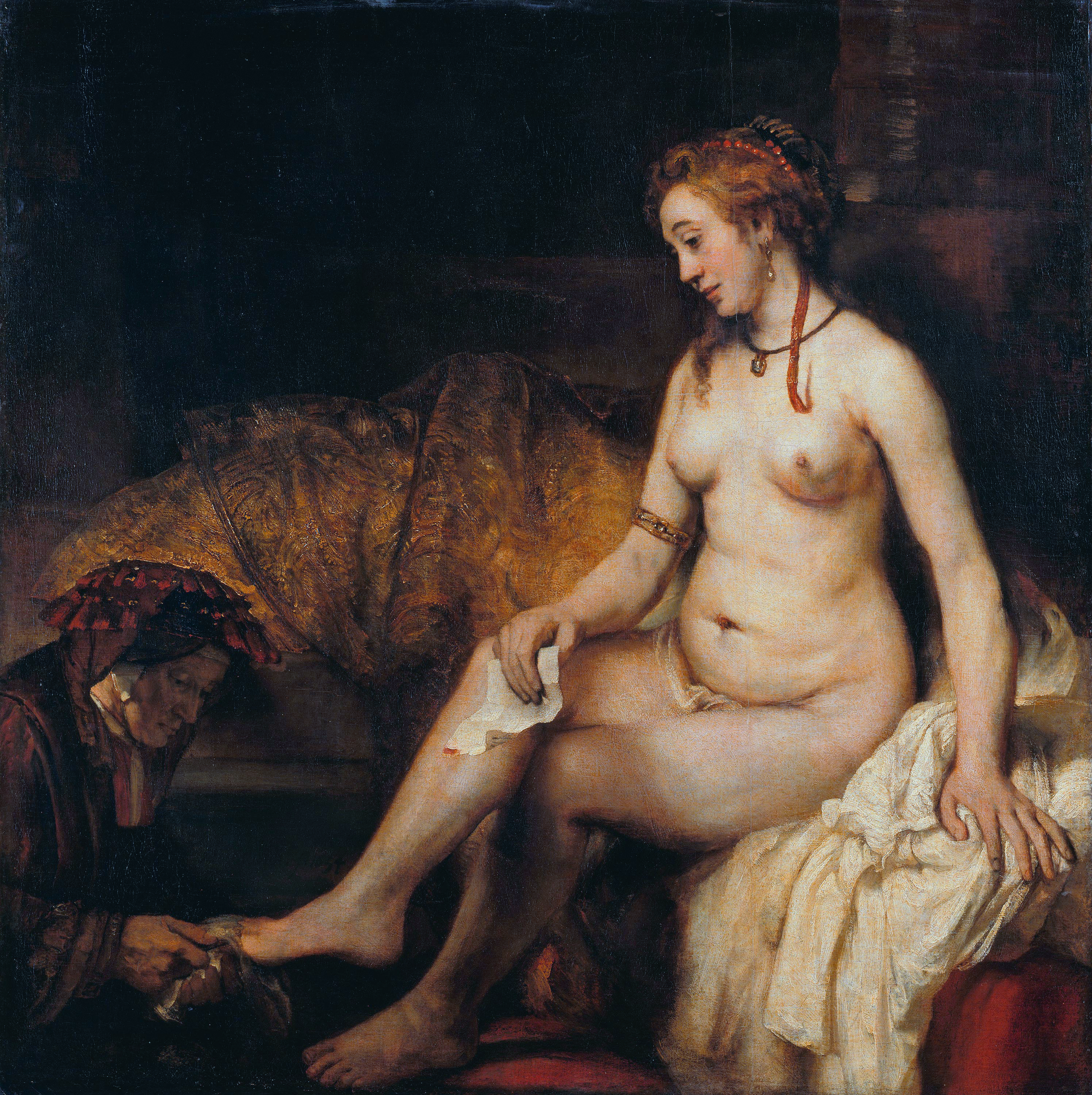
『ダビデ王の手紙を手にしたバテシバの水浴』、レンブラント（1654年）
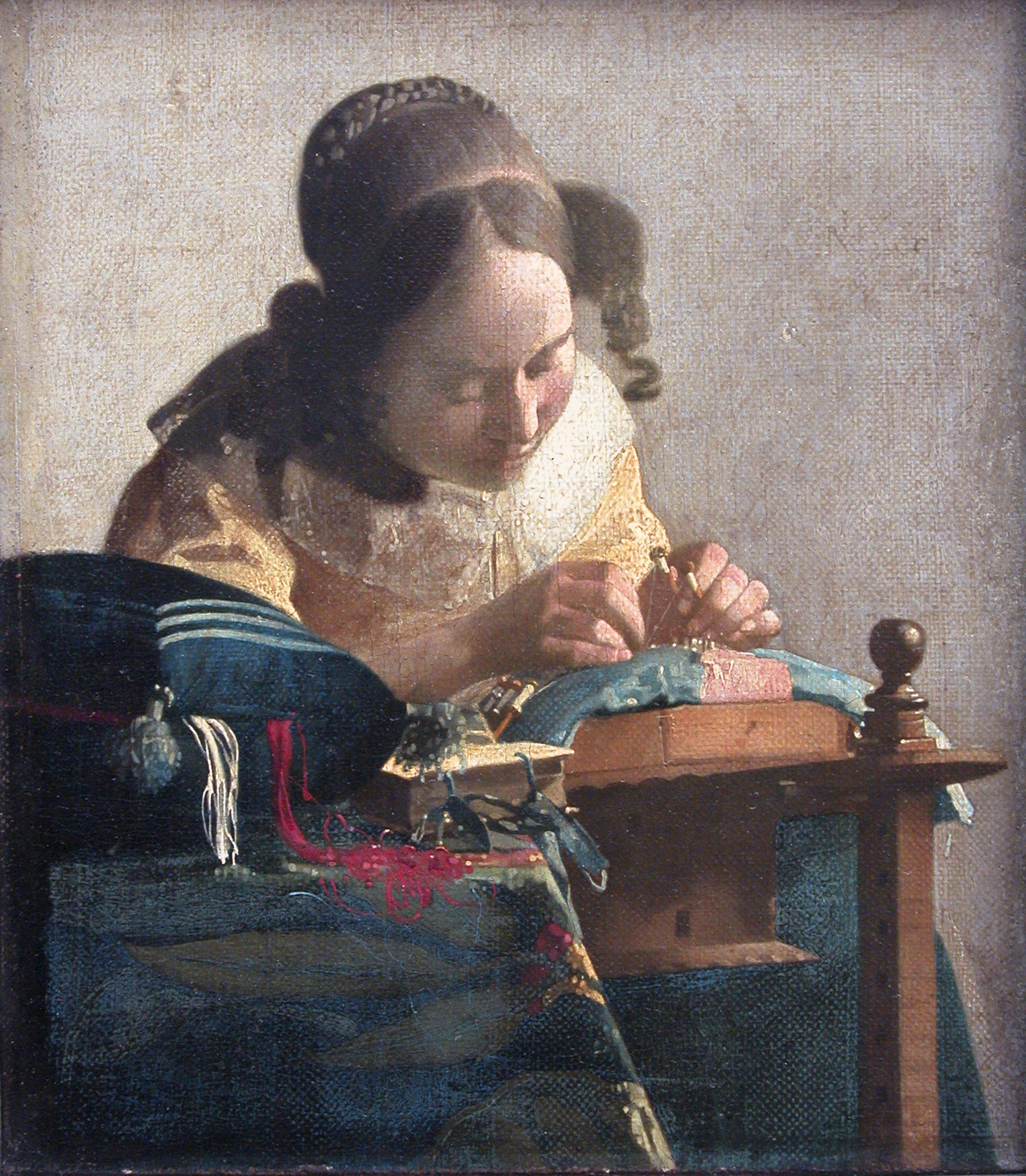
『レースを編む女』、フェルメール（1664年）
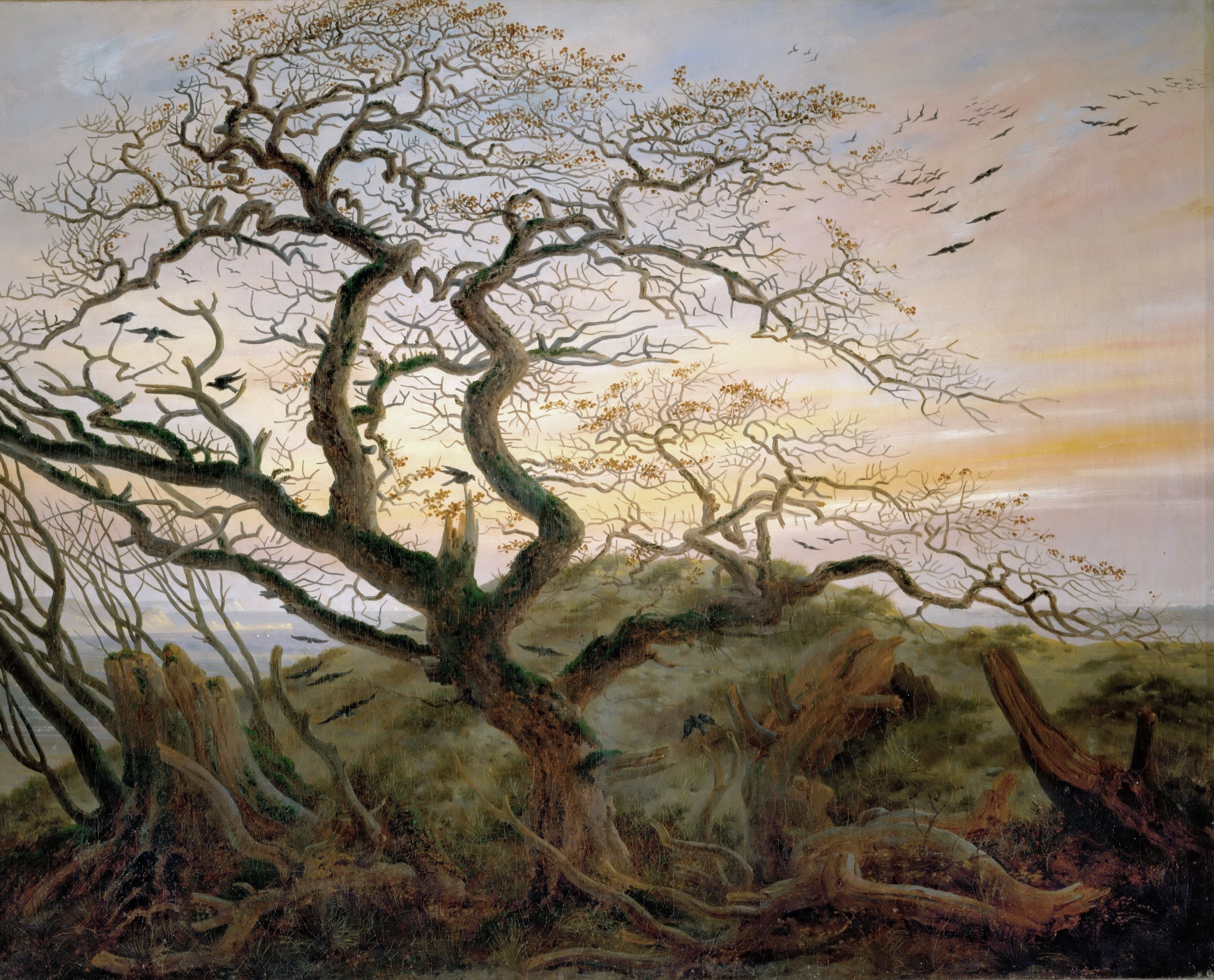
『カラスのいる木』、カスパー・ダーヴィト・フリードリヒ（1822年ごろ）

#### イタリア絵画

『荘厳の聖母』、チマブーエ（1280年ごろ）
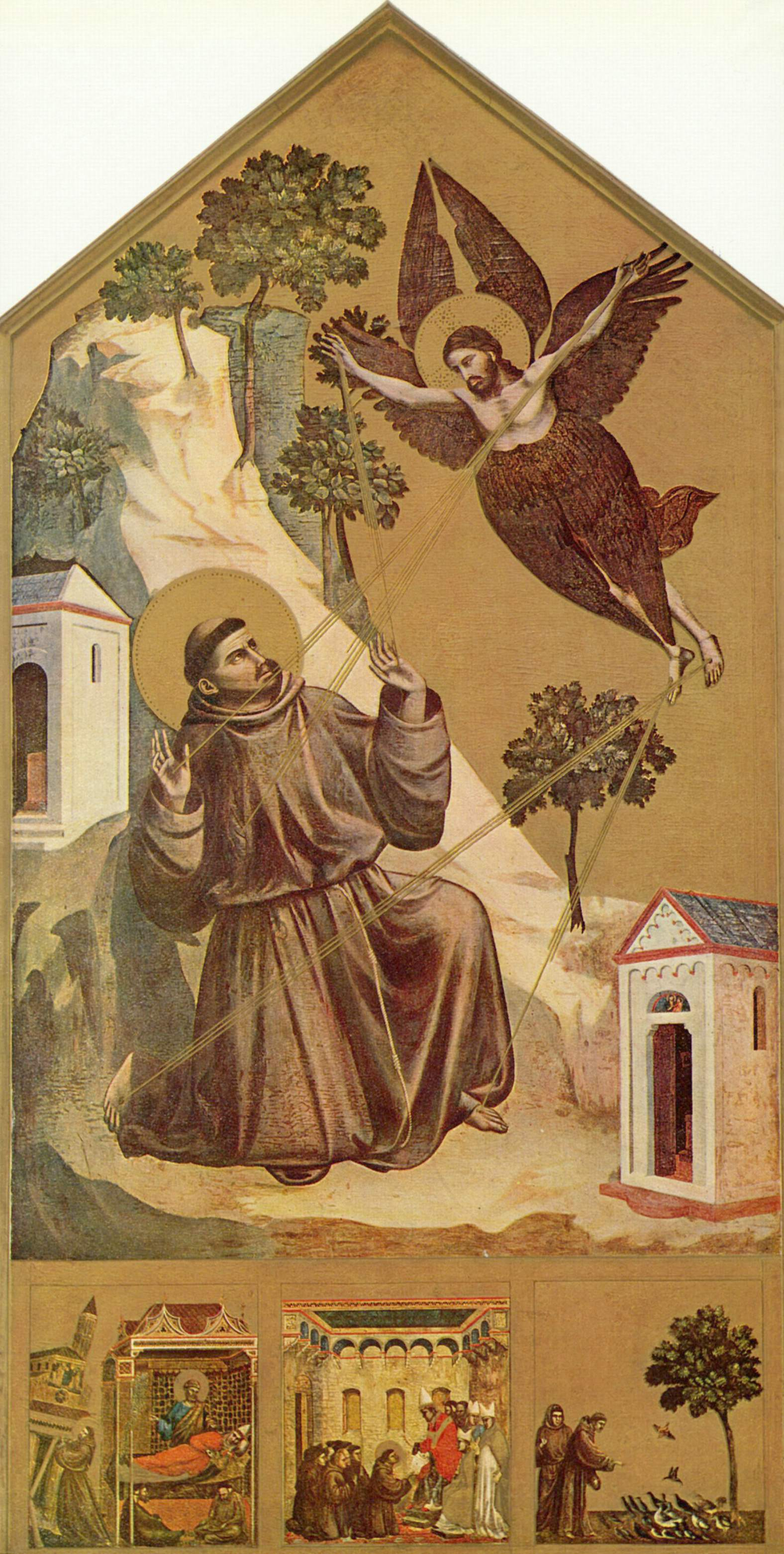
『聖痕を受ける聖フランチェスコ』、ジョット・ディ・ボンドーネ（1295-1300年）
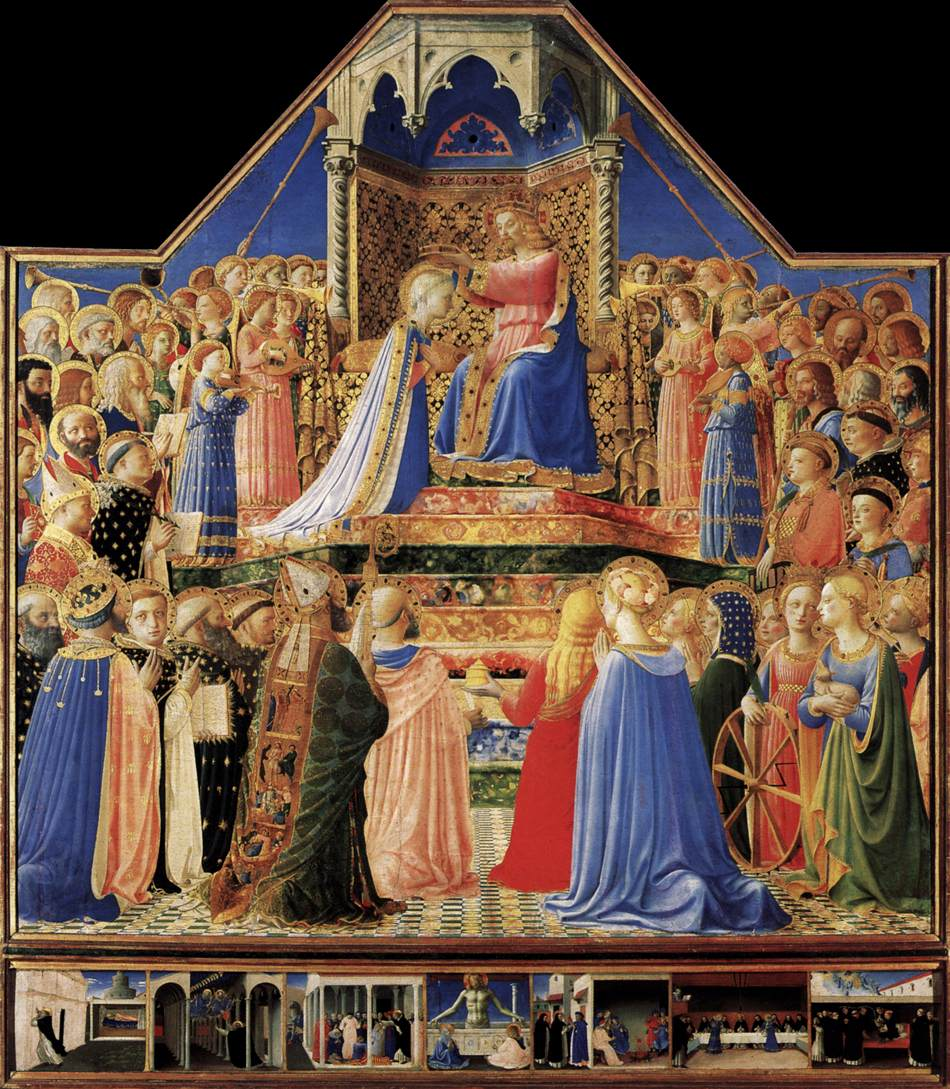
『聖母戴冠』、フラ・アンジェリコ（1434-1435年）
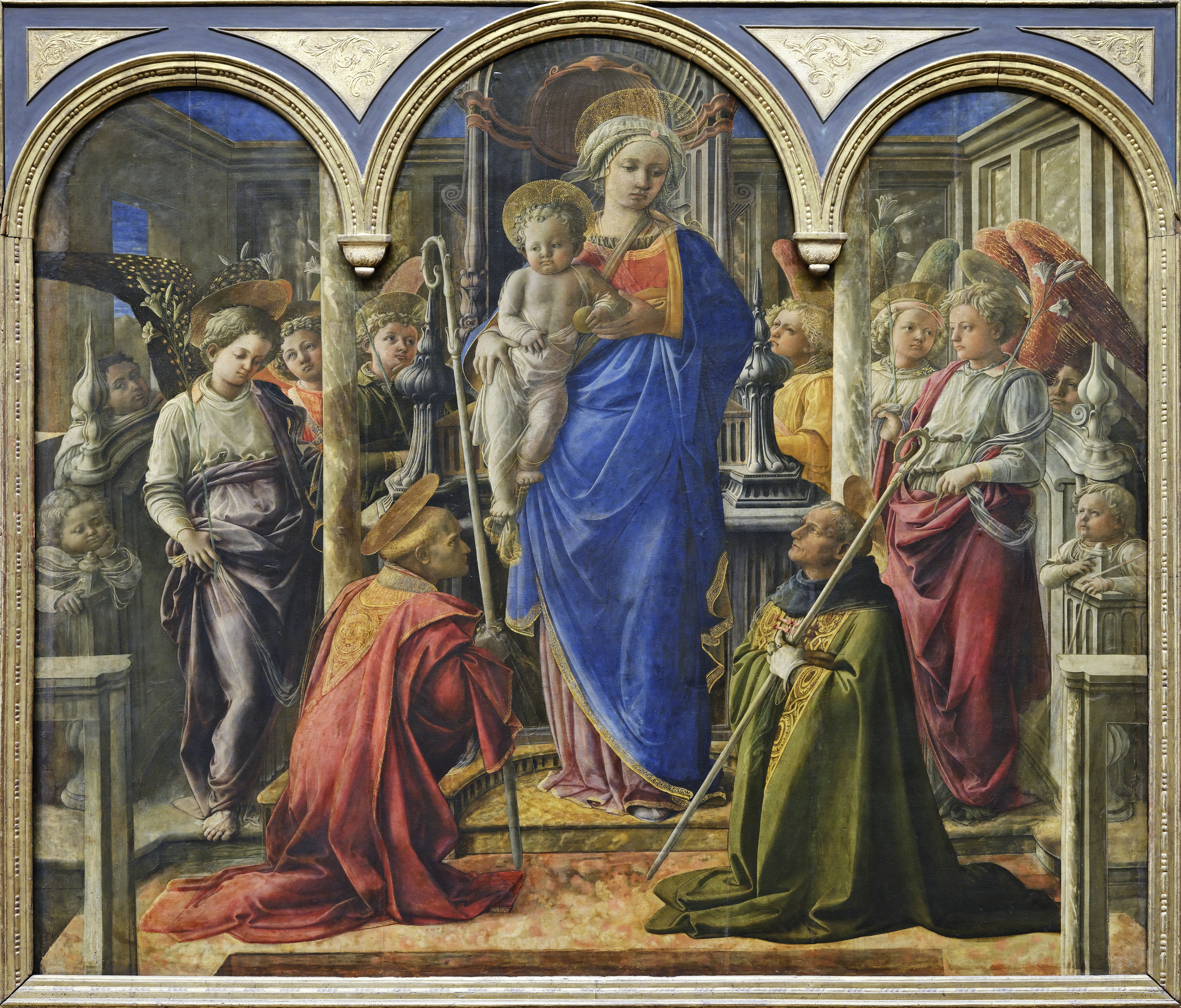
『バルバドーリ祭壇画』、フィリッポ・リッピ（1438年）
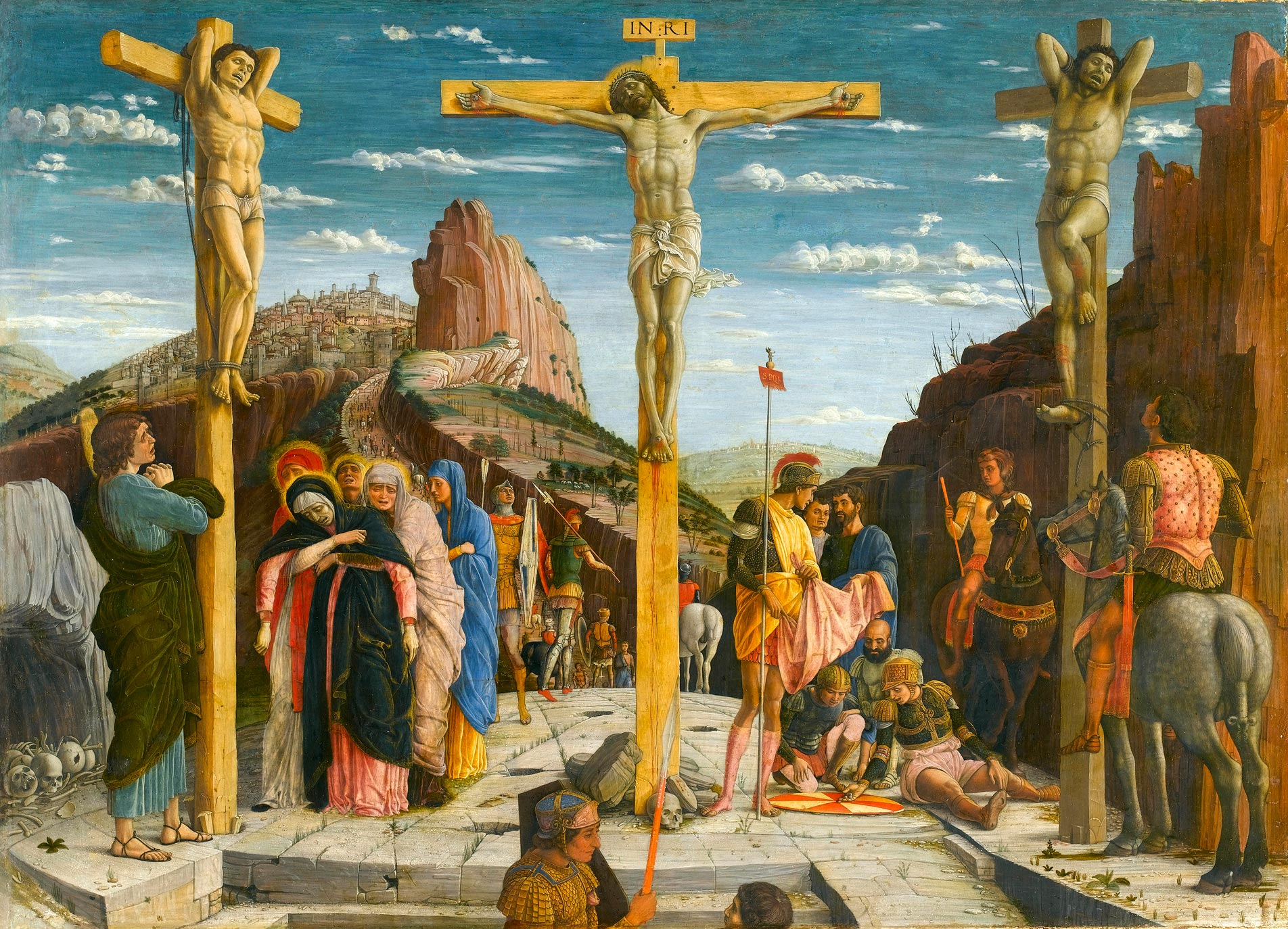
『磔刑』、マンテーニャ（1459年）
『若い婦人に贈り物をするヴィーナスと三美神』、サンドロ・ボッティチェッリ（1483-1486年）
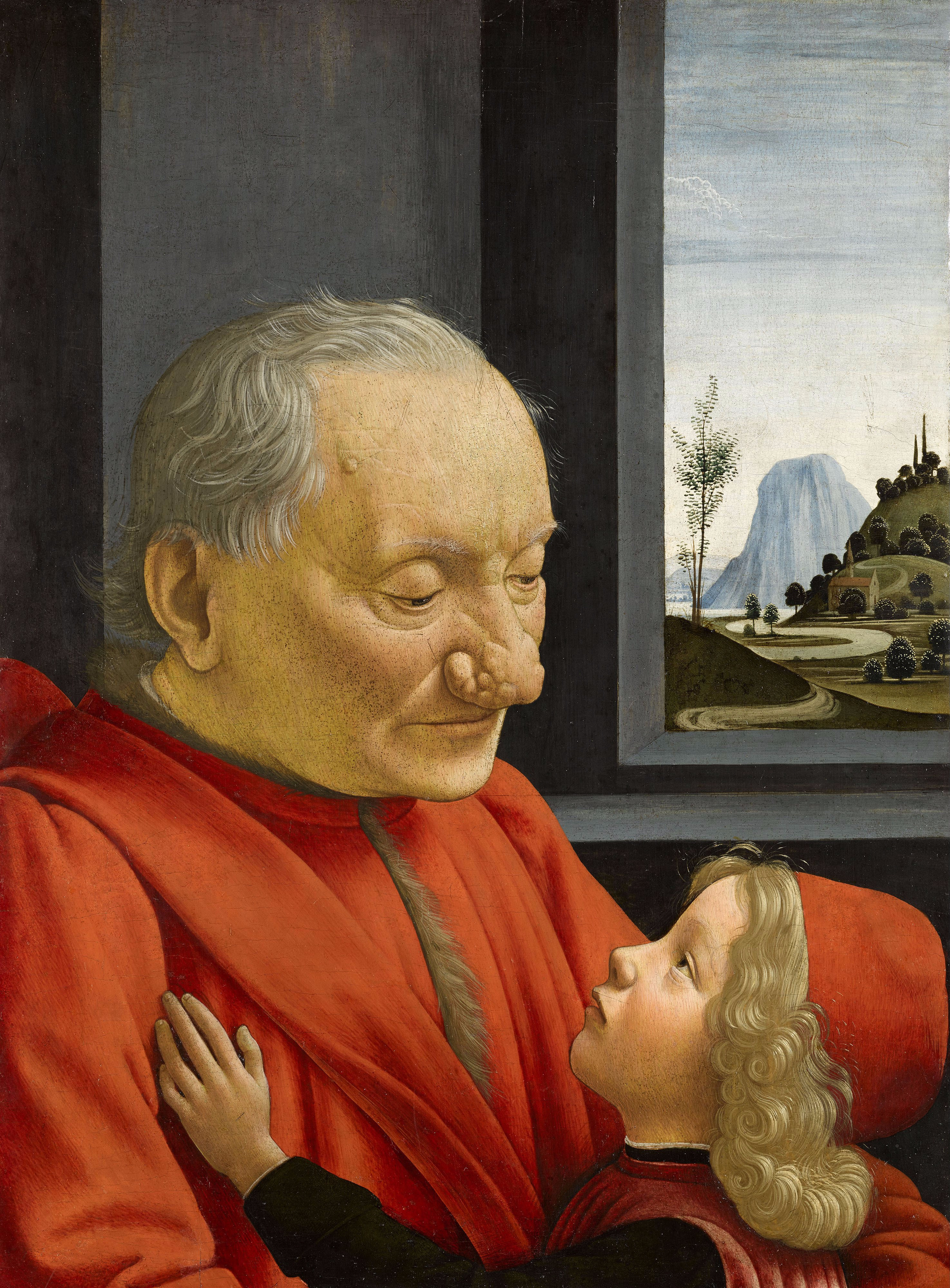
『老人と孫』、ドメニコ・ギルランダイオ（1490年）
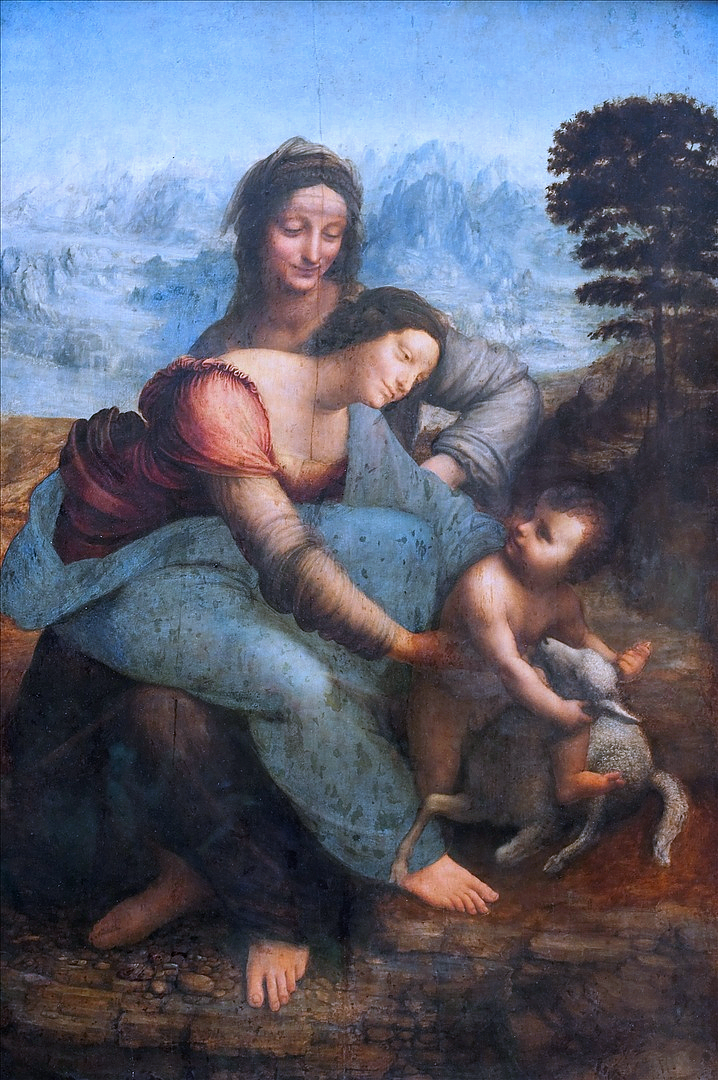
『聖アンナと聖母子』、レオナルド・ダ・ヴィンチ（1508年ごろ）
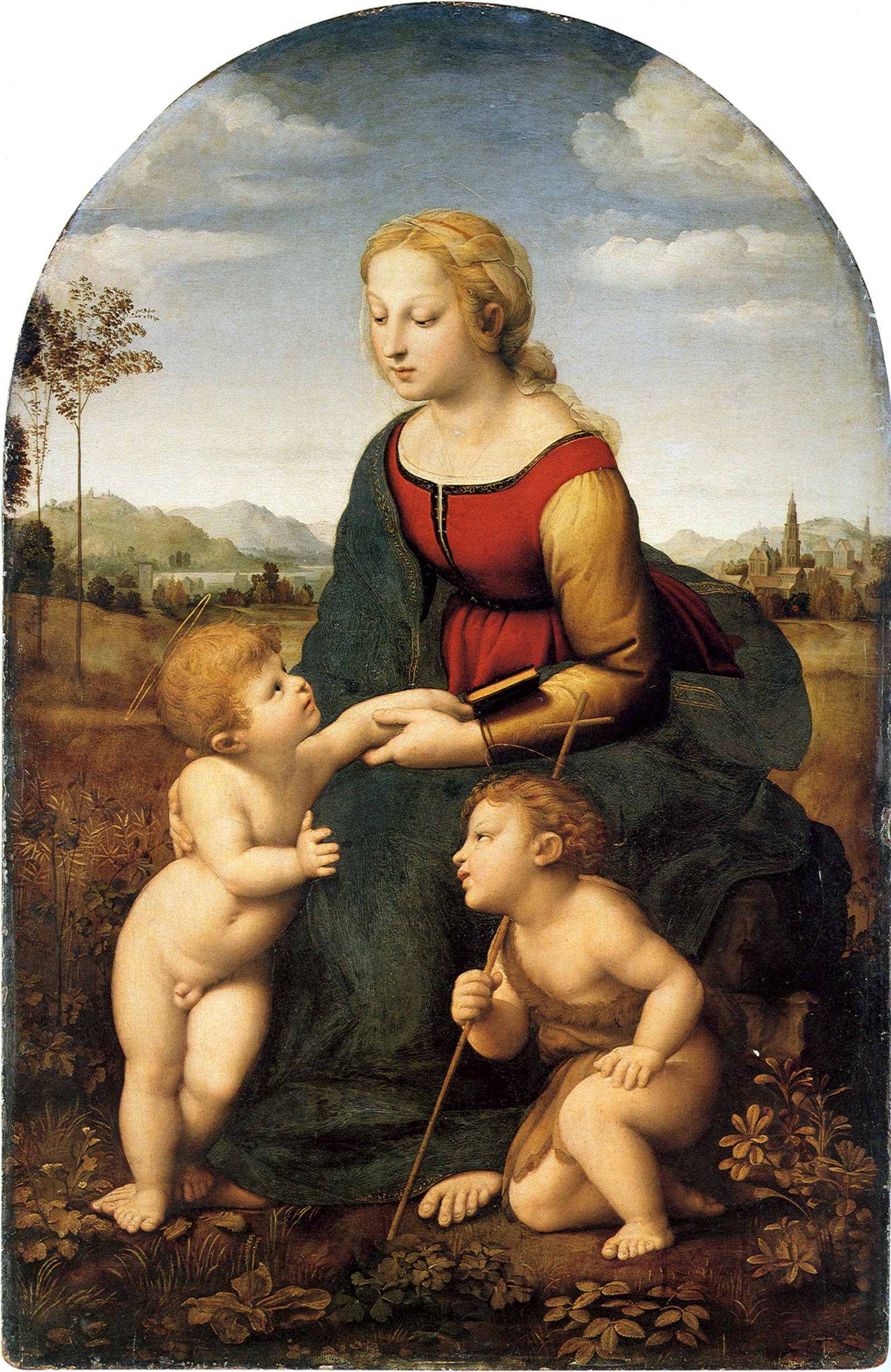
『美しき女庭師』、ラファエロ（1507年 - 1508年）
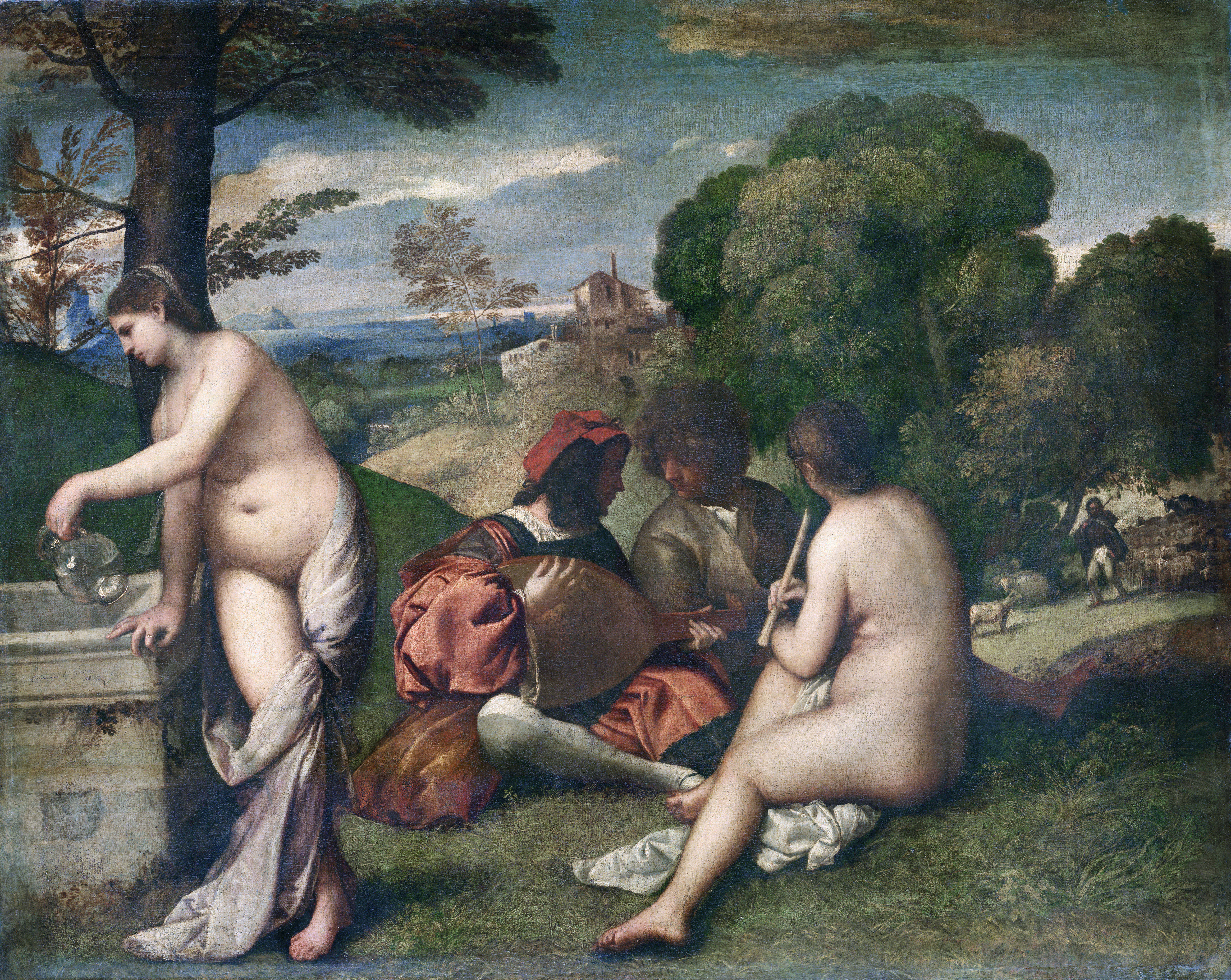
『田園の奏楽』、ティツィアーノ（1510年）
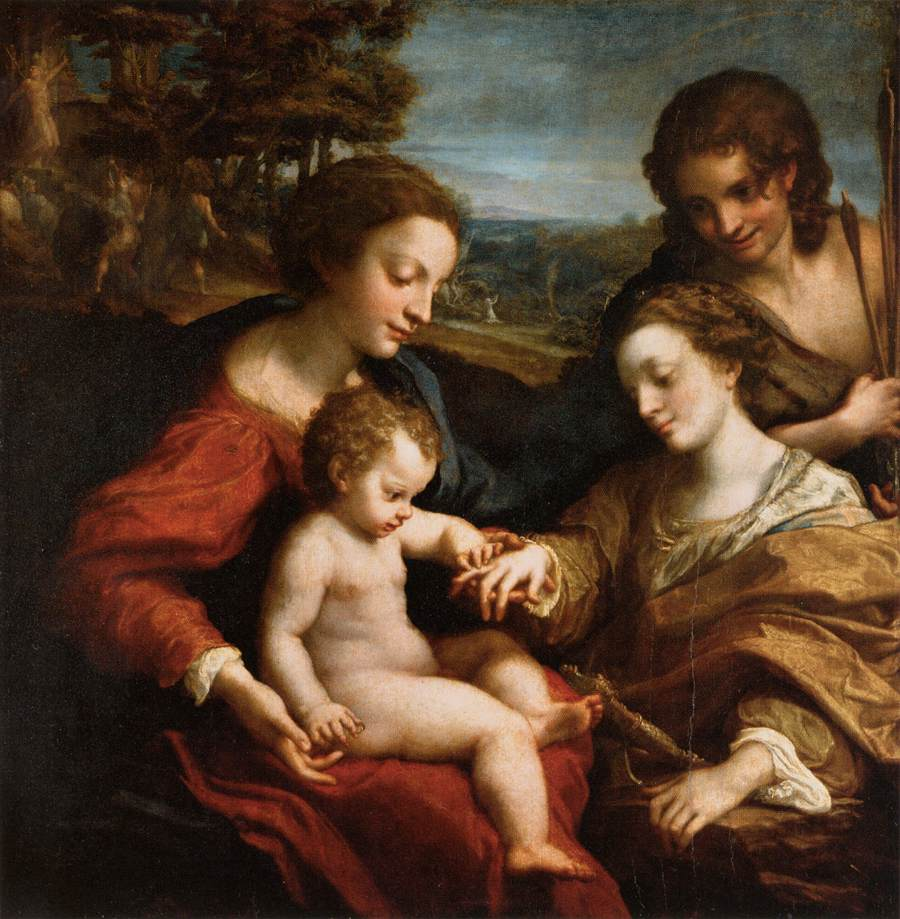
『聖カタリナの神秘の結婚と聖セバスティアヌス』、コレッジョ（1526年–1527年頃）
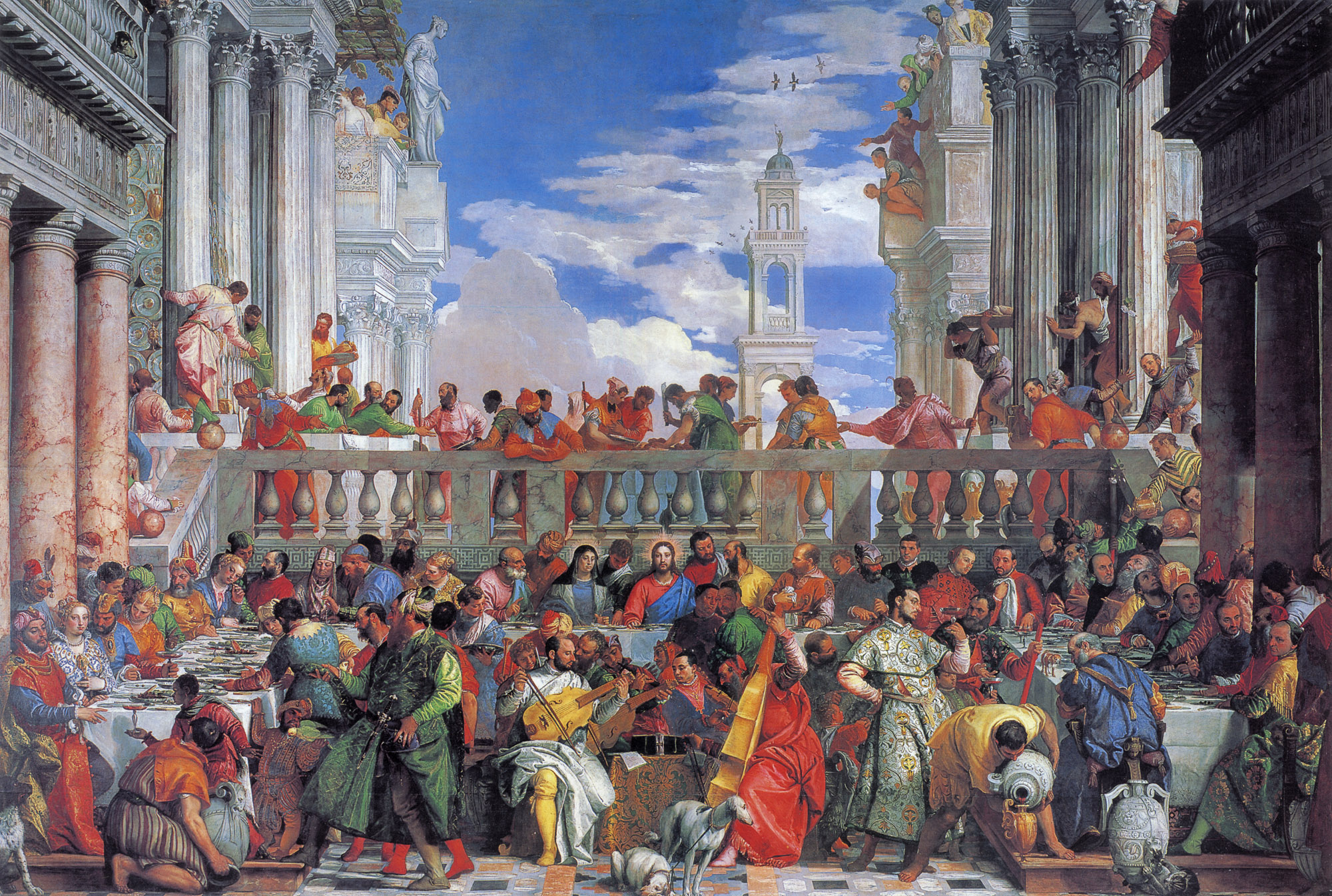
『カナの婚礼』、パオロ・ヴェロネーゼ（1563年）
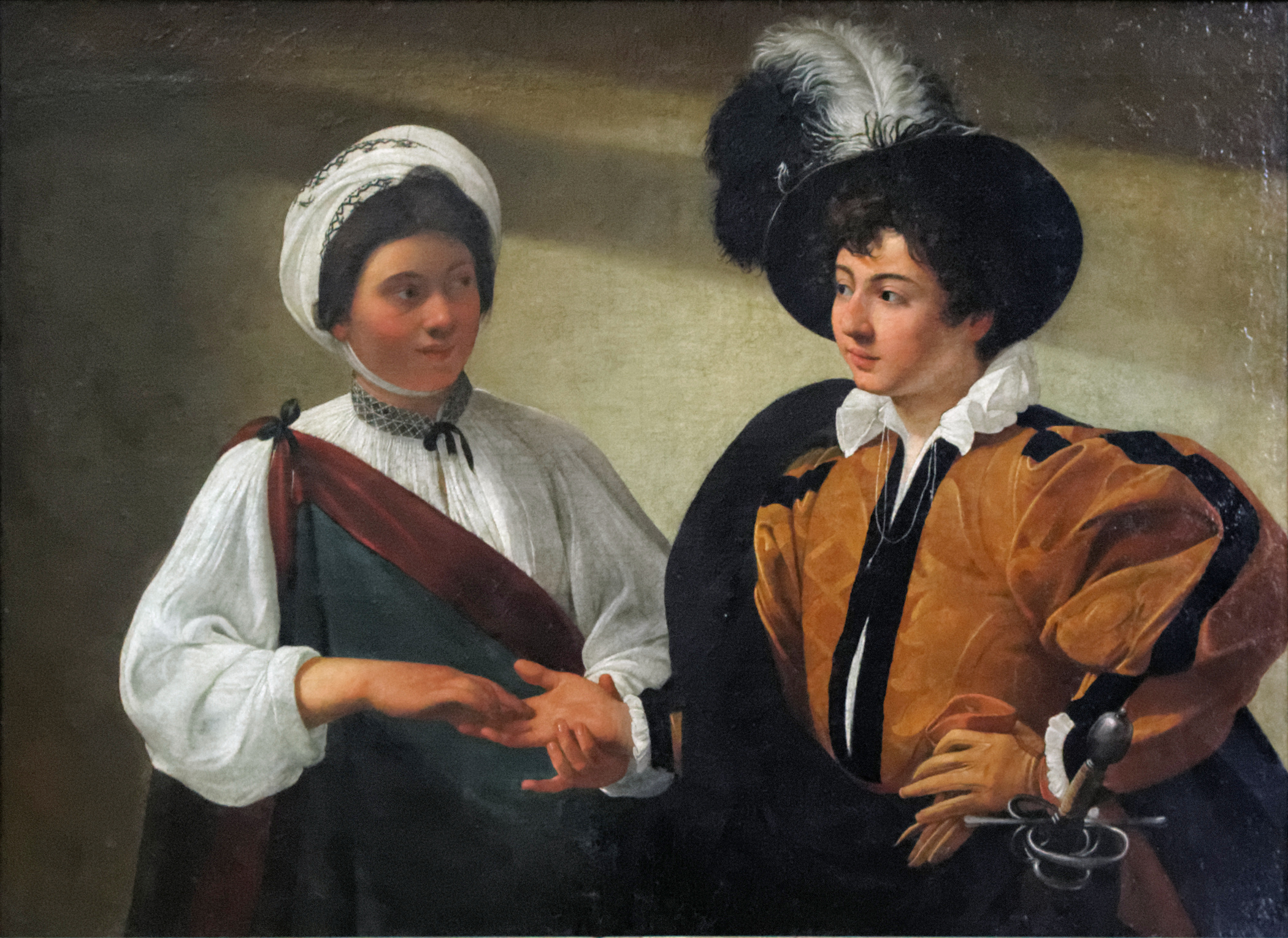
『女占い師』、カラヴァッジョ（1595年ごろ）
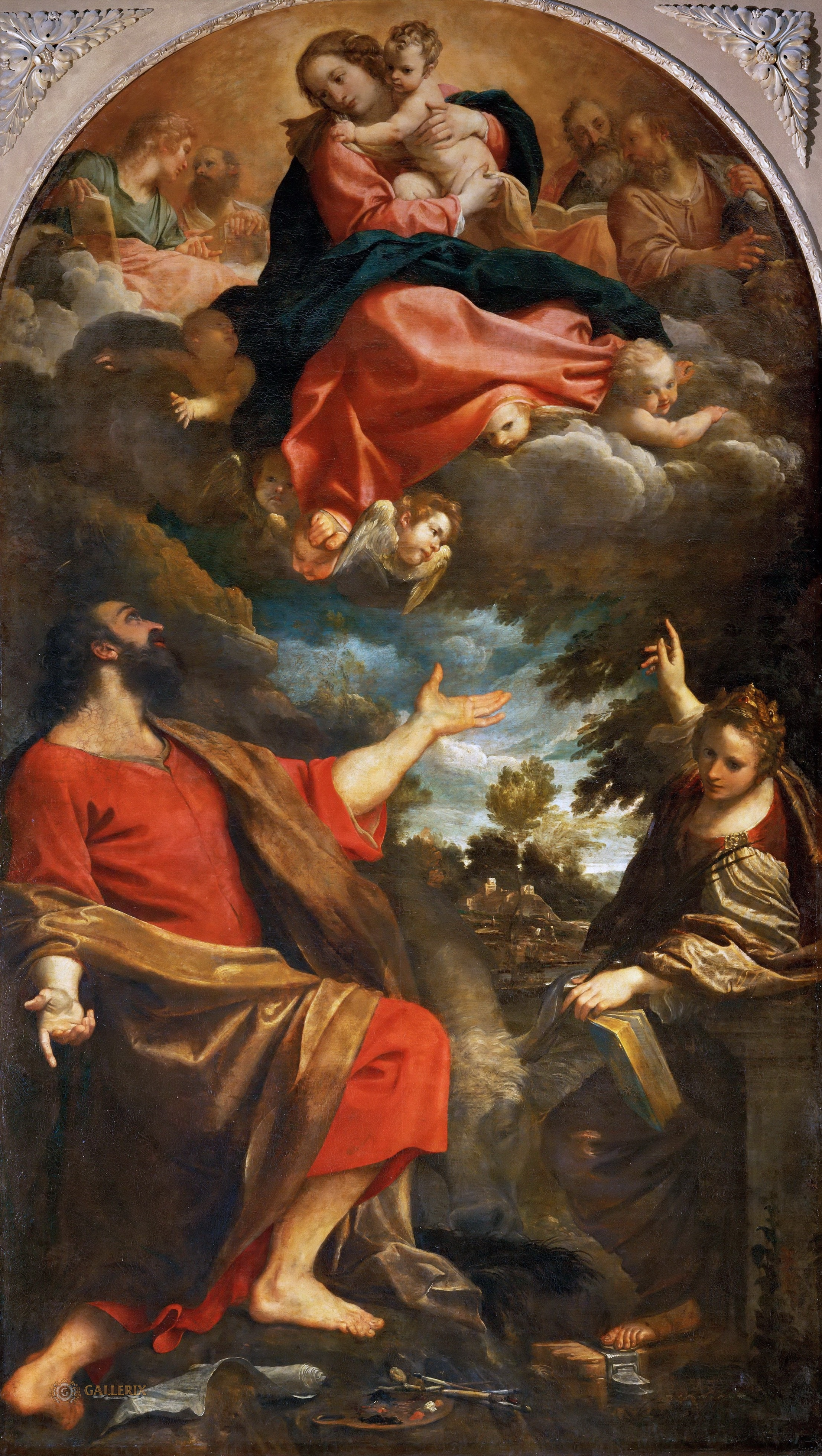
『聖ルカと聖カタリナの前に現れる聖母』、アンニーバレ・カラッチ（1592年）
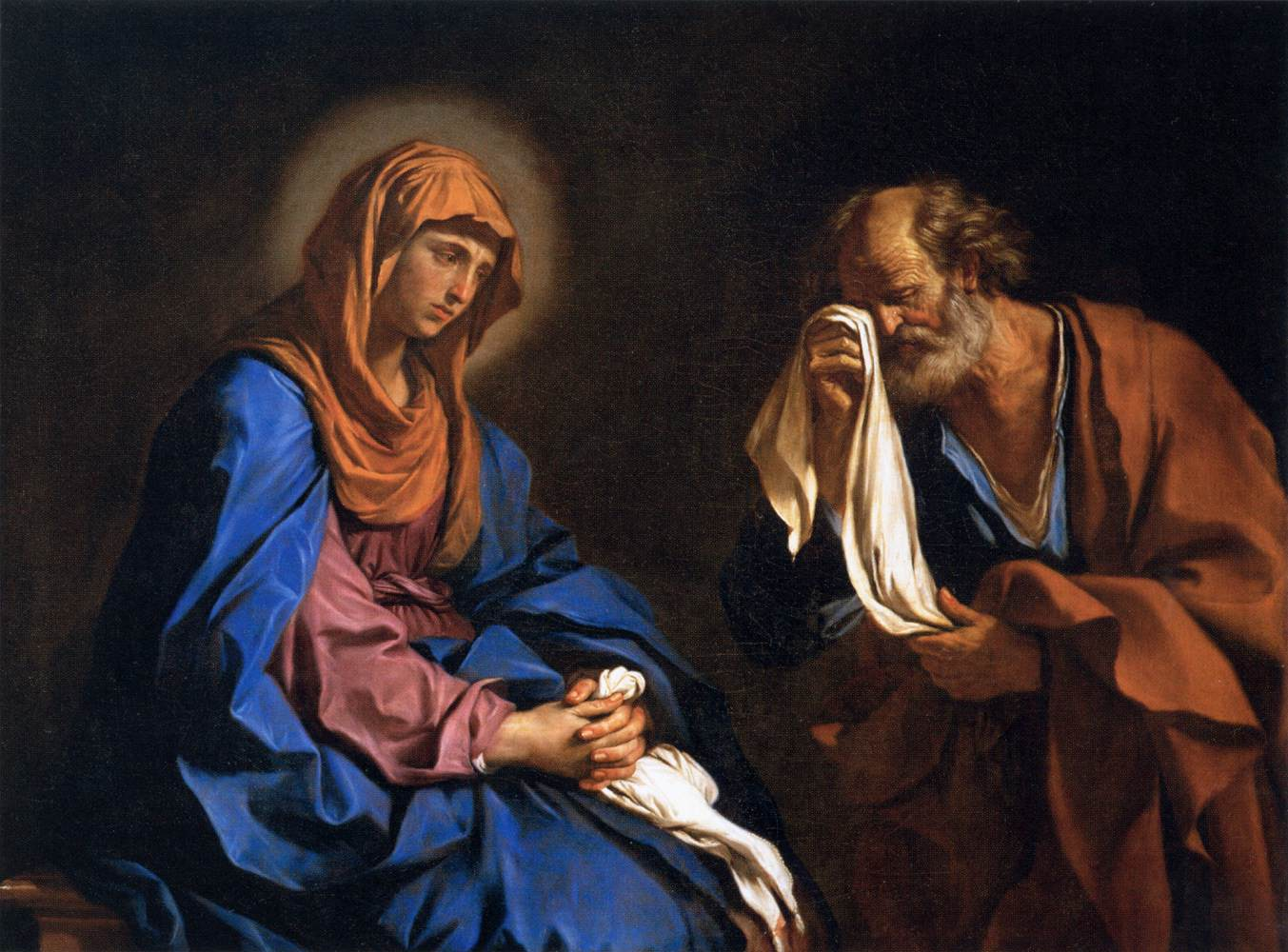
『聖ペテロの涙』、グエルチーノ（1647年）

#### スペイン絵画

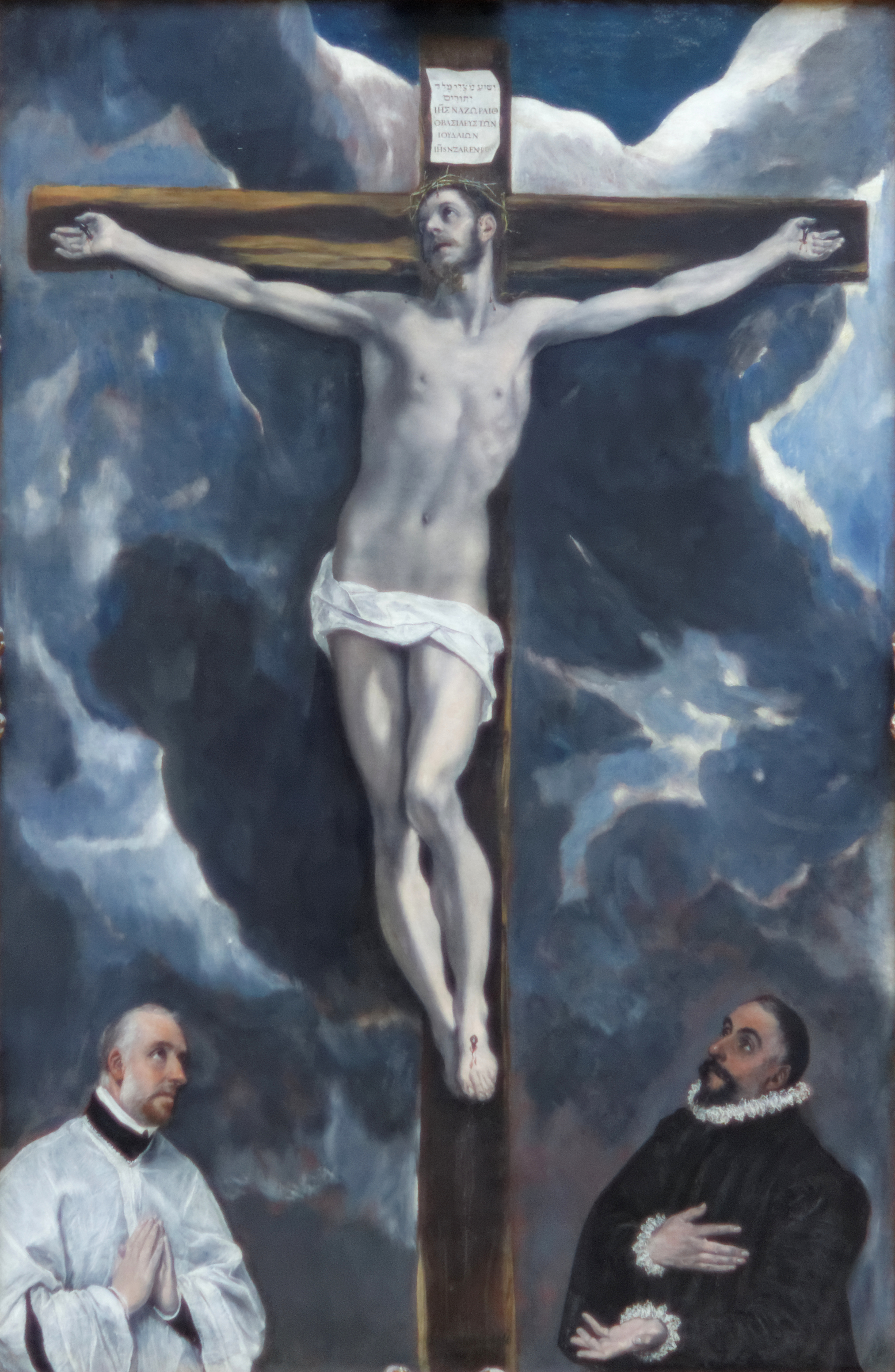
『十字架上のキリストと礼拝する2人の寄進者』、エル・グレコ（1590年頃）
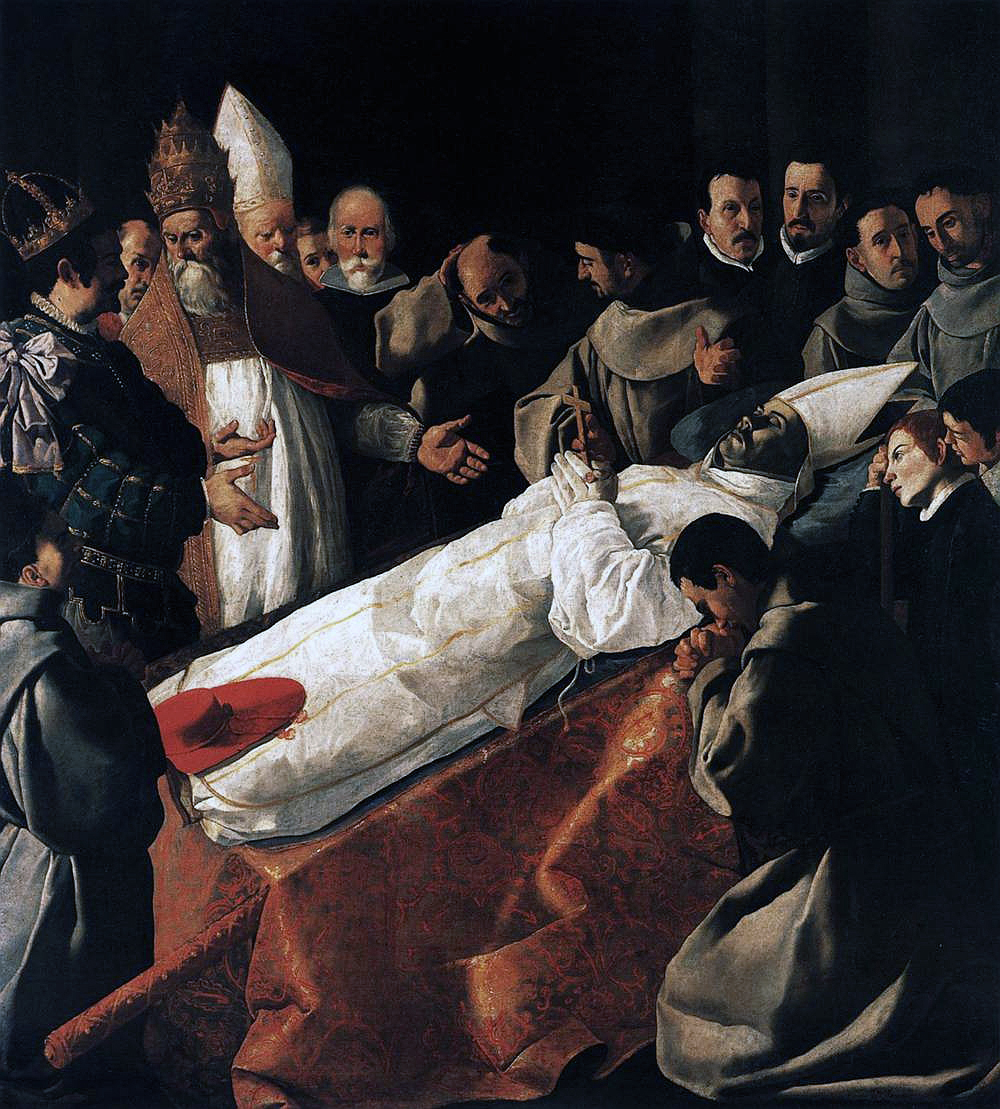
『聖ボナヴェントゥーラの遺体安置』、フランシスコ・デ・スルバラン（1629年）
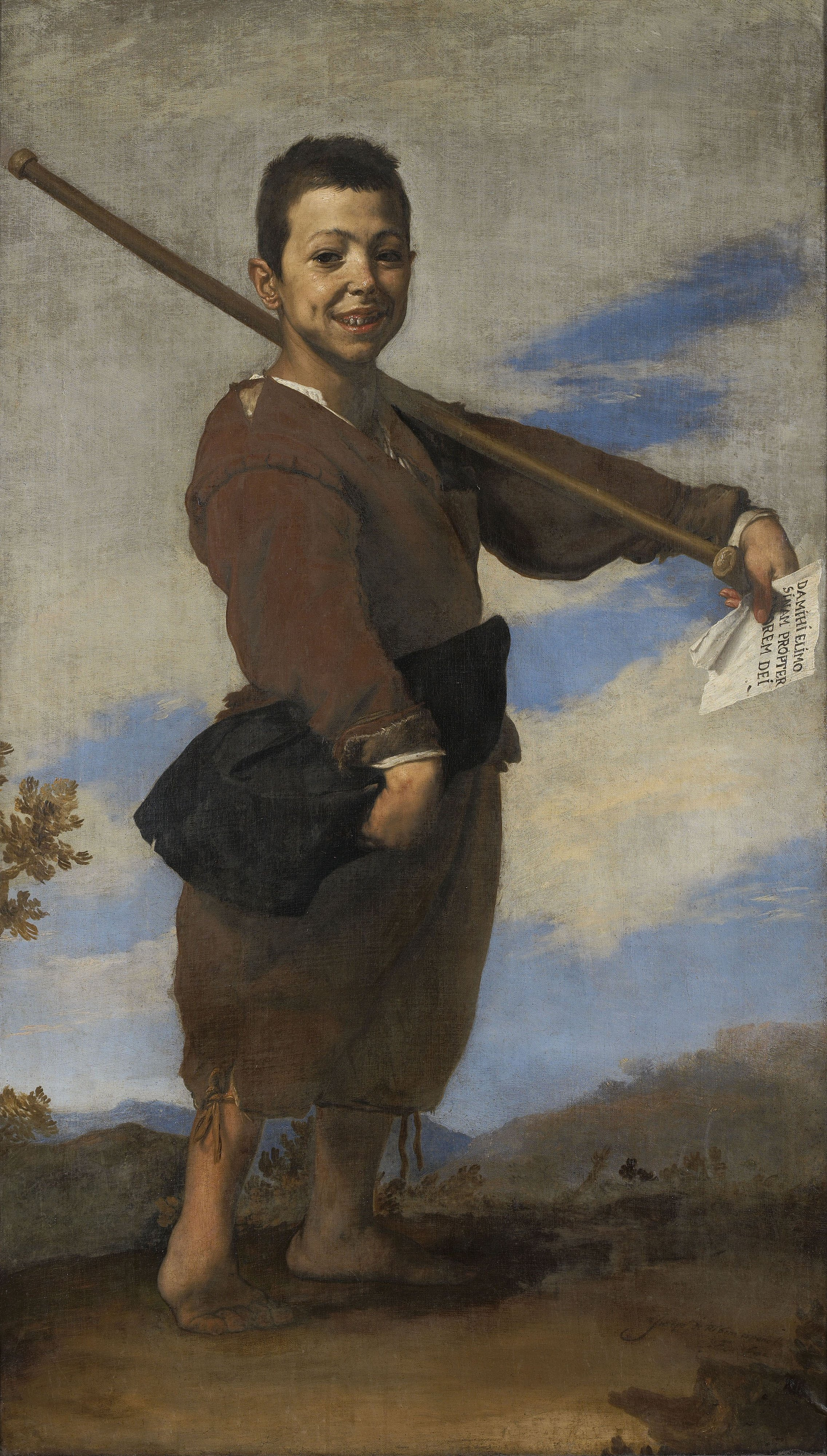
『えび足の少年』、ホセ・デ・リベーラ（1642年）
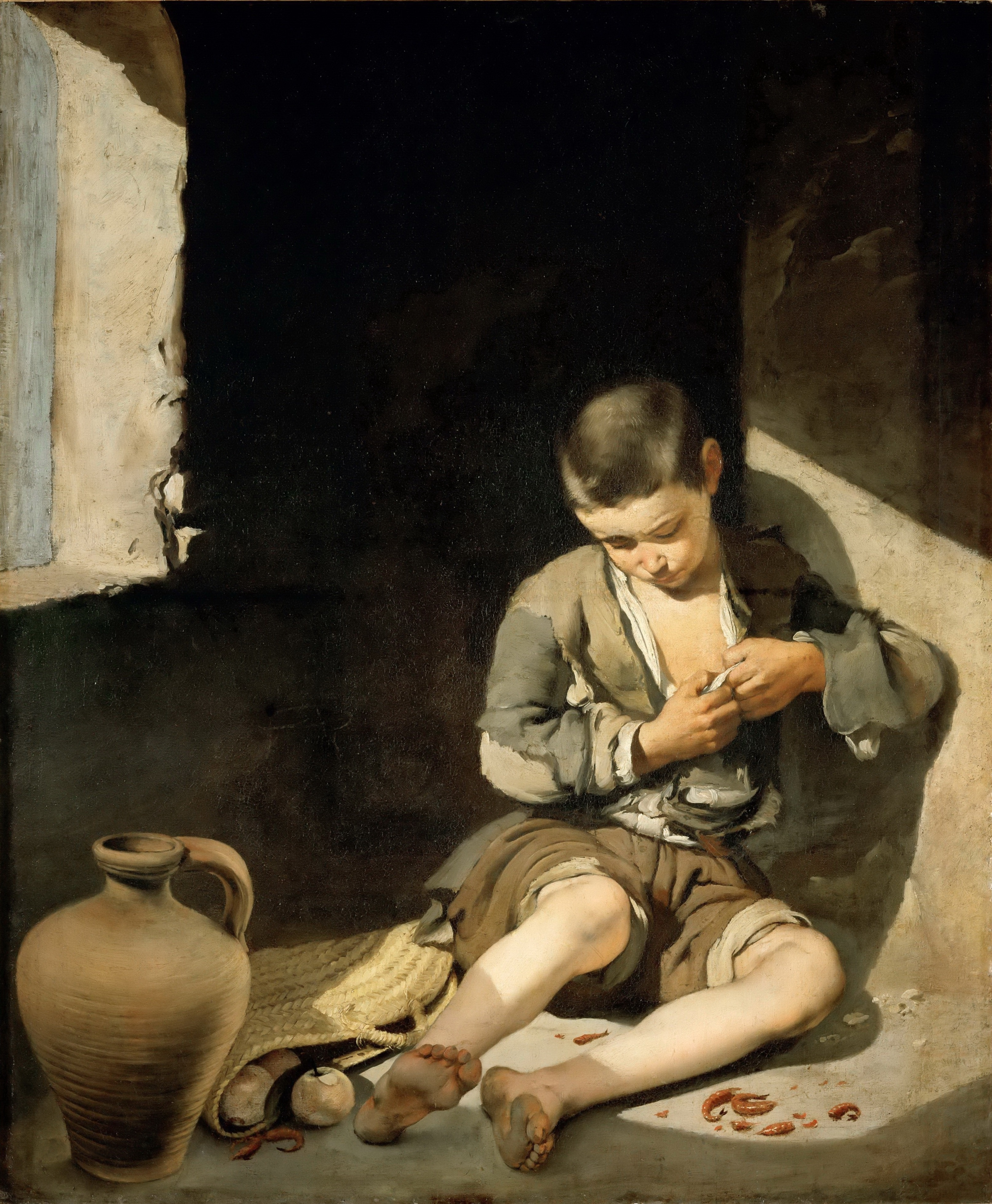
『乞食の少年』、バルトロメ・エステバン・ムリーリョ（1645-1650年）
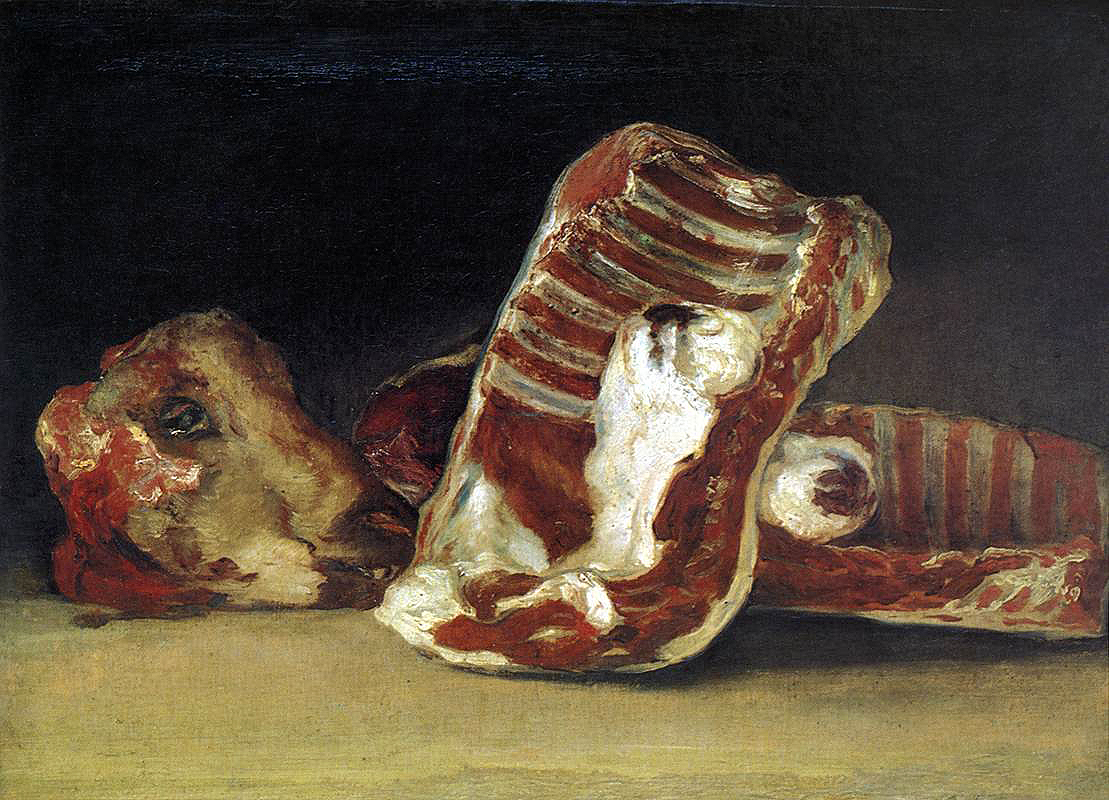
『羊の頭のある静物』、フランシスコ・デ・ゴヤ (1812年)

### 素描・版画部門
素描・版画部門には、紙を素材とした美術品である、デッサン、パステル画、ミニアチュール、版画、本、写本、書簡、リトグラフなどが収蔵されている。コレクションの基礎となったのは、8,600点にのぼる王室コレクション (Cabinet du Roi) で、その後、1806年のフィリポ・バルディヌッチのプライベート・コレクションの遺贈などによって、1,200点ほどの作品が追加、購入されていった。素描・版画部門が創設されたのは1797年8月5日のことで、このときにはアポロン・ギャラリーに415点の作品が展示された。素描・版画部門は3つの部局に分けられている。コレクションの中核をなす王室コレクション、1,400点あまりの王室コレクション由来の銅版画板、そしてエドモンド・ベンジャミン・ロスチャイルドが遺贈した、4,000点の版画（エングレービング）、3,000点の絵画、500点の装飾本である。2012年現在では、その製作技法、および素材の紙が光に弱いために常設展示はされておらず、特別な閲覧か企画展のときのみに、厳重な環境管理下で公開されている。

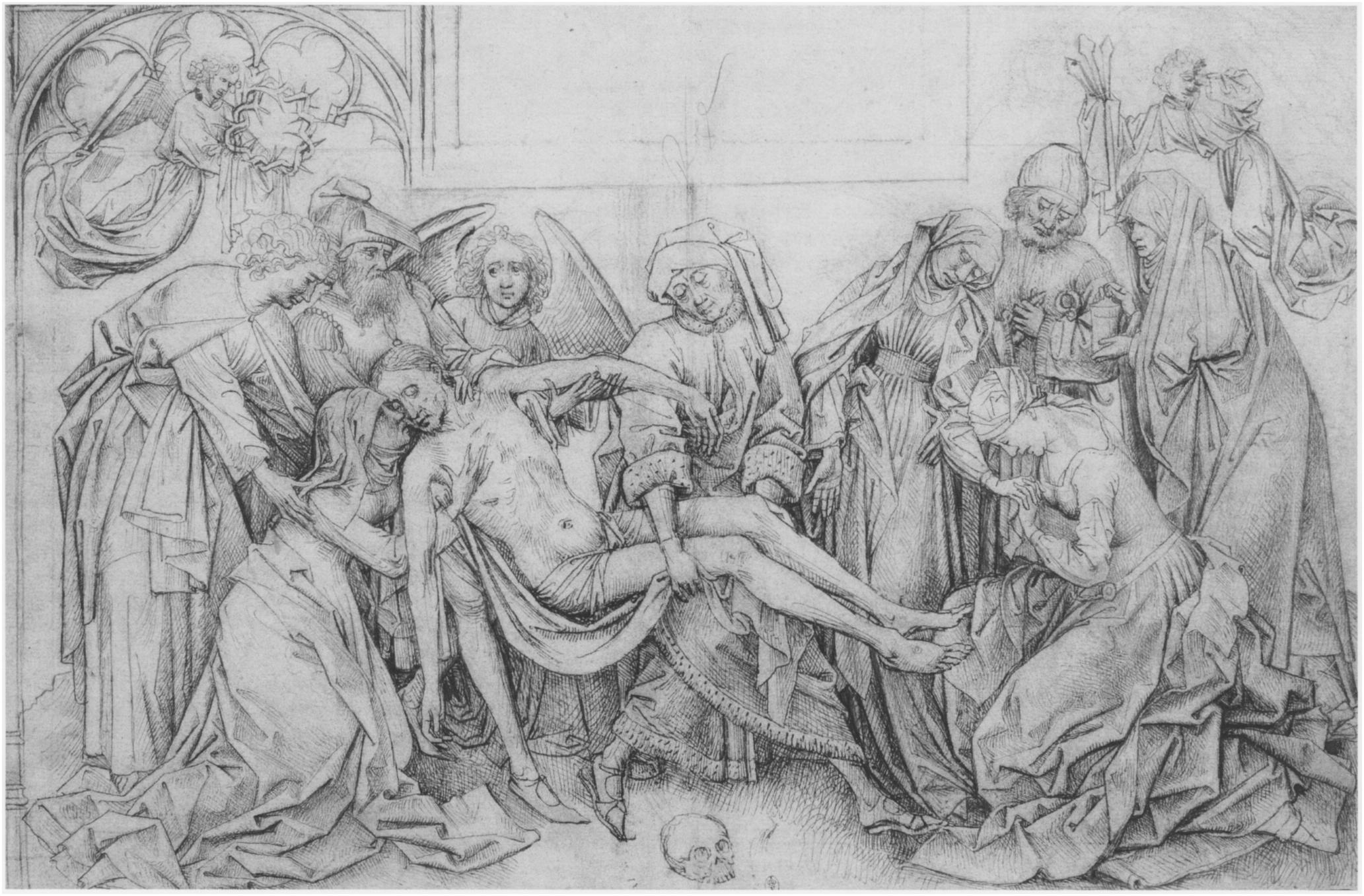
ロヒール・ファン・デル・ウェイデン、『十字架降架』の習作（インクとチョーク）、1460年ごろ
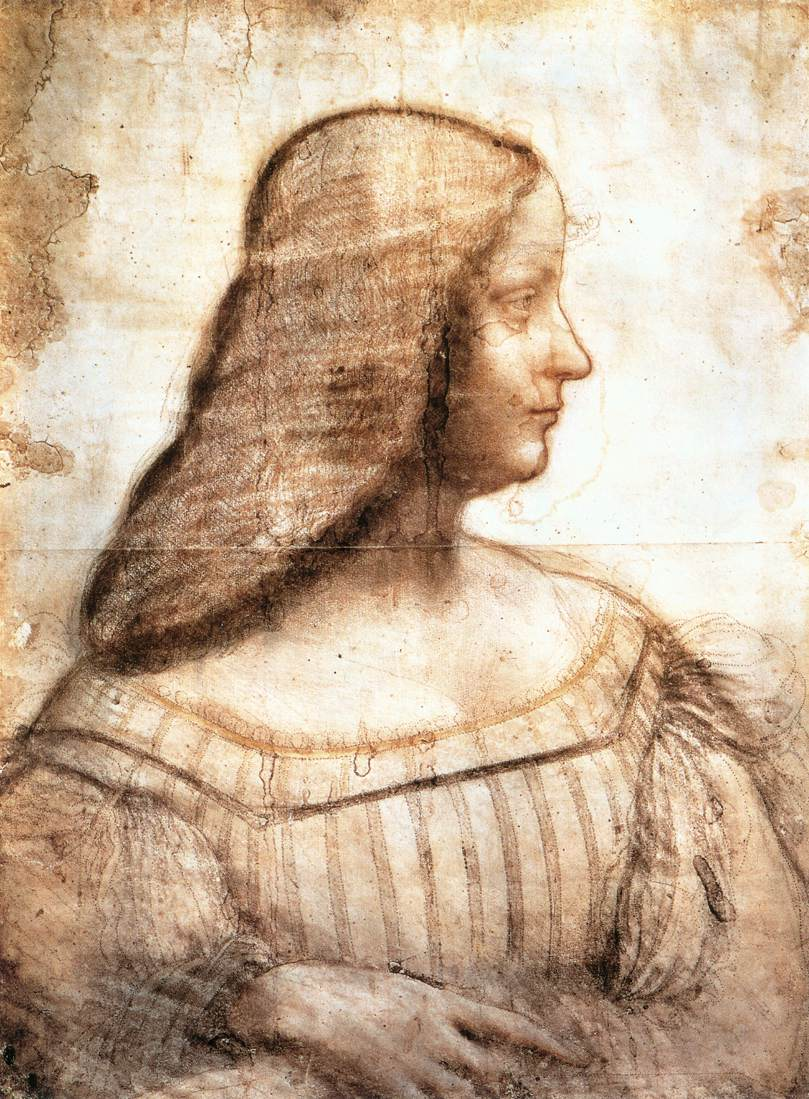
レオナルド・ダ・ヴィンチ、イザベラ・デステの肖像（黒と赤のチョーク、パステル）、1490年ごろ
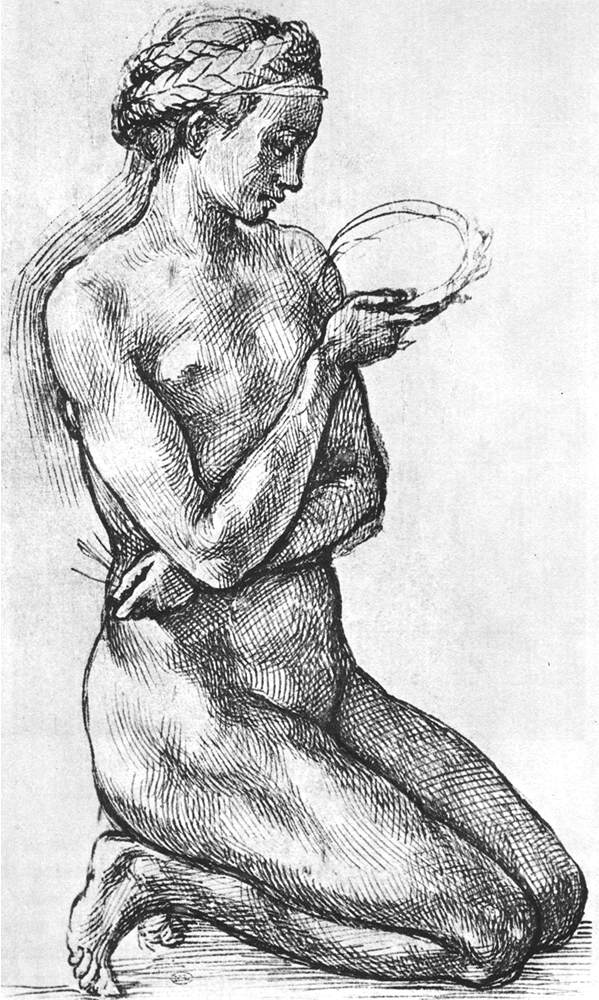
ミケランジェロ、『キリストの埋葬』の習作といわれる、ひざまずく裸婦
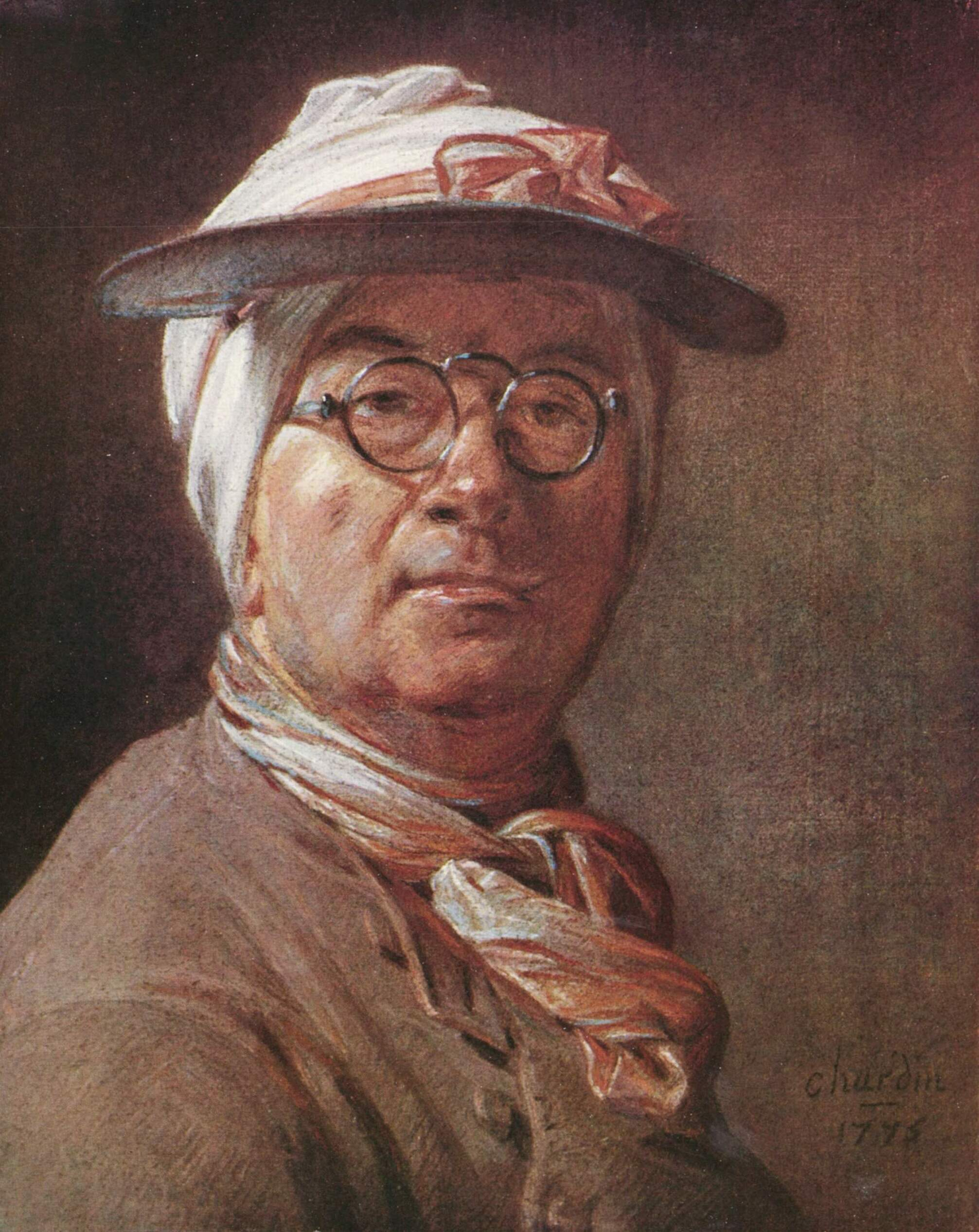
ジャン・シメオン・シャルダン 丸眼鏡の自画像（パステル）、1775年
モーリス・カンタン・ド・ラ・トゥール、ポンパドゥール侯爵夫人の全身像（パステル）、1755年

## ルーヴル周辺と交通アクセスなど

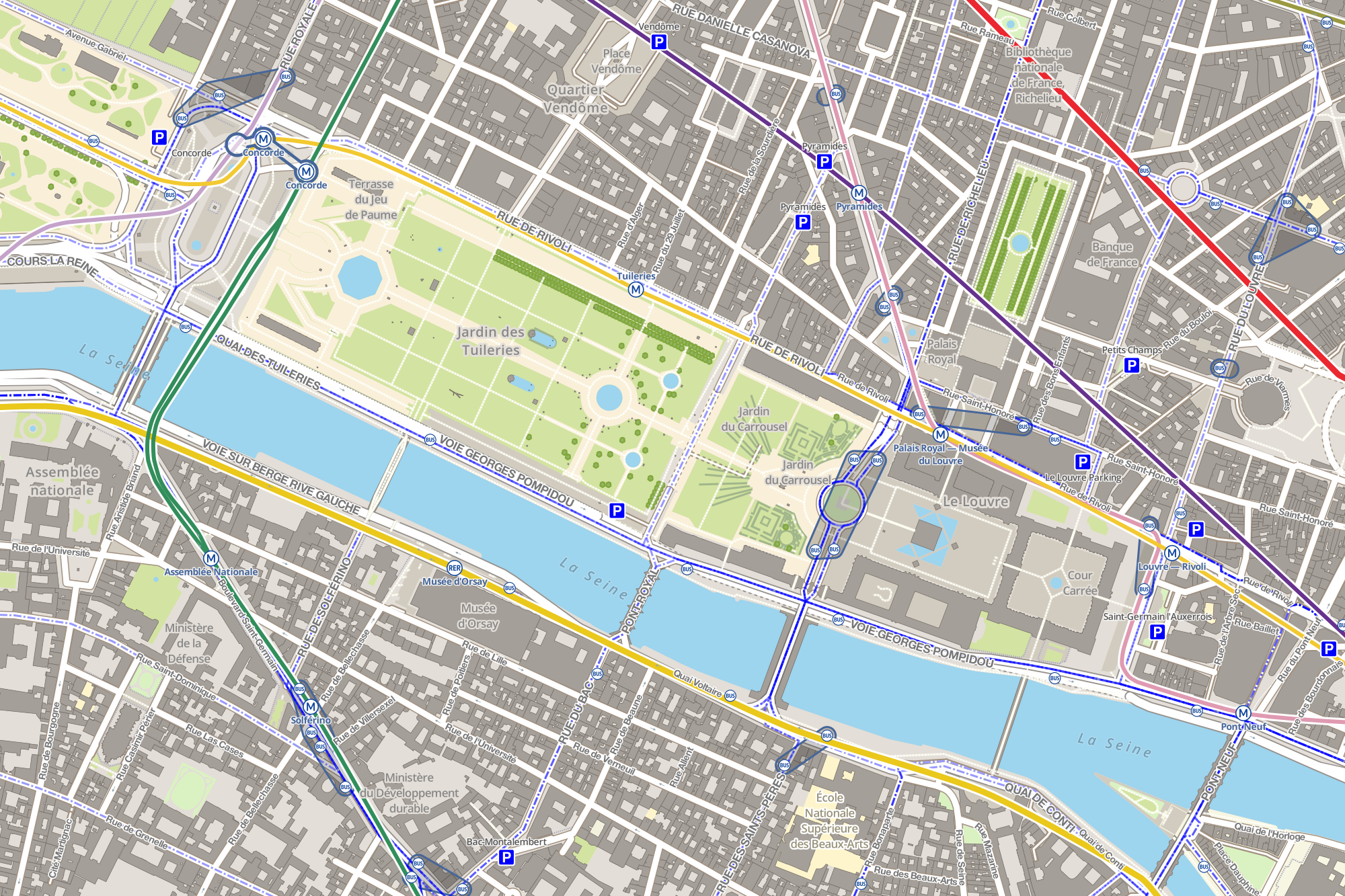
ルーヴル美術館周辺の地図。バス停留所、地下鉄路線図、駐車場が表示されている。

ルーヴル美術館はパリ中央部第1区、セーヌ川右岸に位置する。西隣には、かつてフランス王宮として使用されていたテュイルリー宮殿跡がある。現在もテュイルリー庭園 (en:Tuileries Garden) として残っている宮殿の庭園部分は、1564年にアンリ2世妃カトリーヌ・ド・メディシスが造園させたもので、1664年にアンドレ・ル・ノートルが再設計した庭園である。テュイルリー庭園のガーデン・ハウスは、1940年から1944年までナチス・ドイツに収奪されたユダヤ人文化財が収容されていたが、1947年に近現代美術を所蔵するジュ・ド・ポーム国立美術館として開館した。ジュ・ド・ポーム国立美術館と隣接して、オランジュリー美術館がある。オランジュリー美術館は印象派とポスト印象派の絵画作品が収められており、特にモネの『睡蓮』の連作を所蔵していることで名高い。
ルーヴル美術館は、パリの中央部をおよそ8キロにわたって西に貫く、いわゆる「パリの歴史軸」の起点となっている。ルーヴル美術館中庭を東端に、シャンゼリゼ通りを経てグランダルシュを西端とする。1871年に、パリ・コミューン鎮圧の混乱でテュイルリー宮殿が焼失し、ルーブル美術館の建物が「歴史軸」に対してわずかに傾いていることが明らかになった。
ルーヴル美術館へはメトロのパレ・ロワイヤル＝ミュゼ・デュ・ルーヴル駅、あるいはルーヴル＝リヴォリ駅が最寄り駅となっている。
ルーヴル美術館には3か所のエントランスがある。ルーヴル・ピラミッドがあるメイン・エントランス、地下ショッピング・モールのカルーゼル・デュ・ルーヴルからのエントランス、ドゥノン翼東端のポルト・デ・リオン（ライオン門/ライオン口）のエントランスである。メイン・エントランスの地下には、ウニベイル・ロダムコ・ウェストフィールドが管理するショッピング・モールのカルーゼル・デュ・ルーブルがある。カルーゼル・デュ・ルーブルには、フランスで最初に開店したApple Storeやマクドナルドなども出店しており、場所柄これらの店舗は相応しくないのではないかという論争にもなっている。
ルーヴル美術館内での写真撮影、ビデオ撮影は許可されているが、フラッシュの使用は禁止されている。

なお、新型コロナウイルスの感染防止のために、ルーブル美術館は閉鎖されていた。しかし、多くの訪問者を見捨てないために、ルーブル美術館は展示されていないものも含め、すべての作品を見ることができるプラットフォームを立ち上げた。新しいプラットフォームでは、すでに482,000を超えるイラスト付きのコレクションが公開されており、それはルーブル美術館の豊富で多様なコレクションの75％に相当する。